# Joaquim Maria Machado de Assis
Pour les articles homonymes, voir Machado et Assis.
Joaquim Maria Machado de Assis (Rio de Janeiro, 1839 — ibidem, 1908) est un écrivain et journaliste brésilien, considéré par beaucoup de critiques, d’universitaires, de gens de lettres et de lecteurs comme l’une des grandes figures, sinon la plus grande, de la littérature brésilienne.
Issu d’une famille pauvre, Machado vint au monde sur l’une des collines (morros) situées dans la proche banlieue de Rio de Janeiro et qui servaient de domaines de plaisance (chácara) aux nantis de la ville, en l’espèce à une dame de l’aristocratie carioca. Son père, mulâtre, fils d’esclaves affranchis, et sa mère, blanche d’origine portugaise, faisaient partie de la domesticité dudit domaine, mais étaient alphabétisés. À l’issue de sa scolarité, qui se limita à fréquenter l’école primaire publique, en plus de quelques leçons de français dispensées par un prêtre du lieu, Machado vaqua à une série de petits emplois, notamment comme typographe dès l’âge de 13 ans, et plus tard comme réviseur de texte et chroniqueur pour un journal. Autodidacte de nature, il apprit, outre le français, également l’anglais, l’allemand et le grec ancien, et acquit bientôt une culture littéraire considérable. Quoique captivé par le style de vie bohème, et plus encore par la problématique sociale, il s’efforça de s’élever sur l’échelle sociale et finit par entrer dans la fonction publique, obtenant en 1872 un poste au ministère de l’Agriculture, puis au ministère du Commerce, et enfin au ministère des Travaux publics, où il gravit régulièrement les échelons jusqu’à être nommé directeur-général de la comptabilité vers la fin de sa carrière. Il fut par ailleurs, aux côtés de plusieurs de ses confrères, le cofondateur en 1897 de l’Académie brésilienne des lettres, dont il sera élu à l’unanimité le premier président.
Parallèlement à son parcours de fonctionnaire, il mena une intense carrière littéraire, acquérant, par de premières poésies et des chroniques publiées dans des journaux et des revues, une notoriété précoce, qui ne cessa de croître par la suite, faisant de lui de son vivant l’un des écrivains les plus fêtés et les plus prestigieux, même si l’accueil que lui réservèrent certains de ses contemporains fut parfois mitigé ; ses obsèques, auxquelles assista une foule nombreuse, furent comparées avec celles de Victor Hugo. Pratiquant quasiment tous les genres littéraires, il assista en spectateur aux mutations les plus diverses survenues au Brésil et dans le monde à la fin du XIXe et au début du XXe siècles — il fut témoin ainsi de l’abolition de l'esclavage dans son pays et du bouleversement politique que représenta pour le Brésil la proclamation de la république, en lieu et place de la monarchie impériale —, et se fera le grand rapporteur et commentateur des événements politiques et sociaux de son époque. Sa vaste œuvre se compose de dix romans, d’autant de pièces de théâtre, de deux centaines de nouvelles, de cinq recueils de poèmes et sonnets, d’articles et d’essais littéraires, et de plus de six cents chroniques. Il est d’usage de subdiviser sa production littéraire en deux phases distinctes. La première comprend des œuvres telles que les romans Ressurreição, A Mão e a Luva, Helena et Iaiá Garcia, récits assez mièvres, encore tout imprégnés de l’esprit hérité du romantisme (quoique moins emphatiques et plus sobres de style que ceux de ses confrères écrivains), et marqués — comme aime à le dire la critique moderne — par le conventionnalisme, avec certes çà et là une esquisse de caractère de bonne tenue. La parution en 1881 de son roman Mémoires posthumes de Brás Cubas, d’un esprit et d’une facture tout différents, marque le début de sa deuxième phase, ou phase réaliste (dite aussi « de la maturité ») et fait de Machado de Assis l’introducteur du réalisme au Brésil. Ce roman forme avec Quincas Borba et Dom Casmurro ce qu’il est convenu d’appeler sa Trilogie réaliste, généralement considérée comme son chef-d’œuvre. Les créations de la deuxième phase, à laquelle appartiennent encore Esaü et Jacob et Memorial de Aires, si elles ne sont pas encore totalement exemptes de quelques résidus romantiques, se caractérisent par une forme plus déliée (composition fragmentaire, structuration en courts chapitres, intertextualité, métalangage, etc.) d’une part, et par leur ironie et leur tonalité pessimiste, voire acrimonieuse, d’autre part ; sous le rapport de la thématique, la démarcation entre les deux phases apparaît moins rigoureuse. Quant à son activité de chroniqueur journalistique, jamais interrompue et prolifique, elle traverse toute sa carrière d’écrivain ; ses billets hebdomadaires, où l’auteur ne s’embarrassait guère des conventionnalismes et abordait avec franchise toutes sortes de questions sociales — se félicitant p. ex. de l’abolition de l’esclavage et prenant parti pour les Conselheiristes dans le conflit de Canudos alors en gestation — sont là pour démentir les accusations, portées contre lui après sa mort, de retranchement hautain et de reniement de ses origines.
On s’est interrogé sur les causes (externes ou autres) de cette rupture apparente dans sa trajectoire d’écrivain au début de la décennie 1880 ; Machado lui-même, peu expansif et d’une discrétion et retenue fort peu brésiliennes (ce dont certains lui tenaient rigueur), n’eut garde de donner le moindre indice à ce sujet. Cependant, certains commentateurs, en particulier Willemsen, ont noté que le Machado nouveau était déjà présent de façon latente, sinon ouvertement, dans quelques-unes de ses œuvres antérieures et que le ton du critique s’écoutant se commenter lui-même, et qui sans cesse se préoccupe du problème de l’écriture, c’est-à-dire ce en quoi réside l’une des principales causes de la modernité de Machado, a caractérisé d’emblée le Machado chroniqueur ; Willemsen conclut que, si revirement il y eut dans le parcours littéraire de Machado, ce n’est pas dans le sens où il serait devenu subitement un autre, mais au contraire où il serait enfin devenu lui-même, après s’être affranchi du conventionnalisme évoqué ci-haut. Du reste, son scepticisme et éclectisme fonciers, sa méfiance vis-à-vis des dogmatismes et des systématisations en toute matière, et de tous les enthousiasmes en général, visaient aussi les thèses et les impératifs de l’école réaliste, ce qui lui valut de la part des tenants de l’orthodoxie tainienne et déterministe de ladite école, tels que Sílvio Romero, une hostilité durable.
Grâce en particulier à son innovation littéraire et à son audace notamment en matière de thématique sociale, son œuvre est d’importance fondamentale pour l’évolution ultérieure de la littérature brésilienne aux XIXe et XXe siècles et sera une source d’influence majeure pour des auteurs tels que Olavo Bilac, Lima Barreto, Drummond de Andrade, et, au-delà des frontières du Brésil, pour John Barth, Donald Barthelme et d’autres. Le fait que le principal prix littéraire du Brésil a été baptisé à son nom atteste sa consécration et son prestige pérenne ; néanmoins, son nom reste encore relativement peu connu en-dehors de l’aire lusophone.

## Biographie

### Jeunes années
Machado de Assis naquit le 21 juin 1839 sur le Morro do Livramento, colline sise autrefois dans la proche banlieue nord de Rio de Janeiro, ville qui était alors capitale de l’empire du Brésil,,. Son père, Francisco José de Assis, mulâtre, peintre en bâtiment, était le fils de Francisco de Assis et d’Inácia Maria Rosa, tous deux pardos (métis) et anciens esclaves affranchis. Sa mère était la blanchisseuse Maria Leopoldina Machado da Câmara, immigrante portugaise des Açores et blanche, fille d’Estevão José Machado et d’Ana Rosa ; les Machado étaient originaires de l’île São Miguel, dans l’archipel portugais des Açores, et avaient immigré au Brésil en 1815,,. Les parents de Machado de Assis, qui, fait inhabituel à cette époque et pour cette classe sociale, savaient tous deux lire et écrire,, étaient employés comme domestiques par Dona Maria José de Mendonça Barroso Pereira, épouse du défunt sénateur Bento Barroso Pereira, qui hébergeait ses parents et leur permettait de vivre à ses côtés,.

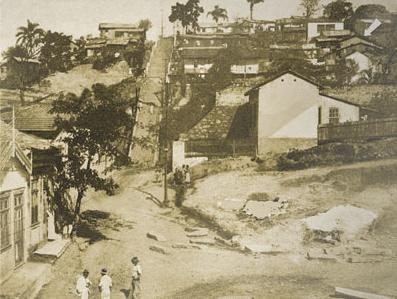
La colline Morro do Livramento sur une photographie ancienne. La flèche dans l’angle supérieur droit indique la maison où Machado de Assis naquit probablement et où il passa son enfance.

Les terrains du Livramento appartenaient à la chácara (maison de campagne) de la famille de Maria José de Mendonça, mais dès 1818, on se mit à découper en parcelles le vaste domaine et à construire la rua Nova do Livramento sur le morro,. Maria José de Mendonça devint la marraine du bébé des Machado et Joaquim Alberto de Sousa da Silveira, son beau-frère, s’en fit le parrain, de sorte que les parents du futur écrivain décidèrent de donner à l’enfant, en hommage à ces deux personnes, leur prénom respectif,. Dans le même foyer viendra au monde une sœur, qui cependant mourut jeune, à l’âge de 4 ans, en 1845,. Joaquim commença son instruction à l’école publique du quartier, mais sans y porter grand intérêt. Il aidait par ailleurs à célébrer les messes, ce qui le mit en contact avec le père Silveira Sarmento, qui, selon certains biographes, devint son mentor de latin et son ami,.
Dans son feuilleton Casa Velha (littér. Vieille Maison), publié de janvier 1885 à février 1886 dans la revue carioca A Estação, et paru pour la première fois sous forme de livre en 1943 par les soins de la critique littéraire Lúcia Miguel Pereira, Machado livre une description de ce qu’était le corps de logis et la chapelle du domaine du Livramento :

« La maison, dont il est inutile de dire le lieu et l’adresse, avait reçu chez le peuple le nom de Casa Velha, et l’était réellement : elle datait de la fin de l’autre siècle. Elle était d’une construction solide et vaste, d’un goût sévère, exempte d’ornements. Enfant encore, j’en connaissais déjà la partie extérieure, la grande véranda de devant, les deux portails énormes, l’un destiné spécialement aux personnes de la famille et aux visites, et l’autre au service, aux charges qui allaient et venaient, aux charrettes, au bétail qui sortait paître. Outre ces deux entrées, il y avait, du côté opposé, où se trouvait la chapelle, un chemin qui permettait aux personnes du voisinage d’y accéder, qui allaient là entendre la messe les dimanches, ou chanter des litanies les samedis,. »

Quand Machado avait seulement un an, en 1840, la majorité de l’empereur Pierre II fut décrétée, événement qu’il allait évoquer plusieurs années plus tard dans son roman Dom Casmurro. Vers la même époque où Machado passa son enfance dans ce qui était « une sorte de manoir ou de fazenda », l’écrivain et homme politique José Martiniano de Alencar, artisan du roman national brésilien, n’avait encore que 10 ans, et trois ans avant la naissance de Machado, Domingos José Gonçalves de Magalhães publiait Suspiros Poéticos e Saudades, œuvre qui insuffla les conceptions du romantisme dans la littérature brésilienne ; lui emboîteront le pas un autre poète, Gonçalves Dias, le plus illustre de cette première phase romantique, et connu surtout comme représentant de l’indianisme en littérature, puis, un peu plus tard, Castro Alves, remarqué notamment pour ses idées abolitionnistes. (Il y a lieu de rappeler, quand on parle de littérature dans un pays comme le Brésil au XIXe siècle, que la lecture était le privilège d’une toute petite élite, dont les goûts en la matière n’étaient du reste pas infaillibles. Au moment où Machado débutait dans les lettres, le plus grand prosateur était José de Alencar, qui avait acquis la gloire en 1857 avec un roman historique indianiste intitulé O Guarani ; ses romans « bourgeois » ultérieurs, non dénués de quelque profondeur psychologique, font de cet écrivain un modeste précurseur de Machado de Assis.)
À 10 ans, Machado se retrouva orphelin de sa mère. Il déménagea avec son père vers le quartier de São Cristóvão, au no 48 de la rue São Luís de Gonzaga, puis son père se remaria avec Maria Inês da Silva, le 18 juin 1854. C’est elle qui, à la mort de Francisco José de Assis quelque temps après, allait s’occuper du garçon. Selon quelques biographes, Machado suivait les cours dans une école réservée aux filles où sa belle-mère confectionnait des friandises, tandis qu'il étudiait le soir le français avec un boulanger immigré. Certains biographes ont relevé son grand et précoce intérêt pour les livres, à la lecture desquels il s’adonnait longuement,.

### Journaux intimes, poèmes et opéras

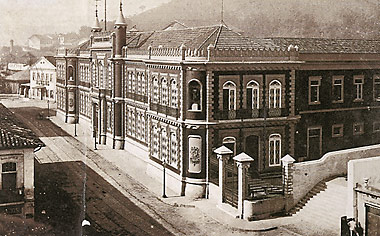
L’imprimerie nationale du Brésil vers 1880, où Machado de Assis fut embauché comme typographe et réviseur.

Tout porte à croire que Machado chercha à éviter les faubourgs de Rio de Janeiro et qu’il s’efforça de trouver ses moyens de subsistance dans le centre-ville. Rempli de projets et doté d’un esprit aventurier, il y noua bientôt quelques amitiés et relations. En 1854, il publia son premier sonnet, dédié à l’« Ilustríssima Senhora D.P.J.A. » (Dona Patronilha) et signé « J. M. M. Assis », dans la modeste revue Periódico dos Pobres. L’année suivante, il se mit à fréquenter la librairie du journaliste et typographe Francisco de Paula Brito. Celui-ci, d’idées humanistes, tenait une librairie qui, en plus de vendre des remèdes, du thé, du tabac, des boulons et des écrous, servait également de lieu de rencontre de sa Sociedade Petalógica (de peta = mensonge, duperie). Quelque temps plus tard, Machado évoquera comme suit cette Sociedade : « On y discutait de tout, du retrait d’un ministre jusqu’à la pirouette d’une danseuse à la mode, du do sorti de la poitrine de Tamberlick jusqu’aux discours du marquis du Paraná ».
Le 12 janvier 1855, Brito consentit à publier dans A Marmota Fluminense, la revue bimensuelle du libraire, les poèmes Ela et A Palmeira, qui font partie, avec le susmentionné sonnet à Dona Patronilha, de la première production littéraire de Machado de Assis. À l’âge de dix-sept ans, il fut engagé comme apprenti typographe et réviseur d’imprimerie par l’Imprimerie nationale, où il fut protégé et aidé par Manuel Antônio de Almeida (qui quelques années auparavant avait publié son magnum opus, les Memórias de um Sargento de Milícias), lequel l’encouragea à poursuivre la carrière littéraire. Machado travaillera à l’imprimerie nationale de 1856 à 1858, au bout de laquelle période il s’en fut, sur instigation du poète Francisco Otaviano, collaborer au Correio Mercantil, important journal de l’époque, pour y composer des chroniques et réviser les textes,. Il donna d’autre part une traduction de fragments de l’Histoire de la Restauration de Lamartine, une première nouvelle (1858), et aussi un premier court roman ou récit, Madalena, qui fait figure de faux départ, attendu qu’il s’abstiendra de pratiquer le genre romanesque dans les douze années qui suivront. Cependant, avec une centaine de publications à son nom, Machado, âgé de seulement vingt ans, était déjà fort connu comme poète, critique et auteur théâtral, à l’égal des grands noms de son temps.
Par ailleurs, le jeune Machado fréquentait déjà les théâtres et d’autres milieux artistiques. En novembre 1859 eut lieu la première de l’opéra Pipelet, dont le livret, basé sur les Mystères de Paris d’Eugène Sue, avait été écrit par lui et dont la musique avait été composée par Ermanno Wolf-Ferrari. Machado s’exprima, à propos de cette représentation, ainsi que suit :

« Le lundi, l’Opéra national s’ouvre avec Pipelet, opéra en plusieurs actes, musique de Ferrari, et poésies de M. Machado de Assis, mon ami intime, mon alter ego, pour qui j’ai beaucoup d’affection, mais sur qui je ne peux donner aucune opinion. »

Pipelet n’eut qu’un succès limité auprès du public, et les chroniqueurs l’ignorèrent. Le final de l’opéra, mélancolique, montrait l’agonie et l’enterrement du personnage de Pipelet. Machado de Assis écrivit la même année 1859 que « l’interprétation [...] nourrit l’espoir d’une bonne compagnie de chant ». Gioacchino Giannini en revanche, qui dirigea l’orchestre de l’opéra, fut mécontent dudit orchestre et réagit dans un article : « Nous ne parlerons pas de l’exécution de Pipelet. Cela serait ennuyeux, horrible et épouvantable pour qui l’a vu aussi régulièrement au théâtre de São Pedro ». Par ailleurs, le jeune Machado suivait avec intérêt la campagne de construction de l’Opéra national brésilien. L’année suivant Pipelet, il composa un livret intitulé As Bodas de Joaninha (littér. les Noces de Jeannette), qui n’eut aucun retentissement. Des années plus tard, il jettera un regard nostalgique sur le feuilletonisme de sa jeunesse.
Du reste, Machado n’excella pas dans l’art dramatique, malgré les 23 œuvres qu’il produisit dans ce domaine et en dépit du fait qu’il continuera longtemps à pratiquer le genre.

### Crisálidas, critique de théâtre et activité politique
Cependant, en 1860, à 21 ans, Machado de Assis, qui jouissait déjà d’une grande considération dans les cercles intellectuels de Rio de Janeiro, entra, sur l’invitation de Quintino Bocaiúva, qui l’avait remarqué, au service du Diário de Rio de Janeiro, où pendant sept années, de 1860 a 1867, il travailla intensément comme reporter et journaliste, rédigeant, sous la supervision de Saldanha Marinho, les comptes rendus des débats à la Chambre, des recensions de théâtre et des chroniques. Cette période est importante pour l’auteur, car il troqua le dilettantisme relâché des feuilles littéraires contre la contrainte de contributions régulières, l’obligation de se prendre position à propos des grands sujets de son temps, et la confrontation avec le public. Cet emploi journalistique eut du reste un effet bénéfique sur son style d’écriture, qui en devint plus dépouillé et plus direct, sans cette inflation d’adjectifs qui caractérisait la prose de la quasi-totalité de ses confrères écrivains,. Auparavant, il avait contribué au Jornal das Famílias, sous divers pseudonymes (Job, Vitor de Paula, Lara, Max), et à Semana Ilustrada, signant par son propre nom ou par pseudonymes, jusqu’à 1857. Bocaiúva partageait le goût de Machado pour le théâtre, mais appréciait surtout ses œuvres destinées à la lecture, plus que celles destinées à la scène.

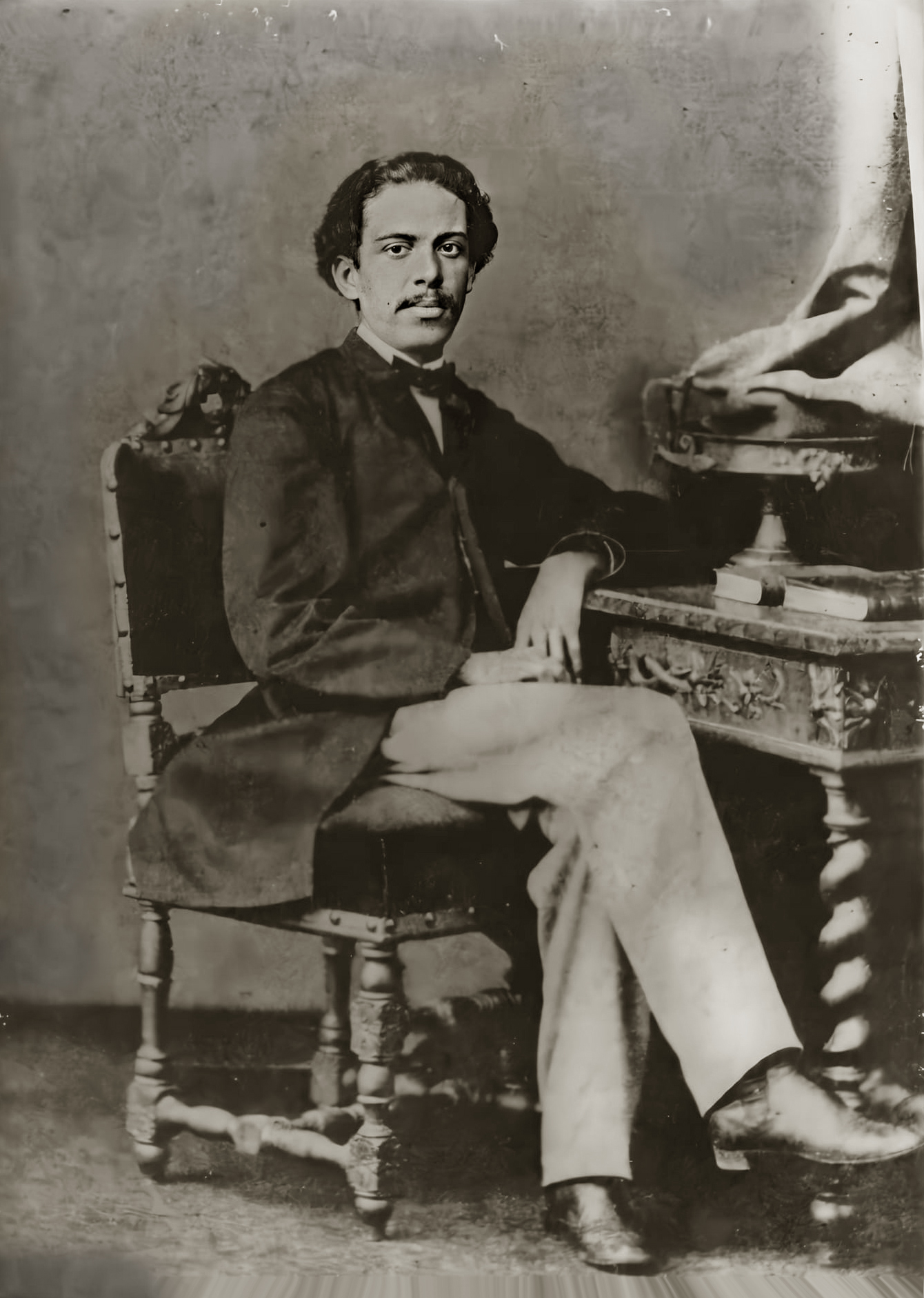
Le jeune Machado de Assis en 1864, à l’âge de 25 ans, affectionnant le théâtre et travaillant à s’élever socialement. Photographie de Insley Pacheco.

Dans le domaine de la poésie, il avait définitivement établi sa réputation en 1864 par la parution de son premier recueil de poésie, Crisálidas, dédié à son père, décédé peu avant : « À la mémoire de Francisco José de Assis et de Maria Leopoldina Machado de Assis, mes parents »,. Vinrent ensuite, en 1870, le recueil de poésie Falenas et le recueil de nouvelles Contos Fluminenses ; à partir de ce moment, la poésie céda le pas à la prose, Machado faisant paraître en 1872, à l’âge de 32 ans, son premier roman, Ressurreição, bientôt suivi d’un deuxième recueil de nouvelles Histórias de meia noité (1873), puis les romans A mão e a luva (1874), un recueil de poésie encore, Americanas (1875, « génuflexion devant l’indianisme », selon Willemsen, et les romans Helena et Iaiá Garcia (en 1876 et 1878 respectivement). Machado de Assis n’était assurément pas moins talentueux que beaucoup d’auteurs lyriques de son temps, mais restait conventionnel, et tributaire des mêmes poncifs romantiques qu’eux. Les critiques s’accordent à dire qu’en tant que poète, Machado de Assis n’atteignit jamais la singularité que nous trouvons dans sa prose de fiction. Si on examine des poèmes comme Musa Consolatrix ou A Mosca Azul, p.ex., nous y décelons certes, au-delà de l’intérêt formel qu’ils représentent, certaines des préoccupations que nous connaissons à l’auteur — la recherche existentielle, la valorisation du geste créateur —, mais ce qui frappe, ce sont surtout des images à valeur exotique intentionnelle, de surprenantes associations oniriques et des formalismes communs au Parnassianisme ultérieur, qui rappellent les « formules de l’excès » chez Carvalho Júnior.
En 1865, Machado avait fondé une société artistico-littéraire nommée Arcádia Fluminense (fluminense = de Rio de Janeiro), où il organisa des soirées littéraires, où ses poésies étaient déclamées, et où il eut l’occasion de nouer des liens avec les poètes et intellectuels de la région. En collaboration avec José Zapata y Amat, il composa, spécialement pour la société, l’hymne Cantada da Arcádia. En 1866, il écrivit dans le Diário do Rio de Janeiro : « la fondation de Arcádia Fluminense fut excellente dans un sens : nous ne croyons pas que celle-ci se soit proposée à régenter le goût, mais son but fut assurément d’établir la convivialité littéraire, comme travail préliminaire à une œuvre de plus grande extension ». Cette même année, Machado écrivit des critiques théâtrales et, d’après Almir Guilhermino, apprit le grec ancien pour s’initier à Platon, Socrate et au théâtre grec classique. Si l’on en croit Valdemar de Oliveira, Machado était un « rat de strapontins » et fréquentait assidûment les salons de théâtre en compagnie de José Martiniano de Alencar, Joaquim Manuel de Macedo, et d’autres.

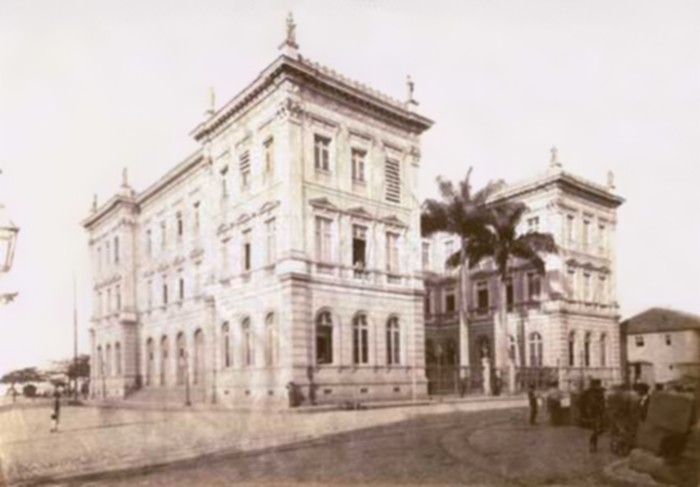
Le ministère de l’Industrie, des Chaussées et des Travaux publics vers 1890, où Machado de Assis commença à travailler comme fonctionnaire.

L’année suivante, en 1867, il se vit accorder une promotion comme fonctionnaire, puis fut nommé la même année directeur-assistant du Journal officiel par l’empereur Pierre II,. Avec la montée du Parti libéral dans le pays, Machado escompta que ses amis se souviendraient de lui et qu’on lui offrirait un poste propre à améliorer son niveau de vie, mais ce fut en vain. À l’époque où il collaborait au Diário do Rio de Janeiro, son nom avait été annoncé comme candidat député pour le Parti libéral, en considération de ses idées progressistes — candidature qu’il retira ensuite, ne voulant consacrer sa vie qu’aux belles lettres. À sa surprise, l’aide vint à nouveau de Pierre II, sous les espèces d’une nomination au poste de directeur-assistant, puis plus tard, en 1888, le même Pierre II allait le décorer comme officier de l’ordre de la Rose,.
Machado de Assis était déjà, à mi-chemin seulement de la trentaine, une célébrité au Brésil, et son portrait figura en première page du magazine Arquivo de janvier 1873, à côté du portrait (de même taille) de José Martiniano de Alencar ‒ les deux icônes littéraires du Brésil d’alors ‒, fait symptomatique de l’indigence intellectuelle de l’époque, car la production littéraire brésilienne de ce quart de siècle est en majorité médiocre, voire anodine.
Machado s’était entre-temps lié d’amitié avec Alencar, qui lui apprit quelques rudiments de langue anglaise. Les deux auteurs accueillirent dans l’imprimerie de la Cour à Rio de Janeiro le célèbre et ambitieux poète Castro Alves, venu de la Bahia. Machado déclara à propos du poète bahianais : « Je lui ai trouvé une vocation littéraire pleine de vie et de robustesse, laissant prévoir dans les magnificences du présent les promesses du futur ». Les droits d’auteur de ses publications et chroniques dans des journaux et revues, auxquels s’ajouta la promotion au rang de chef de section dont il bénéficia par décision de la princesse Isabelle le 7 décembre 1876, lui procuraient des revenus annuels de 5400 réaux ; l’enfant né sur le morro avait donc réussi à s’élever dans la vie. Grâce à sa nouvelle situation, il put quitter le centre-ville pour s’installer dans le quartier Catete, au no 206 de la Rua do Catete, où il résidera pendant 6 ans, de ses 37 à ses 43 ans.

### Fiançailles, correspondances et relations

Carolina Augusta Xavier de Novais (vers 1890), que Machado épousa en 1869.

La même année que celle de la réunion avec Castro Alves, Machado fit une autre rencontre, qui changea toute sa vie d’un seul coup. Un sien ami, Faustino Xavier de Novaes (1820-1869), poète habitant Petrópolis, et journaliste à la revue O Futuro, hébergeait dans son logis depuis 1866 sa sœur, la Portugaise Carolina Augusta Xavier de Novais, c’est-à-dire depuis son arrivée à Rio de Janeiro au départ de Porto. Selon certains biographes, elle était venue au Brésil afin de soigner leur frère malade, selon d’autres, c’était pour oublier une déception amoureuse. Carolina Augusta éveilla l’attention de nombre de Cariocas ; la plupart des hommes qui la connaissaient la jugeaient attrayante et extrêmement sympathique, et il n’en alla pas différemment pour le poète, journaliste et dramaturge Machado de Assis, qui s’éprit d’elle sitôt qu’il la connut au domicile de son ami. Jusque-là, le seul livre publié de Machado était le recueil de poèmes Crisálidas, de 1864, et il avait également écrit la pièce Hoje Avental, Amanhã Luva (1860), les deux sans grand écho. Carolina, de cinq ans son aînée, devait avoir aux environs de 32 ans au moment des fiançailles. Le frère et la sœur de Carolina, Miguel et Adelaïde (Faustino était déjà décédé alors d’une maladie qui l’avait rendu dément), n’étaient pas d’accord pour qu’elle s’engage avec un mulâtre. Ce néanmoins, Machado de Assis et Carolina Augusta se marièrent le 12 novembre 1869.

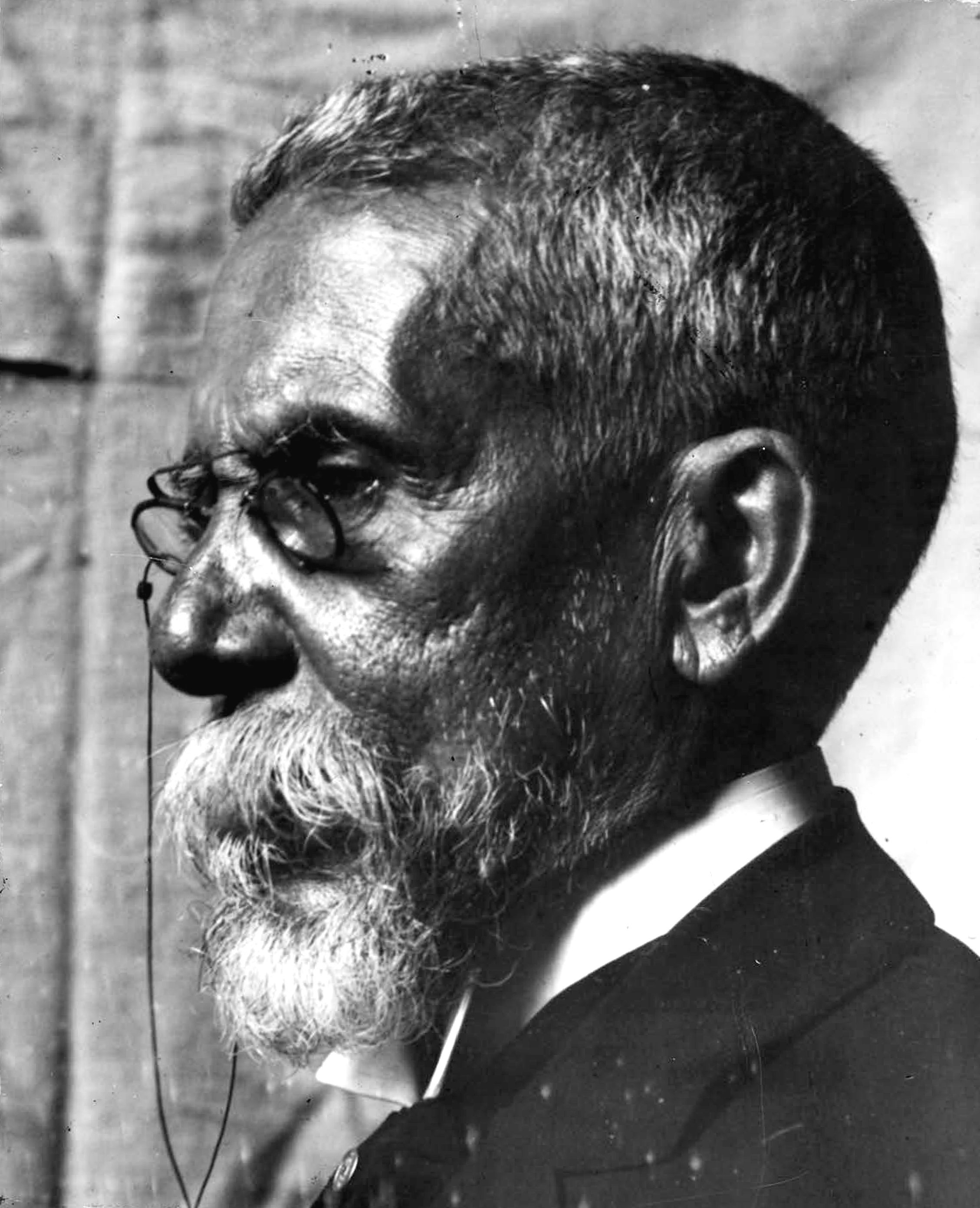
Photo de profil de Machado de Assis, 1904 (Archives nationales du Brésil).

Il se disait que Machado de Assis n’était certes pas bel homme, mais qu’il était cultivé et élégant. Il aimait à la passion sa « Carola », petit nom qu’il lui donnait. Il sut enthousiasmer la future épouse par des lettres romantiques qui prédisaient la destinée du couple ; pendant les fiançailles, le 2 mars 1869, Machado avait écrit une lettre intime, où figurait le passage suivant : « [...] ensuite, ma chérie, nous gagnerons le monde, parce que seul est véritablement seigneur du monde celui qui est au-dessus de ses vaines gloires et de ses ambitions stériles ». Ses lettres adressées à Carolina étaient toutes signées « Machadinho » (diminutif de Machado). Une autre lettre laisse entrevoir une certaine complexité au début de leur liaison : « Tu as tant souffert que tu as même perdu la conscience de ton empire ; tu es prompte à obéir ; tu t’admires d’être obéie », passage qui reste un mystère pour les spécialistes de la correspondance de l’auteur. Dans un autre paragraphe, il écrit : « Tu appartiens au petit nombre de femmes qui savent encore aimer, sentir et penser ». De fait, Carolina était fort cultivée, et fit connaître à Machado les grands classiques de la littérature portugaise et plusieurs auteurs de langue anglaise. La nièce de Carolina, et son unique héritière, Ruth Leitão de Carvalho Lima, révéla lors d’un entretien en 2008 que souvent l’épouse corrigeait les textes du mari durant son absence. Il se raconte qu’elle a très vraisemblablement influencé la manière d’écrire de Machado et qu’en conséquence elle a pu contribuer à faire basculer la prose de Machado de sa manière narrative conventionnelle antérieure à sa nouvelle manière réaliste (voir Trilogie réaliste).
Le couple n’eut pas d’enfants. Ils possédaient en revanche une chienne de race bichon à poil frisé, appelé Graziela, qui un jour s’égara dans les rues du quartier et qu’ils retrouvèrent stupéfaits plusieurs jours plus tard dans la rue Bento Lisboa, dans le quartier du Catete.

### Mariage, histoires et légendes

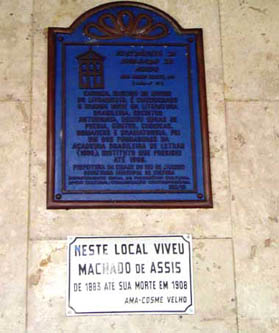
Plaque apposée sur la maison où vécut le couple Machado de Assis, dans le quartier Cosme Velho, et portant l’inscription : « En ce lieu vécut Machado de Assis de 1883 jusqu’à sa mort en 1908 ».

Après leur séjour dans le Catete, le couple s’en alla vivre au no 18 de la Rua Cosme Velho (la résidence la plus connue du couple), où Machado et Carolina allaient demeurer jusqu’à la fin de leur vie. Le nom de la rue servira à créer le sobriquet Sorcier du Cosme Velho, à l’occasion d’un épisode où le voisinage, ayant aperçu Machado brûler ses lettres dans un chaudron à l’étage de sa maison, s’écria : « Voyez le Sorcier du Cosme Velho ! » ; cependant, cette histoire, amplifiée par le bouche à oreille, ne serait, pour certains biographes, qu’une simple légende. Machado de Assis et Carolina Augusta auraient connu une « vie conjugale parfaite » pendant 35 ans,,. Quand certain jour ses amis soupçonnèrent une trahison de la part de Machado, ils le suivirent et finirent par découvrir qu’il allait chaque après-midi regarder la jeune fille sur le tableau A Dama do Livro (1882), de Roberto Fontana. Sachant que Machado n’avait pas les moyens de s’acheter ledit tableau, ils lui en firent cadeau, ce dont il fut particulièrement heureux et reconnaissant. Toutefois, « le seul nuage noir à assombrir sa paix domestique » fut une possible affaire extra-conjugale qu’il eut au moment de la distribution de ses Mémoires posthumes de Brás Cubas.

La maison du no 18 de la rue Cosme Velho, où Machado de Assis et Carolina passèrent une grande partie de leur vie.

Le 18 novembre 1902, il reprit ses activités au secrétariat à l’Industrie du ministère des Voies de communication, de l’Industrie et des Travaux publics, en qualité de directeur-général de la Comptabilité, sur décision du ministre des Voies de communication, Lauro Severiano Müller. Le 20 octobre 1904, Carolina mourut, à l’âge de 70 ans, ce qui fut un choc dans la vie de Machado, qui dut passer une saison en villégiature à Nova Friburgo. Selon le biographe Daniel Piza, Carolina aurait déclaré à des amies que Machado devrait mourir avant elle afin de s’épargner la souffrance de la voir partir avant lui. Son mariage avec Carolina aida Machado, par les encouragements de sa femme, à combler certaines lacunes intellectuelles dues à une scolarité limitée et lui apporta la sérénité émotionnelle qui lui était nécessaire eu égard à sa santé précaire. Quelques spécialistes de Machado croient que les trois héroïnes du roman Memorial de Ayres, qui se prénomment Carmo, Rita et Fidélia, pourraient figurer les trois facettes de Carolina, la « mère », la « sœur » et l’« épouse ». Machado lui dédia son dernier sonnet, A Carolina, dont Manuel Bandeira devait affirmer des années plus tard que c’était une des pièces les plus émouvantes de la littérature brésilienne. D’après plusieurs biographes, Machado visitait la tombe de Carolina tous les dimanches.

### Académie brésilienne des lettres
Sur le modèle de l’Académie française, Medeiros e Albuquerque, Lúcio de Mendonça, et le groupe d’intellectuels autour de la Revista Brasileira eurent l’idée de créer, puis fondèrent effectivement en 1897, avec l’appui enthousiaste de Machado de Assis, l’Académie brésilienne des lettres, dans le but d’illustrer la culture brésilienne et plus particulièrement la littérature nationale,. Machado de Assis fut élu à l’unanimité premier président de la nouvelle Académie, une fois celle-ci installée, le 28 janvier de la même année.

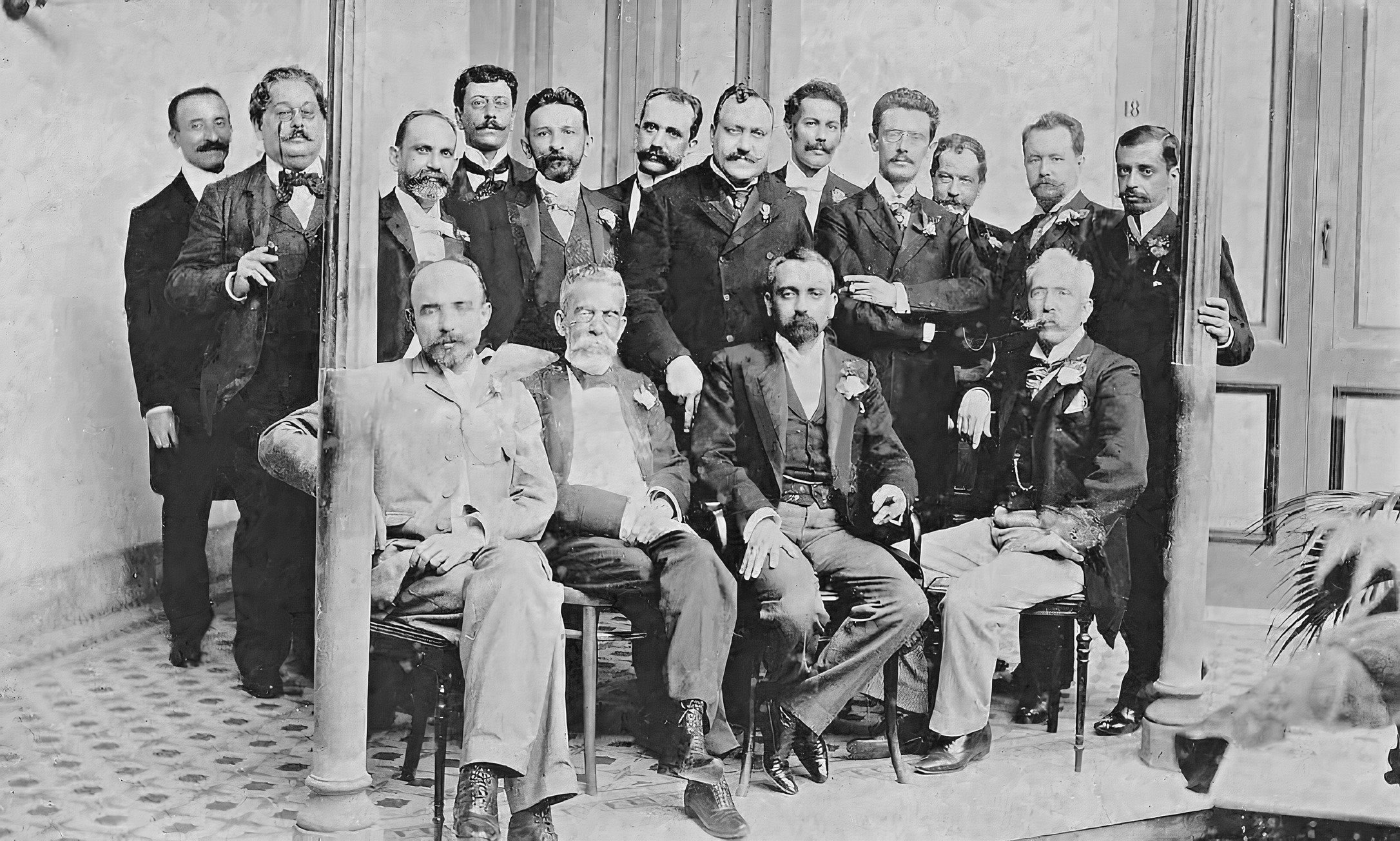
On distingue, debout : Rodolfo Amoedo, Artur Azevedo, Inglês de Sousa, Bilac, Veríssimo, Bandeira, Filinto de Almeida, Passos, Magalhães, Bernardelli, Rodrigo Octavio, Peixoto; assis : João Ribeiro, Machado de Assis, Lúcio de Mendonça et Silva Ramos.

Ainsi que l’écrivit Gustavo Bernardo, « lorsque l’on dit Machado fonda l’Académie, on veut dire en réalité que Machado songeait à l’Académie ; les écrivains ensuite la fondèrent et avaient besoin d’un président à propos de qui il n’y eût point de discussion ». Dans son discours inaugural, Machado conseilla aux présents : « Passez à vos successeurs la pensée et la volonté initiales, afin qu’eux-mêmes également les transmettent aux leurs, et que votre œuvre soit comptée parmi les solides et brillantes pages de notre vie brésilienne ».
L’Académie vit le jour davantage comme un réseau de liens d’ordre cordial, entre amis, que d’ordre intellectuel. Ce nonobstant, l’idée de cette institution ne fut pas bien acceptée par quelques-uns : Antônio Sales témoigna dans une page de souvenirs : « Je me souviens bien que José Veríssimo, pour le moins, ne lui fit pas bon accueil. Machado, je crois, eut au début quelques objections ». En tant que président, Machado faisait des suggestions, acquiesçait aux idées, donnait des indications, mais n’imposait rien ni ne contrariait les compagnons. Il était un académicien assidu : des 96 sessions que l’Académie tint pendant sa présidence, il n’en manqua que deux.
En 1901, il créa la Panelinha (« clique, coterie », mais aussi diminutif de panela, « casserole, marmite »), chargée d’organiser les agapes festives et rencontres d’écrivains et d’artistes, comme celle sur la photographie ci-contre. En fait, l’expression de panelinha fut inventée à partir de ces rencontres, où les convives se faisaient servir les mets d’une casserole d’argent, raison pour laquelle le groupe allait être connu sous le nom de Panelinha de Prata (prata = argent). Dix années durant, jusqu’à sa mort, Machado remplira la fonction de président de l’Académie, laquelle, en guise d’hommage informel, passa à s’appeler « Casa de Machado de Assis » (Maison de Machado de Assis). À l’heure actuelle, l’Académie, en plus d’héberger les collections d’Olavo Bilac et de Manuel Bandeira, comprend une salle nommée en hommage à l’auteur Espaço Machado de Assis et consacrée à l’étude de sa vie et de son œuvre et à la conservation de ses objets personnels. En outre, l’Académie possède une édition rare, de 1572, des Lusiades.

### Dernières années

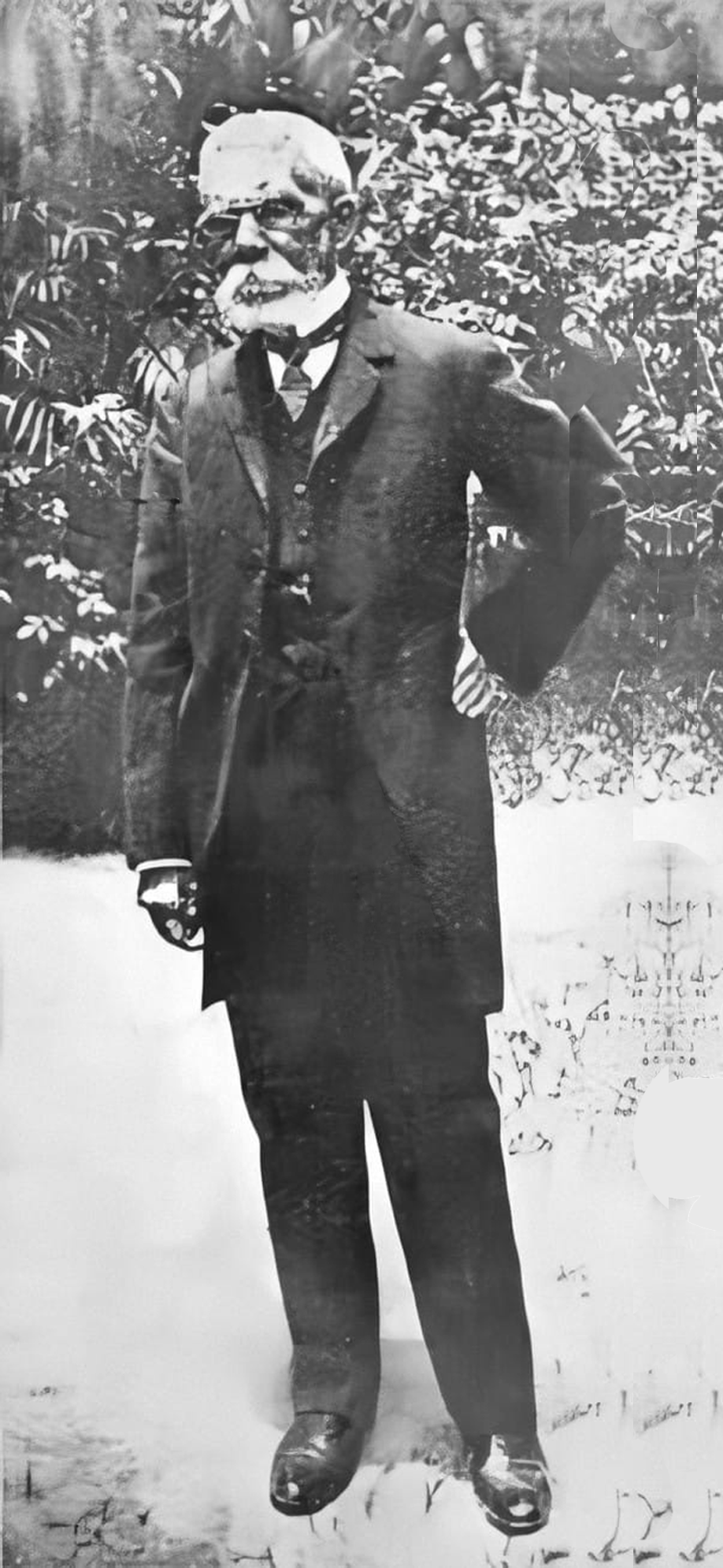
Probable ultime photographie de Machado de Assis, parue dans la revue hebdomadaire argentine Caras y Caretas, dans son édition du 25 janvier 1908. La photo, jusqu’alors inédite, fut retrouvée en 2018 par le chercheur indépendant Felipe Pereira Rissato dans l’Hemeroteca Digital de la Bibliothèque nationale d'Espagne,. Le portrait, ayant pour seule légende la mention du statut d’écrivain et de président de l’Académie brésilienne des lettres de Machado de Assis, servait à illustrer un exposé succinct sur les « hommes illustres du Brésil », présentant des personnalités politiques, des ministres et des savants éminents.

À la suite de la mort de son épouse, Machado de Assis sombra dans une profonde dépression, remarquée par les amis qui le visitaient, et, de plus en plus reclus et malade, semblait s’acheminer lui aussi vers la mort. Dans une lettre adressée à son ami Joaquim Nabuco, Machado se lamenta que « ce fut la meilleure partie de ma vie, et me voici seul au monde [...] ». Après le décès de son épouse en 1904, et avant sa mort en 1908, Machado assista à la parution de ses dernières œuvres : Esaü et Jacob (1904), Memorial de Aires (1908), et Relíquias da Casa Velha (1906). La même année, il écrivit, tirée de cette dernière œuvre, son ultime pièce de théâtre, Lição de Botânica. En 1905, il participa à une séance solennelle de l’Académie, où il se vit décerner un rameau de chêne de Tasso, remis par Joaquim Nabuco. Avec Relíquias, il réunit en un volume un choix de ses productions, y compris son sonnet le plus célèbre, A Carolina, « hommage de tristesse à l’épouse morte ». En 1907, il commença la rédaction de son tout dernier roman, Memorial de Aires, livre empreint d’une poésie légère et tranquille et encline à la mélancolie.
Ébranlé, il ne cessa néanmoins de lire, d’étudier et d’écrire, continua de participer, en sa qualité d’homme public, aux réunions d’amis et aux banquets de l’élite carioca, quoique de manière moins soutenue, poursuivit son travail en tant que directeur-général du ministère de l’Industrie, des Voies de communication et des Travaux publics, et prenait aussi part activement aux séances de l’Académie brésilienne des lettres, présidée par lui. Ainsi fut-il par exemple présent au banquet offert par l’Académie le 31 octobre 1907 à l’historien italien Guglielmo Ferrero à l’Alexandra Hotel, au déjeuner offert par la Chambre des députés aux hommes politiques Carlos Peixoto et James Darcy le 29 décembre 1907 dans les locaux de l’Association commerciale de Rio de Janeiro, et au banquet organisé par le ministère des Relations extérieures à l’escadre de la Marine américaine le 20 janvier 1908 au palais Monroe.
Avec l’élection du diplomate et historien José Maria da Silva Paranhos Júnior, baron de Rio Branco, à l’Académie en octobre 1898, cette institution tendait de plus en plus à faire fonction d’instrument de politique externe. Cependant, Machado de Assis n’était pas certain pour sa part de vouloir, à l’instar de Joaquim Nabuco, agir en homme d’État, au lieu de simple observateur plus ou moins neutre, comme le personnage de ses deux derniers livres, le conseiller Aires. À la fin de sa vie, il aurait entamé des études en langue grecque afin de lire Homère et d’autres auteurs dans l’original, encore que l’on ait signalé aussi qu’il aurait tenté de se familiariser avec cette langue bien plus tôt et qu’il ne fit alors rien autre que d’approfondir ses connaissances.
Le 1er juillet 1908, Machado de Assis fut mis en disponibilité pour raisons de santé et ne retournera plus ensuite au ministère des Travaux publics. Pour traiter ses crises d’épilepsie et ses autres problèmes de santé, il eut recours tant à la médecine classique qu’à l’homéopathie. Il fut soigné par un médecin important, Miguel Couto, le même qui avait soigné sa femme Carolina, et qui prescrivit à Machado le tranquillisant bromure, sans efficacité et avec des effets secondaires. L’homéopathie cependant ne lui fut d’aucun secours non plus. Des personnalités célèbres, telles que le baron de Rio Branco, et des intellectuels ou collègues, vinrent le visiter. Dans un document manuscrit de cette même année, Mário de Alencar écrivit, avec amertume : « Je viens du domicile de Machado de Assis, où je suis resté tout le samedi, hier et aujourd’hui, et maintenant je n’ai plus le courage de continuer à lui voir cette souffrance ; je redoute d’assister à la fin que je désire voir arriver bientôt. Moi, son ami et grand admirateur, je souhaite qu’il meure, mais je n’ai pas le courage de le voir mourir ».

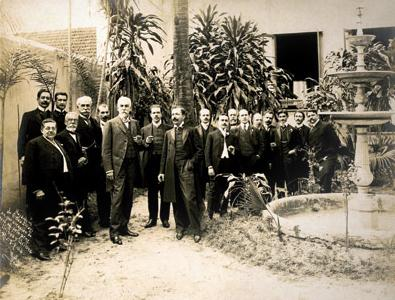
Machado de Assis, deuxième de la gauche, dans la rangée de devant, aux côtés d’intellectuels et de collègues, parmi lesquels Joaquim Nabuco, lors d’un déjeuner offert par le ministre plénipotentiaire de Colombie au maire de Rio de Janeiro Francisco Pereira Passos, le 8 septembre 1906, dans le jardin du Club des Journaux (Clube dos Diários), au Cassino Fluminense.

Recherches et études machadiennes récentes ont concouru à brosser un portrait plus fidèle de ses dernières années, prenant notamment en compte les cinq tomes de la Correspondência de Machado de Assis, laquelle comprend des milliers de pièces s’étalant sur toute la trajectoire de sa vie. Par exemple, dans une lettre datée du 19 juillet 1908 à destination du critique José Veríssimo, qui avait décrit l’impression que lui avait causée la lecture de Memorial de Aires, Machado de Assis répondit, catégorique : « le livre est le tout dernier ; je n’ai plus l’âge des folies, ni littéraires ni autres ». Il se confia à propos de son épilepsie à son collègue Mário de Alencar, dans une lettre d’une grande franchise datée du 29 août 1908, où il lui révéla : « J’ai relu une page de la biographie de Flaubert ; j’y ai trouvé les mêmes solitude et tristesse, jusqu’au même mal, comme vous savez, l’autre... »
Son dernier testament date de 1906. Aux termes du premier, écrit le 30 juin 1898, il laissait tous ses biens à son épouse Carolina. Avec la mort de celle-ci, il songea à un partage amical entre la sœur de Carolina, Adelaide Xavier de Novais, et ses neveux et nièces ; cependant, par ce second et ultime testament établi par lui le 31 mai 1906, il désigna pour son héritière unique « la petite Laura », fille de sa nièce Sara Gomes da Costa et de son époux le major Bonifácio Gomes da Costa, nommé premier exécuteur testamentaire. Dans les dernières semaines de son existence, Machado de Assis adressa des lettres à Salvador de Mendonça (le 7 septembre 1908), à José Veríssimo (le 1er septembre 1908), à Mário de Alencar (le 6 août 1908), à Joaquim Nabuco (le 1er août 1908), à Manuel de Oliveira Lima (le 1er août 1908), et à d’autres, lettres dans lesquelles il apparaît comme étant encore parfaitement lucide.

### Mort
Le 29 septembre 1908, à 3 heures 20, dans son logis de Cosme Velho, Machado de Assis s’éteignit, à l’âge de 69 ans, atteint d’un ulcère cancéreux dans la bouche ; le certificat de décès indique qu’il mourut d’artériosclérose généralisée, y compris de sclérose cérébrale, ce qui, pour certains, demeure discutable étant donné qu’il s’était montré lucide dans ses dernières lettres. Il eut, globalement, une mort tranquille, entouré des amis les plus intimes qu’il s’était faits à Rio de Janeiro : Mário de Alencar, José Veríssimo, Coelho Neto, Raimundo Correia, Rodrigo Otávio, Euclides da Cunha, etc. Cette même année, ce dernier relata dans les colonnes du Jornal do Comércio : « La nuit où Machado de Assis décéda, celui qui eût pénétré dans le logis du poète, à Laranjeiras, n’aurait pas cru qu’il fût aussi proche du dénouement de sa maladie », et poursuivit : « Dans la salle à manger, que l’on disait la chambre à coucher du cher maître, un groupe de dames – hier encore enfants, qu’il avait portés sur les épaules, aujourd’hui très-nobles mères de famille – lui commentaient les faits enchanteurs de la vie et lui relisaient d’anciens vers, encore inédits, avarement gardés dans des albums capricieux ».

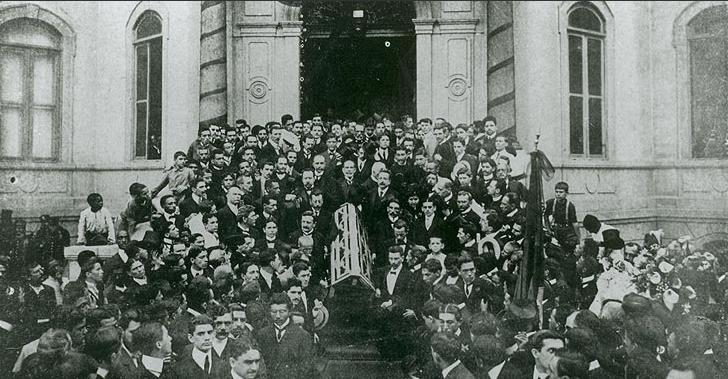
Intellectuels, étudiants, amis et admirateurs, parmi lesquels Euclides da Cunha, quittant l’Académie pour accompagner le cercueil de Machado de Assis au cimetière Saint-Jean-Baptiste en 1908.

Au nom de l’Académie brésilienne des lettres, Ruy Barbosa de Oliveira se chargea de prononcer l’éloge funèbre. Au nom du gouvernement, le ministre de l’Intérieur alors en exercice, Tavares de Lyra, évoqua l’affliction causée par la mort de l’écrivain. La veillée funèbre eut lieu dans le Syllogeu Brasileiro de l’Académie ; son corps, déposé dans le cercueil, le visage couvert d’une toile de batiste, ainsi que le relata Nélida Piñón, « fut cerné de fleurs, de cierges d’argent et de larmes discrètes ». Une foule nombreuse, où s’apercevaient voisins, compagnons des cercles intellectuels, amis, ou collègues de travail, remplissait le vestibule et la cage d’escalier. Dans le même discours, Nélida compara les adieux donnés à l’auteur avec le cortège funèbre de Victor Hugo à Paris. Effectivement, une multitude importante sortit de l’Académie pour porter ou accompagner le cercueil jusqu’au cimetière Saint-Jean-Baptiste, dans le quartier Botafogo, tandis que d’autres lui faisaient cortège en voiture. Conformément à sa volonté, il fut inhumé dans le tombeau de son épouse Carolina, concession perpétuelle no 1359. La Gazeta de Notícias et le Jornal do Brasil donnèrent une large couverture au décès, aux funérailles et à l’enterrement de Machado de Assis. À Lisbonne, tous les journaux de la ville annoncèrent sa mort et publièrent une biographie. Le 21 avril 1999, les restes du couple Machado de Assis furent translatés au Mausolée de l’Académie, dans le même cimetière, où reposent également les restes de personnalités telles que João Cabral de Melo Neto, Darcy Ribeiro et Aurélio Buarque de Holanda Ferreira.

## Carrière littéraire

### Romantisme et réalisme
Dans son História da Literatura Brasileira, dont un chapitre entier est consacré à Machado de Assis, José Veríssimo distingue deux phases dans l’œuvre machadienne : l’une ressortissant à l’école romantique (ou aux conventionnalismes romantiques de l’époque), et l’autre réaliste. Cependant, dès l’entame dudit chapitre, il tient à souligner :

« La date de sa naissance et de son apparition dans la littérature font de lui [un représentant] de la dernière génération romantique. Mais sa nature littéraire adverse aux écoles, sa personnalité singulière, qui ne lui permit jamais de s’enrôler dans aucune, firent de lui, depuis ses débuts, un écrivain à part, qui, bien qu’ayant traversé plusieurs moments et courants littéraires, n’adhéra réellement à aucun, sinon très partiellement, préservant toujours son indépendance. »

En adoptant ce cadre, et sans pour autant nier les divers éléments contredisant la tradition romantique, on peut ranger dans la première phase les romans Ressurreição (1872), A Mão e a Luva (1874), Helena (1876) et Iaiá Garcia (1878), et dans la seconde phase tous les autres romans de sa carrière, à savoir : Mémoires posthumes de Brás Cubas (1881), Quincas Borba (1891), Dom Casmurro (1899), Esaü et Jacob (1904) et Memorial de Aires (1908), qui tous appartiennent à un réalisme hétérodoxe propre à Machado de Assis. Bien que cette subdivision critique ait aujourd’hui acquis valeur d’orthodoxie chez les commentateurs universitaires, Machado de Assis lui-même indiqua, dans la présentation d’une réédition de Helena, que ce roman, de même que les autres romans de sa phase « romanesque », comportaient un « écho de juvénilité et de foi ingénue ».
Quant à ses recueils de nouvelles, les Contos Fluminenses (1872) et les Histórias da Meia Noite (1873), sont logiquement à classer dans sa première phase, et Ocidentais (1880) dans la seconde, aux côtés de Papéis Avulsos (1882), Histórias sem Data (1884), Várias Histórias (1896), Páginas Recolhidas (1899) et Relíquias da Casa Velha (1906).
Ses deux premiers livres de débutant, Crisálidas (1864) et Falenas (1870), sont des livres de poésies. Vingt-et-un poèmes, écrits entre 1858 et 1864, composent le premier recueil. On trouve dans ces poésies une émotion « moins débordante » que le lyrisme habituel de la littérature brésilienne. Crisálidas avait été inspiré par d’intenses émotions amoureuses et par la vision de la beauté féminine ; les tercets de No Limiar et les alexandrins de Aspiração préfigurent les thèmes subjectifs et sentimentalement idéalisés de ses Ocidentais de 1882, bien que ne présentant aucun excès de sentimentalisme ou d’exagération d’idéalisme, mais, en revanche, quelques outrances rhétoriques. Si ces deux œuvres poétiques se soumettent bien aux canons romantiques, elles ne vont cependant pas jusqu’à sacrifier à l’exaltation de la nature tropicale du pays. Trois ans avant ces deux publications, Machado avait débuté comme dramaturge avec la comédie Desencantos et avec la satire Queda que as Mulheres têm para os Tolos (traduction du livre De l'amour des femmes pour les sots attribué au Liégeois Victor Henaux). Après 1866, la production poétique et théâtrale, abondante jusque-là, deviendra parcimonieuse.
Ayant fini par s’affranchir de l’école romantique, ou du « conventionnalisme » comme préfère nommer cela la critique moderne, Machado assuma alors une position plus mûre et réfléchie, et se mit à composer tour à tour celles de ses œuvres considérées aujourd’hui comme ses livres les plus importants. Il convient de préciser plus avant l’attitude de l’auteur lui-même vis-à-vis du réalisme. Sa position à ce sujet était assez ambivalente, estime l’essayiste August Willemsen : d’une part, l’école réaliste, avec ses implications sociales, devait être étrangère à Machado, enclin à l’introspection, tandis que « la reproduction photographique et servile de détails scabreux » lui paraissait une horreur ; mais d’autre part, ainsi qu’il ressort de ses propres paroles, il était réceptif à quelques acquis techniques du réalisme. Il connaissait l’œuvre de Flaubert et de Zola, ainsi que le premier roman réaliste écrit en langue portugaise, O crime do padre Amaro (1876) d’Eça de Queirós, et c’est lui qui, de fait, introduisit le réalisme dans la littérature brésilienne, avec ses Mémoires posthumes de Brás Cubas. Dans son essai Literatura realista: O primo Basílio, écrit en réaction à la parution du roman O primo Basílio d’Eça de Queirós, il s’appliqua à se positionner clairement et définitivement par rapport aux courants littéraires dominants de son époque. Il déclara que le réalisme comportait quelques éléments utiles, pouvant faire contrepoids aux clichés éculés du romantisme, sans toutefois que l’on eût pour autant à tomber d’un excès dans l’autre, et finit par conclure : « Dirigeons le regard vers la réalité, mais excluons le réalisme, afin de ne pas sacrifier la vérité esthétique ».
La brusque mutation de l’auteur, matérialisée par la parution de Brás Cubas en 1880, a été étudiée par les biographes et mise en relation avec la supposée « crise spirituelle » liée à sa quarantaine récente et avec le séjour qu’il dut faire à Nova Friburgo après la mort de sa femme. Toutefois, quoique cette seconde phase ait été qualifiée de « réaliste », les critiques modernes argumentent que, au contraire des réalistes, « qui étaient fort dépendants d’un certain schématisme déterministe, Machado de Assis ne cherche pas à déceler les causes explicites ou univoques capables d’expliquer les personnages et les situations » ; au contraire, l’auteur alla jusqu’à critiquer la profusion de certains éléments explicites et réalistes dans Flaubert ou dans Eça de Queirós, s’exclamant : « [...] cette peinture, cet arôme d’alcôve, cette description minutieuse, quasi technique, des relations adultères, voilà le mal ». C’est sans doute cette conception toute personnelle qui fonde le mystère qui entoure les pages de Dom Casmurro. S’y ajoute enfin que Machado restait critique vis-à-vis des philosophies de la deuxième moitié du XIXe siècle, telles que le déterminisme et le scientisme, raison supplémentaire pour laquelle ses œuvres rechignaient à se laisser enchâsser dans les présupposés esthétiques orthodoxes du réalisme.
Ce nonobstant, dans ses romans de la seconde phase, en particulier dans Mémoires posthumes de Brás Cubas et dans Quincas Borba, et même dans quelques nouvelles, on voit surgir les éléments centraux introduits avec force par l’école réaliste dans la littérature mondiale, en particulier : la critique sociale, visant surtout la bourgeoisie ; la critique de l’esclavage, de la transformation de l’homme en objet d’un autre homme ; la critique du système capitaliste, vu comme motivé par le seul intérêt, financier, calculateur, axé sur l’impératif de l’argent pour l’argent, et de la marchandisation de la vie, des relations humaines, du mariage, etc.,, Dans Ésaü et Jacob nous est donné à voir à l’effervescence politique régnant à la fin de l’Empire et lors de la proclamation de la république, à travers l’optique de quelques personnages en particulier, pendant que des éléments réalistes des « micro-pouvoirs » et des « micro-événements » (formant le microréalisme) sont associés à des métaphores en rapport avec le « macro-pouvoir » et avec les « macro-événements » (formant le macroréalisme). Après Mémoires posthumes de Brás Cubas se succèdent plusieurs nouvelles dont l’esthétique est réputée « plus mûrie » et dont les thèmes apparaissent plus audacieux, les plus célèbres et les plus souvent analysés étant A Causa Secreta, Capítulos dos Chapéus, A Igreja do Diabo, Pai contra Mãe, et d’autres. Parfois, ses nouvelles sont anecdotiques, comme A Cartomante, avec son dénouement inopiné, ou modernes, avec une simple mise en scène du quotidien, comme Conto de Escola, ou de caractère, comme Um Homem Célebre ou O Espelho, qui s’emploient à brosser des « types humains déterminés, à idées fixes ».. Dans Píramo e Tisbe, Machado de Assis reprend un thème de la mythologie classique, pour composer un portrait, inédit dans la littérature brésilienne, d’un couple homosexuel. Rappelons que Machado de Assis commença sa carrière de nouvelliste dès 1858, avec Três Tesouros Perdidos.
Devant cette profusion de nouvelles et de romans, il y a un débat dans la critique machadienne pour savoir si Machado de Assis excellait plus dans l’un ou l’autre des deux genres. En 1882, il publia O Alienista, qui pour certains constitue une nouvelle, alors que pour d’autres il s’agirait en réalité d’un roman ; ce qui ne fait pas de doute en revanche est l’innovation thématique et le style très abouti de cette narration. Il y a lieu de différencier chez Machado la perspective particulière inhérente aux genres roman et nouvelle : Flávio Aguiar note que ses romans « s’appliquent à représenter le monde comme un tout : ils cherchent à appréhender l’épine dorsale et la totalité de la société », tandis que ses nouvelles sont « la représentation d’une petite partie de cet ensemble, non pas d’une partie quelconque, mais de celle spéciale de laquelle on puisse tirer quelque sens ». Sa production littéraire se termine par la publication du « roman diplomatique » Memorial de Aires et par la pièce de théâtre Lição de Botânica.

#### La rupture de 1880
August Willemsen note dans la postface de sa traduction de Brás Cubas :

« Et puis, subitement, en 1880, les Mémoires posthumes de Brás Cubas : un autre ‘Machado’. Au lieu d’histoires d’amour mièvres, il nous est à présent donné à lire des histoires dépitées et revêches, dites avec nonchalance, truffées de digressions en apparence hors de propos et d’impitoyables portraits psychologiques, venant d’un homme déçu, agnostique et stoïcien, qui observe avec un sourire ironique la vanité de toute aspiration humaine. Il est un desenganado [désabusé], un ‘affranchi des apparences’. Les romans de cette phase [...], auxquels s’ajoutent cinq recueils de nouvelles, constituent une œuvre inclassable, déliée du romantisme, soumise à des influences inhabituelles pour l’époque, telles que Laurence Sterne, Swift, Pascal, Schopenhauer et d’autres, anticipant le roman psychologique du XXe siècle (et l’on songe ici à Italo Svevo davantage qu’à Proust), et rédigée dans un style des plus personnels, d’une grande sobriété et précision, teinté d’un humour distingué. Cette œuvre est à ce point moderne, de notre temps, inexplicablement supérieure à tout ce qui pouvait passer pour de la littérature à son époque et dans son milieu intellectuel, que de 1880 à aujourd’hui les analystes de l’œuvre de Machado se posent, intrigués, à propos de ce revirement, la question : “Que s’est-il donc passé ?” »

Willemsen argumente que c’est un malentendu que de postuler un événement perturbant extérieur, capable d’expliquer pourquoi « à partir d’un moment déterminé tel artiste n’est plus le même » ; tout au plus, des événements extérieurs ont-ils pu « avoir agi comme catalyseurs » et « fracturé une strate latente, laquelle devait tôt ou tard faire éruption » comme « élargissement naturel du potentiel » de l’artiste. Machado séjourna à Nova Friburgo de fin décembre 1878 à fin mars 1879, pour se rétablir d’une grave conjonctivite. À son retour à Rio de Janeiro, il reprit ses activités littéraires, publiant des poèmes dans Revista Brasileira en juin 1879 et janvier 1880, et Brás Cubas, en plusieurs livraisons dans la même revue, de mars à décembre 1880. Tant sont supérieures ces nouvelles œuvres en comparaison de ses productions antérieures, que l’on est fondé à se demander ce qui a bien pu se passer.
Machado lui-même n’a pas voulu s’exprimer sur cette question, si ce n’est en proférant le lieu commun d’avoir « perdu ses illusions sur les hommes ». Certes, le fait d’avoir échappé de justesse au danger d’une maladie grave (avec cécité à la clef) dut représenter un moment de crise dans la vie de l’auteur, lui faisant voir les choses à travers d’autres yeux désormais. Mais, argue Willemsen, le Machado nouveau était déjà présent de façon latente, voire ouvertement çà et là, dans ses œuvres antérieures. Ainsi, dans son avant-propos de Ressurreição, Machado indique-t-il qu’il n’a « pas voulu écrire un roman de mœurs ; [il a] tenté d’equisser une situation et le contraste entre deux caractères ». Une situation récurrente dans les romans suivants de la première phase est la confrontation d’une femme de caractère avec un homme faible, et l’on constate que chez les partenaires amoureux, l’un se caractérise par le doute, l’indécision, et l’autre par l’égoïsme, la vanité, l’ambition, le désir d’ascension sociale. Dans Iaiá Garcia, on trouve le portrait suivant, préfiguration du personnage de Brás Cubas : « Une expérience de la vie, tôt acquise par Luís Garcia, avait provoqué en lui un état d’apathie et de scepticisme, avec une teinte de dédain. Le dédain ne se révélait par aucune expression extérieure ; c’était une ride sardonique du cœur ».
D’autres signes avant-coureurs du Machado de la deuxième époque se découvrent dans certaines nouvelles de 1877 et 1878 qui se distinguent par le réalisme acerbe avec lequel sont mis en lumière certains traits peu amènes de l’être humain ‒ mesquinerie, cupidité, vanité, petitesse des aspirations et des passions ‒ nombre desquels sont aussi évoqués et blâmés par le narrateur de Brás Cubas.
De plus, on retrouve dans Brás Cubas la même tonalité badine qui caractérise depuis le début le Machado chroniqueur, le ton du critique s’écoutant se commenter lui-même, et qui sans cesse se préoccupe du problème de l’écriture — c’est-à-dire ce en quoi réside l’une des principales raisons de la modernité de Machado. Willemsen conclut que, si revirement il y eut dans le parcours littéraire de Machado, ce n’est pas dans le sens où il serait devenu subitement un autre, mais au contraire où il serait enfin devenu lui-même.

### Style
L’œuvre de Machado de Assis présente une originalité en général peu soucieuse des modes littéraires dominantes de son temps. Les commentateurs distinguent dans ses textes cinq encadrements fondamentaux : éléments classiques (équilibre, concision, retenue lyrique et d’expression), résidus romantiques (narrations à intrigue conventionnelle), approches réalistes (attitude critique, objectivité, thèmes contemporains), procédés impressionnistes (recréation du passé à travers la mémoire), et anticipations modernes (côtés elliptique ou allusif d’un thème qui en permet plusieurs lectures et interprétations). Il importe aussi, pour rendre compte de son style, de prendre en considération son activité de journaliste. En effet, le style particulier auquel il avait su fort tôt, comme chroniqueur et comme critique, donner une grande sobriété et dont il avait fait un outil d’expression très économique, voire laconique pour les normes de l’époque, lui servira à partir de 1880 à rédiger aussi ses nouveaux romans et récits. En examinant ses écrits de la première phase, on s’étonne que Machado ait, semble-t-il, mis en œuvre ses dons stylistiques et son acuité, c’est-à-dire ces qualités pour lesquels il est tant admiré aujourd’hui, exclusivement dans ses chroniques et recensions critiques, et qu’il se soit laissé guider, pour le reste de son œuvre d’alors, par les prescrits de la mode littéraire de son temps.

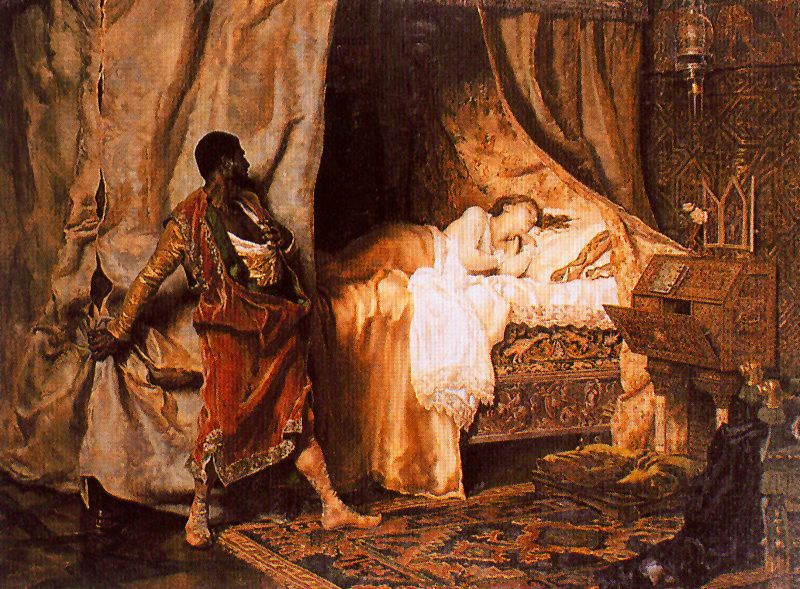
Otello et Desdémone par Muñoz Degrain, 1881, représentation du drame Othello de William Shakespeare : correlation archétypale avec la jalousie de Bentinho dans Dom Casmurro.

Si d’un côté les réalistes, à la suite d’un Flaubert, tendaient à escamoter le narrateur derrière l’objectivité narrative, et si de l’autre les naturalistes, à l’exemple d’un Zola, s’évertuaient à narrer tous les détails de l’intrigue, Machado de Assis pour sa part choisit dans sa deuxième phase de dédaigner chacune de ces deux méthodes, préférant pratiquer une narration à caractère fragmentaire et interférer dans celle-ci comme auteur dans le but de dialoguer avec le lecteur, et parsemant son roman de propos philosophiques, d’ingrédients métalinguistiques et d’intertextualité. La plupart des œuvres de fiction machadiennes comporteront désormais un humour réflexif, tantôt amer, tantôt divertissant, dans une tonalité neutre, dénuée de toute emphase, sans rhétorique aucune. De fait, l’une de ses caractéristiques les plus appréciées aujourd’hui est son ironie, que ses commentateurs considèrent comme l’« arme la plus corrosive de la critique machadienne ». Par un processus proche de l’« impressionnisme associatif », Machado rompt avec la narration linéaire, les actions ne suivant plus désormais le fil logique ou chronologique, mais sont placés côte à côte au gré de leur surgissement dans la mémoire des personnages ou du narrateur. Par parti-pris artistique, il se plaît à interrompre la narration pour dialoguer avec le lecteur à propos de l’écriture elle-même du roman, ou au sujet du caractère de tel personnage, ou de quelque autre thème d’intérêt universel, tout cela dans une configuration métalinguistique, que Machado de Assis à présent semble vouloir privilégier.

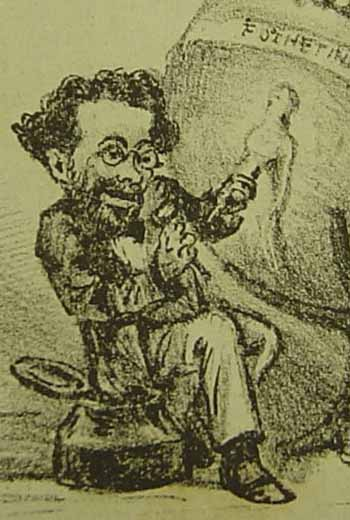
Caricature de Machado de Assis dans O Globo de 1876, le montrant en train de sculpter un buste de femme, en allusion à Helena, publié en feuilleton dans ce journal.

Machado de Assis s’employa dans sa deuxième phase à conférer à son œuvre une dimension archétypale. Les frères Pedro et Paulo, dans Ésaü et Jacob, par exemple, remontent à l’archétype biblique de la rivalité entre Ésaü et Jacob, mais en vue ici de personnifier la nouvelle République brésilienne et la Monarchie démantelée, tandis que la jalousie psychotique de Bentinho dans Dom Casmurro évoque le drame Othello de William Shakespeare. D’autre part, les commentateurs de Machado de Assis ont relevé dans ses dernières œuvres de fiction la présence constante d’une forme de pessimisme s’exprimant par une vision désenchantée de la vie, de la société et de l’homme. Il est admis que Machado de Assis ne croyait en aucune des valeurs de son époque, voire en aucune autre valeur, et que son premier souci était de démasquer le cynisme et l’hypocrisie politique et sociale. Le chapitre final de Mémoires posthumes de Brás Cubas est un éloquent échantillon du pessimisme qui s’est consolidé dans la phase de maturité de Machado de Assis et, par procuration, dans le discours de son narrateur d’outre-tombe :

« Ce dernier chapitre est tout en négations. L’emplâtre ne m’a pas permis d’accéder à la célébrité, je n’ai pas été ministre, je ne suis pas devenu calife, je n’ai pas connu le mariage. Il est vrai que, en contrepartie de ces manques, la bonne fortune m’a été échue de ne pas acheter le pain à la sueur de mon front. Plus encore ; je n’ai pas dû subir la mort de D. Plácida, ni la semi-démence de Quincas Borba. En additionnant ces choses et d’autres, tout personne imaginera qu’il n’y a eu ni déficit ni excédent, et que par conséquent c’est quitte à quitte que j’ai pris congé de la vie. Mais cette personne aurait tort d’imaginer cela ; car, en arrivant à cet autre côté du mystère, je me suis retrouvé avec un petit solde, dernière négation de ce chapitre de négations : — Je n’ai pas eu d’enfants, ni n’ai transmis à aucune créature l’héritage de notre misère. »

— Mémoires posthumes de Brás Cubas, Chapitre CLX.
Son souci de la psychologie des personnages le portait à écrire dans un style narratif lent apte à mettre en lumière le moindre détail psychique et à préserver ainsi le cadre psychologique de l’intrigue. Aussi l’attention de l’auteur se détourne-t-elle régulièrement du collectif pour se diriger vers l’esprit et l’âme de l’individu — phénomène dénommé « micro-réalisme »,. Dans une chronique de 1900, Machado reconnut : « J’ai le goût d’aller chercher le minuscule et le dissimulé. Là où nul ne fourre le nez, le mien fait son apparition, avec la curiosité sélective et pointue qui découvre ce qui est caché. Le privilège des myopes est de percevoir des choses sur lesquelles passe le grand coup d’œil. ». Pour les besoins de ces objectifs, Machado créa un style dépouillé, que les commentateurs se plaisent à qualifier de « quasi britannique ». Sa sobriété lexicale est une chose rare en littérature brésilienne, plus encore si l’on considère des auteurs tels que Castro Alves, José Martiniano de Alencar ou Ruy Barbosa de Oliveira, enclins à un usage immodéré de l’adjectif et de l’adverbe. Encore que sobre, Machado de Assis n’était pas adepte d’une langue mécanique ou symétrique, mais d’un phrasé façonné par le rythme intérieur de l’auteur.

### Thématique
La thématique de Machado de Assis embrasse un éventail de sujets allant de références à des événements de son époque jusqu’aux conflits les plus intriqués de la condition humaine ; en effet, l’auteur s’est montré en mesure tantôt de dépeindre des rapports implicitement homosexuels et homoérotiques (à savoir dans la nouvelle Pílades e Orestes), tantôt d’aborder des thèmes plus complexes et explicites tels que l’esclavage (notamment en adoptant malicieusement le point de vue cynique du maître d’esclaves), mais en ne cessant de critiquer, encore que souvent de façon oblique, ce mode d’exploitation du travail.

#### Esclavage
Au sujet de l’esclavage, il est à noter d’abord que Machado de Assis avait sous ce rapport des antécédents familiaux, attendu que ses ancêtres paternels avaient été esclaves. De plus, il lisait les journaux où ne manquaient pas les annonces d’esclaves fugitifs. Une légende, qui prend sa racine dans un article écrit par un professeur noir de l’école normale et paru dans Gazeta de Notícias en novembre 1908 (c’est-à-dire peu après la mort de l’auteur), a longtemps fait passer celui-ci pour un enfant adoptif ingrat, traître à sa couleur de peau et à son milieu d’origine, un arriviste, soucieux de se tenir à l’écart, n’ayant pas d’opinion dans les grands débats de son temps, en particulier la question de l’esclavage. Pourtant, tout au long de sa vie, Machado avait abordé dans ses chroniques à peu près tous les sujets d’actualité de son époque et livré son opinion à leur sujet : l’avènement de la corrida à Rio de Janeiro, l’engouement pour les patins à roulettes, l’opéra italien, l’éclairage au gaz, le tram tracté par des ânes, le premier chemin de fer, le télégraphe intercontinental, la sotte manie de débaptiser les rues etc., mais aussi les grandes questions sociales et politiques, comme l’embargo britannique contre les vaisseaux brésiliens pour presser le Brésil à mettre fin à l’esclavage, la guerre de la Triple-Alliance, la guerre de Canudos, sans jamais exclure l’esclavage. Il commenta et se félicita de toutes les législations tendant à l’abolition progressive de l’esclavage, posant notamment en exemple l’initiative prise par les provinces du Ceará et d’Amazonas d’en finir tout de bon avec l’esclavage. À titre d’exemple, on peut citer le passage suivant tiré de sa chronique du 1er octobre 1876 :

« La loi du 28 septembre [= loi du Ventre libre, portant affranchissement des enfants nés d’esclaves, 1871] a maintenant cinq ans. Cette loi fut un grand pas dans nos vies. Si elle était arrivée trente ans plus tôt, le Brésil apparaîtrait aujourd’hui différent. Mais cette loi ne vint pas il y a trente ans, au contraire, il vint des esclaves, clandestinement, qui étaient vendus ensuite au grand jour près de Valongo [= ancienne baie à Rio de Janeiro, disparue]. Outre la vente, il y avait le cachot [...]. »

De surcroît, la littérature qui s’ingéniait à dénoncer les croyances ethnocentriques plaçant les noirs tout en bas de l’échelle sociale était elle-même fantasque ou niaise, et il est probable que cela ait poussé l’auteur à prendre position à son tour. De ce point de vue, deux passages en particulier dans le roman Mémoires posthumes de Brás Cubas attirent l’attention : celui, qui allait figurer comme l’une des pages de fiction les plus perturbantes jamais écrites sur la psychologie de l’esclavagisme, où le noir affranchi s’achète son propre esclave afin d’assouvir sur lui sa vengeance (chapitre LXVIII), et celui où Cotrim, beau-frère du narrateur, est excusé par celui-ci d’un méfait (maltraiter un de ses esclaves) par un autre méfait, plus grave, perpétré dans le passé, pendant sa carrière de négrier clandestin, activité qui en effet nécessitait de sa part une attitude vigoureuse (Chapitre LXVIII). Cette ironie ne fut pas comprise en son temps ; le malentendu, note Willemsen, repose sur le fait que le Brésilien moyen (et le critique), conditionné à un autre langage, veut voir s’étaler ici de la franche indignation et de la colère, entendre un orateur exalté, tel Castro Alves, dénoncer dans une langue fleurie, univoque, entraînante, émue et émouvante ; il veut qu’un écrivain, lorsqu’il donne à voir quelque chose de répréhensible, dise explicitement combien cela est répréhensible — ce que Machado se gardait de faire.

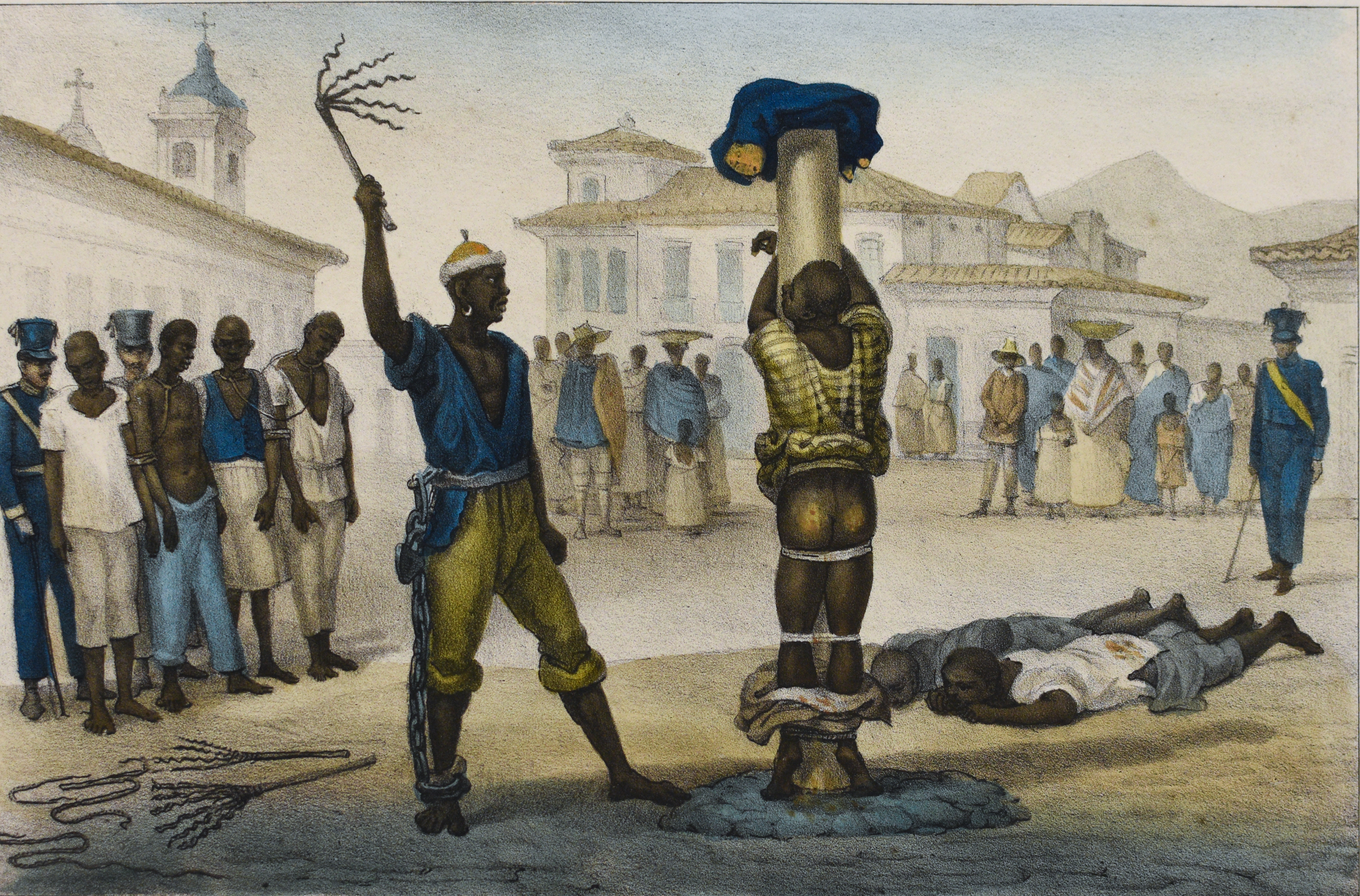
Pelourinho par Jean-Baptiste Debret, représentation de l’esclavage au Brésil sous Pierre II. Machado de Assis mit au jour la part de dissimulation dans la relation entre maître et esclave.

D’autres œuvres notables encore, comme Memorial de Aires, la chronique Bons Dias! de mai 1888, ou la nouvelle Pai contra Mãe (de 1905), exposent explicitement ses critiques contre l’esclavage. La dernière citée est déjà une œuvre post-esclavagiste, comme l’indique la phrase de début : « L’esclavage apporta avec lui des offices et des appareils [...] ». Un de ces offices et appareils auxquels Machado fait allusion sont les fers qui enserraient le cou et les pieds des esclaves et le fameux masque des Flandres. La nouvelle développe en fait l’analyse que l’abolition de l’esclavage, si elle provoqua l’extinction de ces appareils, ne fit pas disparaître pour autant la misère et la pauvreté. Roberto Schwarz observe que « si une grande part du travail était accompli par les esclaves, il ne restait aux hommes libres que les travaux mal rémunérés et précaires », et note que ces difficultés des hommes libres, ajoutés aux relations de dépendance auxquelles ces hommes étaient contraints de consentir pour leur survie, sont de grands thèmes dans le roman machadien. Pour Machado de Assis, le travail serait à même d’en finir avec les différences imposées par l’esclavage. D’autre part, là où Castro Alves s’attacha à décrire la violence explicite que les esclaves devaient subir, Machado de Assis quant à lui évoquait les violences implicites, comme la dissimulation ou la fausse camaraderie dans les rapports seigneur-esclave.
Un même processus de transposition a été à l’œuvre lorsqu’il s’est agi pour l’auteur de transcrire sa vision de la république et de la monarchie. Ainsi l’un de ses derniers romans, Ésaü et Jacob, doit-il être interprété comme une allégorie de ces deux modes de gouvernement, plus exactement de la substitution de l’un à l’autre sur le territoire national ; dans le roman, les frères Paulo, républicain, et Pedro, monarchiste, discutent de la proclamation de la république ; le premier, qui admire Manuel Deodoro da Fonseca, déclare qu’il « aurait pu être plus turbulent », alors que Pedro affirme : « un crime et une insanité, en plus d’un acte d’ingratitude ; l’empereur aurait dû se saisir des principaux meneurs et ordonner de les exécuter. [...] ». Tous deux s’accordent à dire que le régime politique a été changé par un coup d'État, sans barricades ni participation populaire.

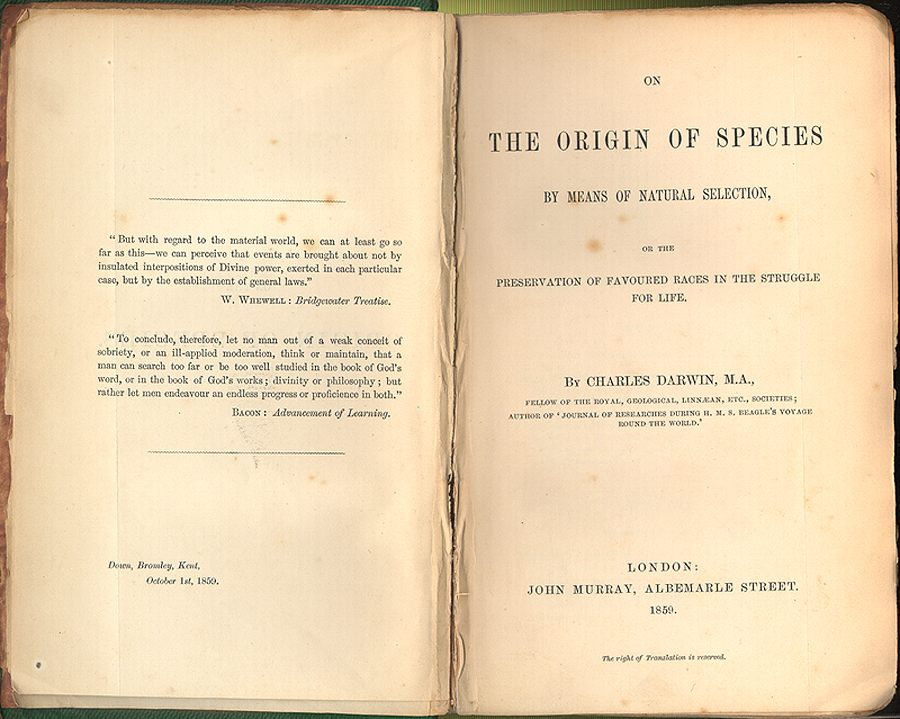
L'Origine des espèces (1859), de Charles Darwin : l’Humanitisme du personnage de Quincas Borba est une ironisation sur la sélection naturelle de Darwin.

#### Philosophie
La philosophie est un autre des grands thèmes que les analystes ont relevé dans l’œuvre de Machado, mais il s’agit une philosophie qui lui est particulière. Il y a dans ses écrits un constant questionnement sur l’homme dans la société et sur l’homme face à lui-même. L’humanitisme élaboré par le philosophe Joaquim Borba dos Santos dans le roman Quincas Borba s’appuie sur le concept du « règne de la loi du plus fort, du plus riche et du plus expert ». Antonio Candido estime que l’essence de la pensée machadienne est « la transformation de l’homme en objet de l’homme, qui est l’une des malédictions liées au manque de liberté véritable, économique et spirituelle ». Les commentateurs notent que l’humanitisme machadien n’est autre qu’une satire du positivisme d’Auguste Comte et du scientisme du XIXe siècle, ainsi que de la théorie de Charles Darwin sur la sélection naturelle. Quincas Borba expose la conception que dans une société composée d’individus égoïstes et avides de gain « l’ascension de l’un se fait par l’annulation de l’autre » ; ou, comme l’explique encore le philosophe, « la suppression d’une forme est la condition pour la survie de l’autre », conception qui a présidé pour l’essentiel à la vie entière du personnage de Rubião, qui finit par mourir disloqué en croyant être Napoléon. De même, la théorie résumée dans l’expression « au vainqueur les patates » peut être vue comme une parodie de la science de l’époque de Machado ; afficher cette théorie aurait été pour l’auteur une façon de mettre ironiquement à nu le caractère inhumain et anti-éthique de l’idée de la « loi du plus fort ».

#### Thématique sociale et rôle de la femme

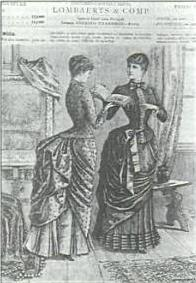
Femmes dans la revue A Estação, 1884. Les livres de Machado de Assis mettent en scène plusieurs mémorables personnages féminins.

Machado de Assis tâcha aussi d’appréhender la société de son temps en tant que collectivité, en conformité avec les normes du naturalisme. Pour Roberto Schwarz, les romans A Mão e a Luva, Helena, Iaiá Garcia et Ressurreição prennent spécifiquement pour sujet celles des traditions qui touchent aux rapports entre homme et femme, nommément le mariage et la famille. Du reste, la femme joue un rôle fondamental dans l’œuvre de Machado, tant dans sa phase romantique, où dans Ressurreição, roman emblématique de cette période, l’auteur évoque le « buste gracieux » du personnage de Lívia, que dans sa phase réaliste, où on relève notamment une insistance sur le regard ambigu du personnage (féminin) de Capitu dans Dom Casmurro. Ses personnages féminins sont « capables de mener l’action, quoique non au point de pouvoir se soustraire à la préséance de l’intrigue romanesque ». Les personnages féminins de Machado de Assis, au rebours de ceux des autres romantiques — qui rendaient leurs héroïnes dépendantes d’autres figures et réticentes à mener l’action principale dans le récit — apparaissent dotées d’esprit positif et de force de caractère : c’est en effet Lívia qui, dans Ressurreição, entreprend de rompre sa liaison avec le personnage de Félix, et c’est Guiomar, de A Mão e a Luva, qui décide de prendre pour époux Luiz Alves, dont elle escompte qu’il réalisera ses ambitions, et c’est encore l’héroïne de Helena qui se laisse mourir pour ne pas devenir aventurière, et c’est, enfin, Estela qui, dans Iaiá Garcia, conduit l’action et détermine la destinée des autres personnages. Virgília, femme adultère dans le roman Brás Cubas, est, comme beaucoup d’autres figures féminines machadiennes, plus calculatrice que le narrateur, et celui-ci est amené plusieurs fois à s’étonner du sang-froid dont elle fait montre dans des situations périlleuses. C’est elle qui cherche la liaison extra-conjugale avec Brás Cubas ; cependant, à la proposition de celui-ci de s’enfuir et de mener au loin une vie commune, elle oppose un refus et choisit la solution d’une garçonnière de banlieue. Elle veut à la fois le mari et l’amant, et, vaniteuse, aspire au titre de marquise. Elle est un peu bigote, sans que cela ait une quelconque incidence sur sa conduite. Elle a ceci en commun avec beaucoup d’autres personnages féminins de Machado qu’elle s’irrite de la perspective des suites physiques et sociales de la grossesse. Elle est tout compte fait, se risque à affirmer Willemsen, éthiquement la plus condamnable de tous les personnages de Machado, à l’exception peut-être de Cotrim, le beau-frère du narrateur. Mais elle a d’autre part ses accès de sincérité, et du reste, un peu de méchanceté humaine, de calcul et d’hypocrisie est nécessaire comme lubrifiant social à l’effet d’éviter que la collision des égoïsmes ne rende la vie finalement impossible.

### Machado critique littéraire
José Martiniano de Alencar appela Machado de Assis « le premier critique brésilien ». On peut affirmer qu’à la date de parution du premier grand roman de Machado, Brás Cubas, il n’existait guère à Rio de Janeiro de critique littéraire, hormis celle que lui-même écrivait et celle de l’historien Capistrano de Abreu. Selon l’essayiste et traductrice Helen Caldwell ne furent publiés dans toute l’année 1881 que trois recensions du roman de Machado, contre une bonne centaine pour O mulato, du naturaliste Aluísio Azevedo.
L’une des choses qui font de Machado un auteur si moderne est la coexistence en lui de l’écrivain créatif et du critique littéraire ; dès le tout début en effet, Machado non seulement témoigna de l’importance qu’il attachait au travail critique, mais encore et surtout, il se faisait un devoir, directement et indirectement, de se définir lui-même ainsi que sa façon de procéder et la place qu’il pensait occuper dans la littérature brésilienne. Machado fut un analyste prolifique de la littérature de son époque, et ce dès avant Sílvio Romero. Mário de Alencar indique que Machado débuta comme critique avant même d’être romancier : antérieures à Ressurreição (1872), ses critiques littéraires commencèrent à paraître en effet à partir de 1858,. Ces textes circulaient exclusivement dans des journaux et revues — A Marmota, A Semana Ilustrada, O Novo Mundo, Correio Mercantil, O Cruzeiro, Gazeta de Notícias, Revista Brasileira —, jusqu’au moment où, en 1910, Alencar les réunit en volume.

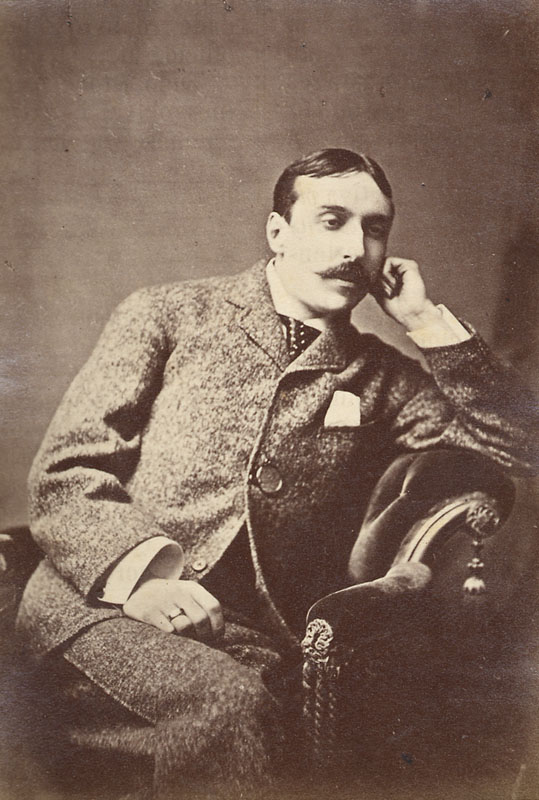
Eça de Queirós fut critiqué par Machado en raison de son roman Primo Basílio, pour avoir « supprimé l’esthétique ».

Selon Machado de Assis, le fait, pour le critique, de porter un jugement sur une œuvre « implique qu’il médite profondément sur elle, décèle son sens intime, lui applique les lois poétiques, qu’il examine jusqu’à quel point l’imagination et la vérité ont dialogué pour arriver à cette production ». Dans ses critiques de poésie, il se montrait attentif tant à la métrique qu’à la « sensibilité » et au « sentiment » du poète. À propos de Lira dos Vinte Anos (1853) d’Álvares de Azevedo, Machado souligna l’imagination vigoureuse et le talent robuste du poète, lequel mourut accidentellement à un âge très jeune, mais laissa une œuvre à la « sève puissante ». Quant aux œuvres de prose du même écrivain, il en releva l’art de l’intrigue et du dénouement.
Il fit l’éloge des œuvres O Guarani (1857) et Iracema (1865) de José Martiniano de Alencar, les qualifiant de « poèmes en prose ». Machado réprouvait le recours à l’invraisemblable ou à l’aléatoire dans la trame des œuvres en prose — une des raisons pour lui de critiquer sévèrement O Primo Basílio (1878) d’Eça de Queirós, ce qui lui valut d’être la cible d’attaques de confrères et d’autres critiques brésiliens qui avaient auparavant dit apprécier cette œuvre. Prônant d’autre part la simplicité, il déclara son admiration pour Cenas da Vida Amazônica (1899) de son confrère académicien José Veríssimo. Il était expressément hostile aux catégorisations en théories, écoles ou styles, sans toutefois nier l’intérêt de telles caractérisations. Il critiquait le ralliement d’Eça de Queirós au réalisme, livrant cette recommandation : « tournons les yeux vers la réalité, mais excluons le réalisme ; de la sorte, nous ne sacrifierons pas la vérité esthétique ». De même, il réprouva chez Eça de Queirós la description naturaliste des scènes d’adultère, blâmant « cette peinture, cet arôme d’alcôve, cette description minutieuse, quasi technique, des relations adultères, voilà le mal ».

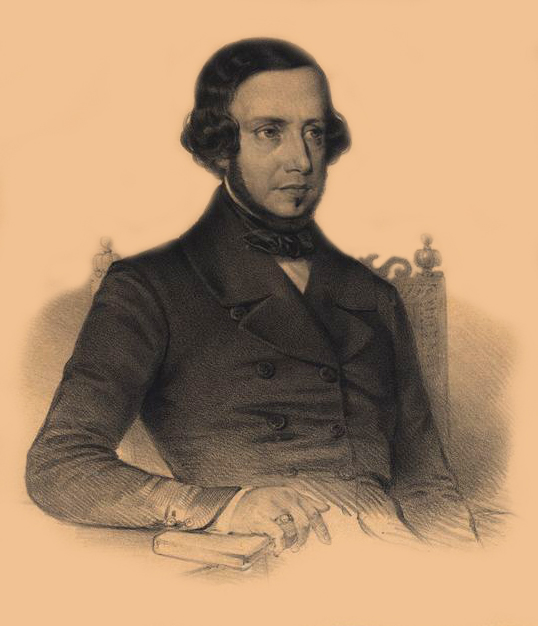
Almeida Garrett, chez qui Machado admirait la littérature, mais non le versant politique.

L’un des temps forts de son activité de critique est son analyse comparative entre littérature et politique. De façon générale, et à titre d’exemple, dans son essai Garrett, de 1899, il célébra l’écrivain dans la personne Almeida Garrett, mais désapprouva en lui l’homme politique. Dans le même sens, il se félicita dans sa recension de 1901 sur Pensées détachées et souvenirs de ce que la politique n’eût pas dénaturé l’œuvre de son collègue Joaquim Nabuco. Ce néanmoins, Machado de Assis adhéra à l’idée de la nationalité, fortement mise en question par la génération de 1870. En 1873, il écrivit un article intitulé Literatura brasileira: instinto de nacionalidade, où il passe en revue à peu près tous les genres pratiqués dans la littérature nationale brésilienne au long des siècles, et où il conclut que le théâtre est pratiquement absent, qu’il manque une critique littéraire élevée, que la poésie s’oriente vers la « couleur locale », mais reste encore faible, que la langue est en outre influencée par le français, tandis que, dans son opinion, le roman « a déjà donné des fruits excellents et doit les donner sur une échelle beaucoup plus grande ». Machado était d’avis que l’écrivain brésilien avait pour vocation d’associer l’universalisme aux problèmes et événements du pays, suivant un système défini par Roberto Schwarz comme la « dialectique du local et de l’universel ». Outre les auteurs déjà évoqués, il commenta également Junqueira Freire, Fagundes Varela, et d’autres.
Chez les spécialistes de Machado de Assis, la question a été soulevée si sa carrière de romancier ne s’est pas faite aux dépens de ses travaux de critique. L’essayiste Luis Costa Lima a émis l’hypothèse que, au cas où Machado eût persisté à exercer la critique, il aurait eu, dans l’environnement socio-culturel où il évoluait, nombre de contrariétés de diffusion et de production littéraires. Mário de Alencar, pour sa part, ne se sentait pas entièrement satisfait du critique littéraire Machado de Assis : « Susceptible, suspicieux, délicat à l’extrême, il redoutait de blesser, quand même il disait la vérité ; et lorsqu’il perçut les risques de la profession, déjà à moitié dissuadé de l’utilité du travail en raison de la pénurie de matière, il abandonna la critique individualisée des auteurs, au profit de la critique générale des hommes et des choses, plus sereine, plus efficace, et conforme au goût de son esprit ». Au sujet de la littérature de son temps, Machado affirmait que les œuvres de Basílio da Gama et de Santa Rita Durão « voulaient davantage faire montre d’une certaine couleur locale que de rendre indépendante la littérature brésilienne, littérature qui n’existe pas encore, qui a peu de chances d’éclore maintenant ».
Dans son História da Literatura Brasileira (1906), dont il réserve la totalité du dernier chapitre à traiter exclusivement de Machado de Assis, José Veríssimo termine en notant ce qui suit :

« En tant que critique, Machado de Assis fut avant tout impressionniste. Mais un impressionniste qui, en plus de la culture et du bon goût littéraire inné et développé par celle-là, avait d’exceptionnels dons de psychologue et une rare sensibilité esthétique. Connaissance de ce qu’il y a de meilleur dans les littératures modernes, intelligence perspicace désabusée des modes littéraires et hostile à tout pédantisme et dogmatisme, il se plaisait principalement, dans la critique, à analyser l’œuvre littéraire en fonction de l’impression reçue d’elle. Dans cette analyse, il se révélait d’une rare finesse et d’un goût épuré. Qu’il n’était pas incapable d’une autre espèce de critique, où entrerait l’étude des conditions du milieu dans lesquelles l’œuvre littéraire est produite, il en donna plus d’une preuve. Avec le fin toucher littéraire et le jugement réfléchi, qui le signalent parmi nos écrivains, dans l’essai critique ci-dessus cité sur l’Instituto da nacionalidade dans notre littérature, il jugea avec perspicacité, encore qu’avec la bienveillance que les conditions même de sa vie littéraire lui imposaient, ses fondateurs et mit avec sûreté le doigt sur les points faibles ou douteux de certains concepts littéraires en vigueur ici, corrigeant ce qui en eux lui paraissait erroné et émettant des opinions qui alors, en 1873, étaient totalement neuves. Nul, ni avant ni après, n’établit plus exactement et plus simplement la question de l’indigénisme de notre littérature, ni ne dit de choses plus justes sur l’indianisme et sur sa pratique.
En somme, Machado de Assis, sans avoir fait métier de critique, est en tant que tel l’un des plus capables et des plus sincères que nous ayons eu. Respectueux du travail d’autrui, comme tout travailleur honnête, mais sans confondre ce respect avec de la condescendance entre camarades, exempt d’animosités personnelles ou de rivalités professionnelles, avec le minimum des infaillibles préjugés littéraires ou avec la force de les dominer, méfiant vis-à-vis des systèmes et des affirmations catégoriques, suffisamment instruit dans les choses littéraires et doté d’une vision propre, peut-être trop personnelle, mais par là même intéressante de la vie, nul plus que lui pouvait avoir été le critique dont le manque nous afflige comme l’un des plus grands maux de notre littérature. En contrepartie, il lui laissa un modèle incomparable en fait d’œuvre de création, qui restera comme le plus parfait exemple de notre génie dans ce domaine. »

## Quelques spéculations à propos de Machado

### Politique
Il fut donné à Machado de Assis d’assister, tout au long du XIXe siècle et au début du XXe, à des transformations vastes et décisives sur la scène internationale et nationale, dans les mœurs, dans les sciences naturelles et sociales, dans les techniques, et dans tout ce qui touche au progrès matériel. Quelques commentateurs cependant supposent que les convictions généralement attribuées à Machado de Assis comme écrivain engagé sont fausses et qu’il n’attendait rien ou presque rien de l’histoire et de la politique. Par exemple : il se serait montré indifférent aux guerres et aux conflits politiques de son époque, ayant en effet écrit :

« Guerres africaines, rébellions asiatiques, chute du cabinet français, agitation politique, la proposition de suppression du sénat, la caisse d’Égypte, le socialisme, l’anarchie, la crise européenne, qui fait trembler le sol, et qui n’éclate pas, seulement parce que la nature, la mienne amie, abhorre ce verbe, mais qui devra exploser, c’est certain, avant la fin du siècle, que m’importe tout cela ? Que m’importe que, sur l’île de Crète, des chrétiens et des musulmans s’entretuent, selon ce que disent les télégrammes du 25 ? Et l’accord, qui avant-hier était signé entre Chiliens et Argentins, et qui hier déjà a cessé d’exister, qu’en ai-je à faire de ce sang et de celui qui doit encore couler ? »

Pourtant, vivant « à la cour » (na corte), c’est-à-dire dans la capitale Rio de Janeiro, Machado fait figure de grand commentateur direct des affaires touchant aux personnalités politiques du Brésil, et toutes ses grandes œuvres de fiction portent une forte empreinte sociale. De même, ses chroniques fourmillent de commentaires d’actualité. En 1868, par exemple, Pierre II destitua le cabinet ministériel libéral de Zacarias de Góis et lui substitua le cabinet conservateur d’Itaboraí. Les cercles et journaux libéraux taxèrent l’attitude de l’empereur de « bonapartiste ». Machado rapporta ce fait en manifestant sa sympathie pour les libéraux ; de fait, c’était là sa couleur idéologique tout au long des années 1860. En 1895, faisant part de la mort de Joaquim Saldanha Marinho, libéral, franc-maçon et républicain, Machado écrivit : « les libéraux revinrent plus tard, partirent à nouveau puis revinrent encore, jusqu’à ce qu’ils s’en fussent allés pour de bon, comme les conservateurs, et, avec les uns et les autres, l’Empire ». L’on sait aussi que Machado était un fervent adversaire de l’esclavage, dont il ne cessa de dénoncer les horreurs dans son œuvre de fiction. En 1888, à la nouvelle de l’abolition de l’esclavage, il sortit dans la rue en voiture ouverte, ainsi qu’il le relata dans une chronique de sa rubrique A Semana, dans les colonnes de la Gazeta de Notícias :

« Il faisait soleil, et grand soleil, ce dimanche de 1888, où le Sénat vota la loi, que la régente [= la princesse Isabelle ratifia, et nous sommes tous sortis à la rue. Oui, moi aussi, je suis sorti à la rue, moi, le plus farouche des ermites, je me suis joint au cortège, en voiture ouverte [...]. Vraiment, c’était le seul jour de délire qu’il me souvienne d’avoir vu. »

Dans une chronique du 22 juillet 1894, intitulée Canção de Piratas (littér. Chanson de pirates), il faisait référence à la situation à Canudos, qui allait quelques années plus tard éclater en un violent conflit armé (1896-1897), et apporta son soutien au prédicateur Antônio Conselheiro et à ses légionnaires canudenses, écrivant :

« Journaux et télégrammes disent des arquebusiers et des zélateurs du Conselheiro que ce sont des criminels ; aucune autre parole ne peut sortir de cerveaux alignés, immatriculés, qualifiés, cerveaux électeurs et contribuables. Pour nous artistes, c’est la Renaissance, c’est un rayon de soleil qui, à travers la pluie fine et maussade, vient nous dorer la fenêtre et l’âme. C’est la poésie qui nous emporte hors du milieu de la prose tiède et dure de cette fin de siècle. »

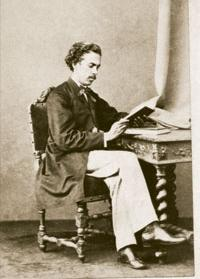
Machado de Assis se tint toujours au fait de la culture, de la société et de la politique de son époque. Portrait réalisé par le photographe Joaquim José Insley Pacheco, 1864.

En 1860, aux côtés de son beau-frère Josefino Vieira, il fonda le périodique O Jequitinhonha, au moyen duquel il se proposait de propager l’idéal républicain. Pourtant, la République devait lui apporter de nombreux désagréments. Avec la fin de l’Empire, le journalisme se mit à prêter plus d’attention aux entreprises, aux banques et à la bourse qu’à l’arène parlementaire. Pendant cette courte période, le capitalisme brésilien, avec la médiation de l’État, « essayait témérairement ses premiers pas dans le régime naissant », comme l’observa Raimundo Faoro. Il est notoire que Machado détestait la « foire d’empoigne de l’argent pour l’argent ». Il nota dans une chronique : « Les prisons, qu’ai-je à faire avec elles ? Les procès, qu’ai-je à faire avec eux ? Je ne dirige aucune entreprise, ni anonyme, ni pseudonyme ; je n’ai pas fondé de banques, ni ne me dispose à en fonder ; et, de toutes les choses de ce monde et de l’autre, celle que je comprends le moins, c’est l’échange. [...] Finances, finances, tout est finances ».
Des chercheurs en sociologie, en histoire et même quelques critiques littéraires machadiens, tels qu’Alfredo Bosi, Antonio Candido, Helen Caldwell, John Gledson, Roberto Schwarz, Raimundo Faoro et nombre d’autres, ont analysé et inventorié l’œuvre de Machado de Assis, plus particulièrement celles parmi ses chroniques et ses nouvelles, et ceux parmi ses romans, où la critique sociale de la bourgeoisie carioca et brésilienne était la plus présente. Quincas Borba représenterait ainsi le calculisme, la recherche du profit, l’arrivisme et la « chosification » de l’homme par l’homme au sein du capitalisme, en plus de parodier dans le même temps le positivisme de Comte, le darwinisme social et la sélection naturelle ; Dom Casmurro mettrait en scène les excès du machisme, par le biais des tragédies et farces d’un membre de la classe moyenne face à une jeune fille et une femme de la classe la plus défavorisée,, ; et les Mémoires posthumes de Brás Cubas dénonceraient toute l’irresponsabilité, la stérilité et la turpitude d’un sujet et de sa classe indolente et esclavagiste qui ne veut pas travailler et qui a, selon ses propres dires, « la bonne fortune de ne pas acheter le pain à la sueur de mon front », incarnation du libéralisme de façade cohabitant avec le régime esclavagiste.
Le 15 mai 1892, il écrivit dans sa rubrique A Semana du journal Gazeta de Notícias, dernier journal auquel il collabora, et où il publia ses toutes dernières chroniques : « Tout est œuf. Lorsque M. le député Vinhais, dans l’intention de canaliser le torrent socialiste, créa et disciplina le parti ouvrier, il était loin de s’attendre à ce que les patrons et les négociants allaient avoir un jour affaire à lui, dans leurs difficultés, comme il est advenu maintenant dans l’affaire des charrettes à bras. Ainsi, le parti ouvrier peut être l’œuf d’un bon parti conservateur. Demain matin, les directeurs de banque et d’entreprise iront le chercher, ne fût-ce que pour protester contre la proposition d’un actionnaire de certaine société anonyme, dont le titre m’échappe ». Cependant, le 5 juin de la même année, il voit avec sympathie l’émergence du socialisme :

« [...] réunion de propriétaires et d’ouvriers, qui s’est tenue jeudi au salon du Centre du Parti ouvrier, afin de protester contre un arrêté municipal ; fait important pour la définition qu’elle donne au socialisme brésilien. Effectivement, beaucoup de gens, qui jugent des choses par leurs noms, se trouvaient aterrés par l’avènement du socialisme dans notre société, à quoi moi je répondais : 1°, que les idées diffèrent des chapeaux, ou que les chapeaux entrent dans la tête plus facilement que les idées, — et, à la rigueur, que c’est le contraire, que c’est la tête qui entre dans les chapeaux ; 2°, que la nécessité des choses, c’est qu’elle amène les choses, et qu’il ne suffit pas d’être baptisé pour être chrétien. Parfois, il ne suffit pas d’être proviseur d’un ordre religieux. [...] »

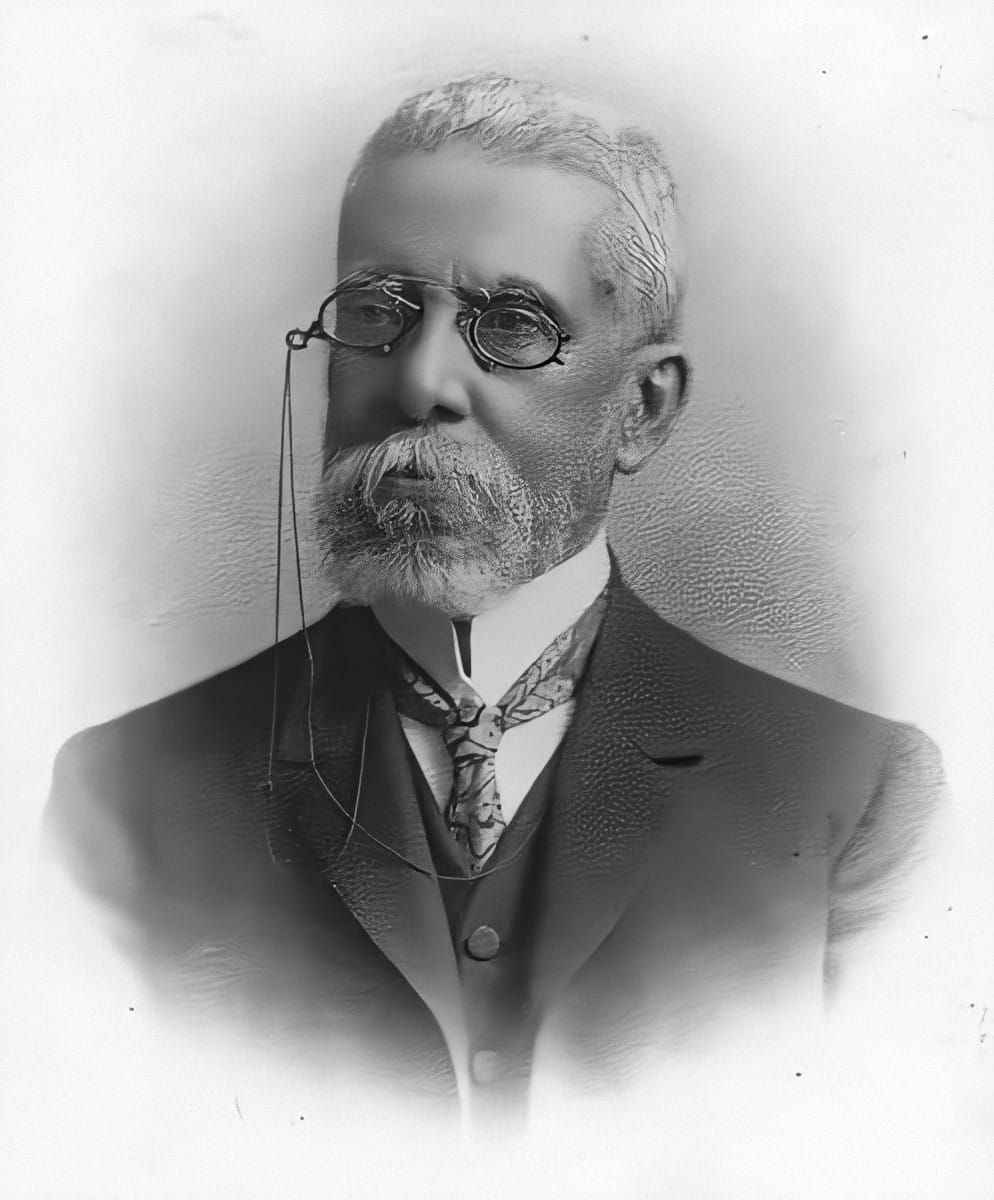
Machado de Assis un an avant sa mort, en 1907 (studio Luiz Musso & Cia).

Ce type de relativisme politique se manifeste assez fréquemment chez Machado de Assis. Dans son avant-dernier ouvrage par exemple, Esaü et Jacob, roman qui aborde explicitement des thèmes tels que l’abolition de l’esclavage, la spéculation financière (dite encilhamento, à la fin de la décennie 1880) et l’état de siège, mais surtout la proclamation de la république, on voit des frères jumeaux occupés à discuter pendant toute leur vie, l’un républicain et l’autre monarchiste, avant de devenir tous deux républicains, mais l’un libéral et l’autre conservateur ; la fin laisse entendre que les deux sont en fait égaux, que leurs changements d’opinion ne sont que « de façade », déterminés par des intérêts partisans qui persistent inchangés. Dans sa chronique du 19 mai 1888, sous la rubrique Bons dias!, six jours après l’abolition, Machado emploie la première personne pour se faire passer ironiquement pour un maître qui « affranchit » son esclave ; celui-ci, ne sachant où aller, finit par rester auprès de ce même maître, recevant les mêmes mauvais traitements que naguère, mais désormais au titre de travailleur salarié misérable ; pour Machado, rien ne change donc fondamentalement lors de toutes ces transitions politiques, que ce soit de l’esclavagisme au capitalisme, ou de la monarchie à la république, etc.
Machado de Assis préfère s’en tenir au positionnement du sage conseiller Aires, son autoportrait et personnage principal de ses deux derniers livres, homme pacifique, conciliant, amphitryon, observateur, critique ou neutre dans la plupart des sujets. Cette attitude machadienne se fera jour aussi de plus en plus au fur et à mesure que l’Académie brésilienne des lettres virait en un instrument de politique externe, à partir de l’élection du diplomate et historien Baron de Rio Branco en 1898. Les années suivantes, entre vouloir être homme d’État actif, à l’instar de Joaquim Nabuco, et rester chroniqueur neutre, Machado de Assis se décida en faveur de la seconde option, qui est aussi celle d’Aires. Dans sa chronique du 6 janvier 1895, il déclara toutefois :

« Chamfort, au XVIIIe siècle, nous donna la célèbre définition de la société, qui se compose de deux classes, disait-il, une qui a plus d’appétit que de soupers, l’autre qui a plus de soupers que d’appétit. Ensuite le XXe siècle apportera l’équivalence entre les soupers et les appétits, dans une perfection telle que la société, pour fuir la monotonie et donner plus de saveur au repas, adoptera un système de jeûnes volontaires. Après la faim, l’amour. L’amour cessera d’être cette chose corrompue et superstitieuse ; réduite à une fonction publique et obligatoire, il gardera tous les avantages, sans aucun des fardeaux. L’État nourrira les femmes et éduquera les enfants [...]. »

À la fin de sa vie, Machado croyait que la modernité politique ferait se désagréger le rêve poétique d’autrefois. En 1900, il envoya une lettre à un collègue, où il discutait du point de savoir si ce qui apparaissait à ce moment déterminé était les « pieds » du XIXe siècle ou s’il fallait y voir déjà la « tête » du XXe siècle, et où il déclarait : « je suis pour la tête », autrement dit, « mon siècle s’est déjà achevé ». Alfredo Bosi indique que Machado n’entrevoyait ni bons ni mauvais résultats dans le basculement du « despotisme millénaire » vers le « libéralisme » des « réformateurs turcs », mais que la « beauté de la tradition » monarchique y succombait à la « force des mutations idéologiques ». Pour Machado de Assis finalement tout est sujet à transformation. Dans sa chronique du 16 juin 1878, il écrivit : « Les jours passent, et les mois, et les années, et les situations politiques, et les générations, et les sentiments, et les idées ».

### Religion
Des tentatives ont été entreprises de déceler quelles étaient les convictions religieuses de Machado de Assis. L’on sait que dans son enfance il aidait dans une église locale et qu’il fut en partie initié aux langues étrangères par un prêtre, Silveira Sarmento, déjà évoqué ci-haut,. Après analyse de son œuvre, plusieurs critiques, croyant l’auteur adepte absolu du nihilisme, l’ont rangé aux côtés d’Otávio Brandão, lequel du reste publia en 1958 un ouvrage intitulé O niilista Machado de Assis. D’autres ont cru percevoir en lui un parfait athée, en dépit de ce qu’il eût été profondément influencé par divers textes catholiques, ainsi qu’il appert de ses lectures. En fait, les convictions religieuses de Machado de Assis apparaissent tellement insaisissables qu’il n’y a sans doute guère d’autre moyen que d’essayer de les distiller à partir de son œuvre.
En tant que poète, il a laissé trois poèmes interconnectés, dans lesquels il fait référence à des prières et à l’antagonisme entre la Rome antique, le paganisme et le christianisme ; ce sont : Fé (littér. Foi), O Dilúvio (le Déluge) et Visão (Vision), les deux premiers publiés dans le recueil Crisálidas de 1864, et le dernier dans le recueil Falenas de 1870. Certains commentateurs cependant soulignent que si dans ces trois poèmes Machado glorifie la foi et la grandeur de Dieu, c’est dans un registre plus poétique et renaissanciste que doctrinal ou moraliste. Des essayistes tels que Hugo Bressane de Araújo ont analysé son œuvre sous l’aspect exclusivement religieux, citant des passages qui vont à l’encontre des affirmations selon lesquelles Machado aurait été « anticlérical » ; cependant Araújo, par sa qualité d’évêque diocésien, se borne à considérer la pensée religieuse de Machado, hors de tout point de vue de critique littéraire. Dans Mémoires posthumes de Brás Cubas se trouve un passage où le personnage-philosophe Quincas Borba déclare :

« L’humanitisme doit également être une religion, celle de l’avenir, la seule véritable. Le christianisme est bon pour les femmes et les mendiants, et les autres religions ne valent pas mieux : toutes atteignent à la même vulgarité ou faiblesse. Le paradis chrétien est le digne émule du paradis musulman ; et quant au nirvana de Bouddha, ce n’est rien autre qu’une conception de paralytiques. Tu verras ce que c’est que la religion humanistique. L’absorption finale, la phase contractive, est la reconstitution de la substance, non pas son annihilation [...]. »

Le passage cité n’est cependant que la parole d’un personnage fictif, Quincas Borba, qui s’applique à édifier sa propre religion, et l’humanitisme n’est qu’une des inventions ironiques de Machado de Assis ; l’essayiste Antonio Candido rappelle que l’essence de la critique machadienne vise « la transformation de l’homme en objet de l’homme, ce qui est l’une des malédictions liées au manque de liberté véritable, économique et spirituelle ».
Pour tenter d’appéhender plus objectivement les convictions personnelles et la véritable pensée de l’auteur, les critiques se sont penchés sur les chroniques publiées par lui dans les journaux. Dans la Canção de Piratas, parue le 22 juillet 1894 dans Gazeta de Notícias, il dit son appui à Antônio Conselheiro, chef spirituel de la communauté de Canudos et critiqua les méthodes de l’Église : « l’amour lui-même est réglé par la loi ; les mariages se célèbrent suivant un règlement au domicile du magistrat, et par un rituel dans la maison de Dieu, le tout avec l’étiquette des carrosses et des habits, paroles symboliques, gestes de convention ».
En outre, dans la Rio de Janeiro de son époque, il est notoire que le spiritisme connaissait un engouement croissant. À propos d’une supposée visite qu’il aurait faite à la Fédération spirite brésilienne, racontée dans sa chronique du 5 octobre 1885 dans Gazeta de Notícias, il évoqua avec ironie le prétendu voyage astral qu’il lui serait échu d’effectuer. Bien que des analyses aient été effectuées aboutissant à affirmer que le style de Mémoires posthumes de Brás Cubas aurait été influencé par le concept de psychographie, les commentateurs modernes admettent que Machado abordait la religion spirite de la même manière que tout autre mouvement nouveau ayant la prétention constituer une solution aux maux « non encore résolus » par les êtres humains.
Machado de Assis était hostile à tout forme de fondamentalisme. Dans sa chronique du 24 juillet 1892, portant sur les candidats politiques assujettis aux religions, il confessa : « Moi, qui ne suis pas seulement pour la liberté spirituelle, mais aussi pour l’égalité spirituelle, j’entends que toutes les religions doivent avoir leur place au Congrès national [...] ». Dans la même chronique, il reconnaît être anabaptiste, mais l’on ne sait pas si c’est ironiquement ou sérieusement.

### Jeu d’échecs
Machado de Assis était un passionné des échecs,. Son intérêt pour ce jeu l’avait amené à occuper sous l’Empire une position de premier plan dans les cercles d’échecs, qui furent les précurseurs de ce jeu au Brésil. Il entretint une correspondance avec les rubriques spécialisées des journaux de l’époque, composant des problèmes — il fut du reste le premier Brésilien à voir publié un de ses problèmes d’échecs, — et imaginant des énigmes, et prit part en outre au premier tournoi d’échecs jamais organisé au Brésil, en 1880. La première référence littéraire explicite qu’il fit aux échecs date de 1864, dans la nouvelle Questão de Vaidade (littér. Question de vanité) ; la date donne à penser que son professeur avait probablement été le Luso-Brésilien Arthur Napoleão, pianiste, compositeur, éditeur de partitions musicales, qui se trouvait avoir accompagné au Brésil, au retour d’un de ses voyages en Europe, la future épouse de Machado, Carolina Xavier de Novais. Napoleão, divulgateur assidu des échecs dans plusieurs revues, journaux et clubs brésiliens, était un enfant précoce ; à l’âge de 16 ans, le virtuose portugais établi au Brésil affronta le célèbre champion du monde Paul Charles Morphy à New York.
À en croire sa chronique du 5 mai 1895, dans sa rubrique dominicale A Semana dans Gazeta de Notícias, Machado fréquenta le Clube Fluminense dès 1868 dans le but d’y jouer aux échecs. Plus tard, il alla pratiquer au Grêmio de Xadrez (Cercle d’échecs), qui avait pris ses quartiers au-dessus du Club Politécnico, au no 47 de la rua da Constituição. Le 15 juin 1877 fut publié dans la revue Ilustração Brasileira, dans la première rubrique d’échecs brésilienne, sous la responsabilité de Napoleão, le premier problème d'échecs d’un auteur brésilien publié au Brésil : la paternité en revient très justement à Machado de Assis, qui d’ailleurs écrivait alors déjà des chroniques pour le compte de ce périodique,. Ledit problème finit par paraître dans l’ouvrage Caissana Brasileira, d’Arthur Napoleão, deuxième livre sur les échecs à paraître au Brésil (le premier ayant été O Perfeito Jogador de Xadrez de 1850) et sans doute le livre brésilien sur les échecs le plus emblématique de ceux publiés au XIXe siècle,. Lancé en 1898, le livre est un recueil de 500 problèmes d’échecs conçus par un ensemble d’auteurs, enrichi d’une bibliographie et d’un aperçu historique du jeu au Brésil. Au sujet du problème exposé par Machado, Napoleão note : « Comme le poète français Alfred de Musset, Machado de Assis compose un charmant problème en 2 coups ». L’Ilustração Brasileira cessa de paraître en avril 1878.

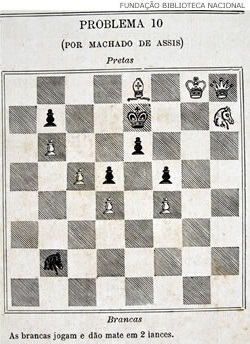
Premier problème d'échecs imaginé par un Brésilien et paru dans la première rubrique d’échecs publiée au Brésil, sous la direction d’Arthur Napoleão, dans la revue Ilustração Brasileira le 15 juin 1877, et dont l’auteur était Machado de Assis. Reproduction de la Fondation Bibliothèque nationale.

Trois ans après la publication pionnière du problème d’échecs machadien dans Ilustração Brasileira, la Revista Musical e de Belas-Artes, fondée et éditée par Napoleão et Leopoldo Miguez en 1879 annonçait la tenue en 1880 du premier tournoi d’échecs jamais disputé au Brésil. Y prirent part six des meilleurs amateurs de la Capitale : Machado de Assis, Arthur Napoleão, João Caldas Viana Filho (premier grand joueur d’échecs brésilien et probablement le meilleur joueur apparu au Brésil avant 1930), Charles Pradez (Suisse résidant depuis quelques années à Rio de Janeiro), Joaquim Navarro et Vitoriano Palhares,. À l’issue des premières parties du tournoi, le résultat partiel divulgué donnait Machado de Assis pour le meneur du classement avec six points, suivi d’Arthur Napoleão (cinq points et demi), Caldas Vianna (quatre et demi), Charles Pradez (quatre), Joaquim Navarro (un point) et Vitoriano Palhares (un). Machado de Assis terminera le tournoi en troisième position, derrière Arthur Napoleão et João Caldas Vianna. La revue s’arrêta en 1880, et ce fut ensuite le Jornal do Commercio, qui en 1886 se mit à publier chaque dimanche une rubrique de Napoleão. Cependant, dans un article retrospectif des tournois d’échecs, publié dans ledit journal le 3 janvier 1886, nulle mention ne fut faite de Machado parmi les concurrents.
Ces données, collectées à partir de revues et de journaux de l’époque conservés à la Bibliothèque nationale, furent examinées par Herculano Gomes Mathias, et les résultats rassemblés dans un article intitulé Machado de Assis e o jogo de xadrez et publié dans Anais do Museu Histórico Nacional, volume 13, 1952-1964, lequel article dresse également une chronologie des références à Machado de Assis dans le domaine des échecs. Après le premier tournoi brésilien d’échecs, les documents associant le nom de Machado de Assis au jeu d’échecs tendent à se raréfier de plus en plus, mais l’intérêt de l’auteur se maintenait intact. Le 4 janvier 1882 fut fondé à Rio de Janeiro le Clube Beethoven, maison restreinte avec salons intimes et concerts de musique classique qui, au bout de quelque temps, disposa aussi d’une salle d’échecs. L’almanach Laemmert de 1884 permet de constater l’adhésion au Clube de nouveaux joueurs d’échecs, tels que Napoleão, Charles Pradez, Caldas Vianna et Machado de Assis. Ce dernier, qui remplissait aussi des fonctions de bibliothécaire à la direction du club, se désola de la fin du club dans sa chronique du 5 juillet 1896 : « [...] Mais tout a une fin, et le club Beethoven, comme d’autres institutions semblables, a expiré. Le déclin et la dissolution ont mis un terme aux longues journées de délices ». Herculano Gomes Mathias cependant observe que dans les tournois arrangés par le club, la participation de Machado de Assis cesse d’être mentionnée à partir de 1882, y compris même dans le Club dos Diários, où pourtant il allait souvent jouer, et ce au contraire de Caldas Vianna et d’Arthur Napoleão, dont les noms figurent dans la liste des sociétaires. Ce nonobstant, dans sa chronique du 2 janvier 1896, on peut lire encore une référence enthousiaste : « [...] Mon bon jeu d’échecs, mon jeu d’échecs chéri, qui est le jeu des silencieux [...] ». Herculano Gomes Mathias estime : « La qualité du jeu de Machado examinée à travers l’étude de ses parties, et compte tenu de la facilité avec laquelle il résolvait les problèmes publiés dans la presse, nous donne une idée flatteuse de sa force comme joueur. [...] L’on voit que Machado de Assis, pour ce qui est des partenaires [= Arthur Napoleão et João Caldas Viana], se trouvait en bonne compagnie [...]. ». En 1927, dans l’introduction à son ouvrage Xadrez Elementar, Eurico Penteado écrivit, rétrospectivement et en guise d’hommage : « Enfin, une nouvelle ère paraissait surgir pour le jeu d’échecs national, quasi moribond, après les journées brillantes de Caldas Vianna, Arthur Napoleão, Machado de Assis et d’autres ».

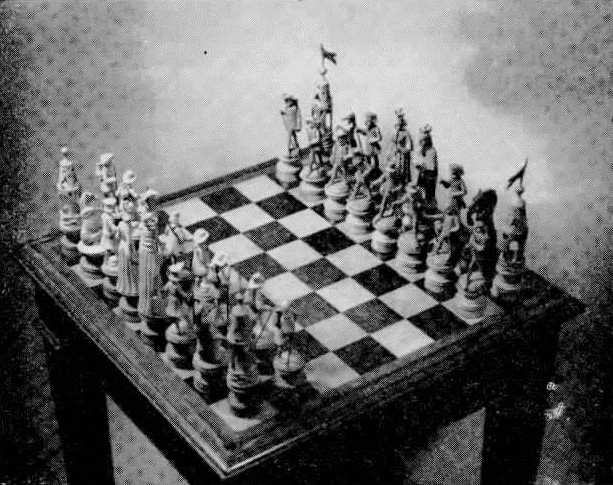
Échiquier ayant appartenu à Machado de Assis. Dans les années 1960, il était en possession du maréchal Estevão Leitão de Carvalho. En 1997, l’échiquier, fait de bois et de verre, en style impérial, était hébergé, groupé avec diverses autres pièces de mobilier de Machado, tels que son lit et la table de sa salle à manger, dans de mauvaises conditions de conservation à la bibliothèque du Centre des lettres et des arts de l’Uni-Rio. Un an plus tard, l’Académie brésilienne des lettres réussit à faire l’acquisition de l’ensemble de son mobilier et d’autres objets, dont elle entreprit une méticuleuse restauration et qu’elle montra au public dans une exposition,,. Il n’existe au monde que six échiquiers sculptés en bois, celui-ci étant le seul dans toute l’Amérique du Sud.

Dans un article de 2008 pour Revista Brasileira, intitulé Machado de Assis, o enxadrista (littér. Machado de Assis, le joueur d’échecs) et publié pour le compte de l’Académie brésilienne des lettres, le joueur d’échecs et analyste systémique Cláudio de Souza Soares a examiné l’ensemble de ces données historiques pour déterminer si la mentalité de joueur d’échecs de Machado est susceptible de révéler quelque chose concernant sa génialité. Il se penche sur les quelques moments marquants où le jeu fait son apparition dans son œuvre. Dans la nouvelle Antes que cases... (1875), le personnage d’Ângela dit à l’adresse du personnage Alfredo : « - La vie n’est pas un jeu d’échecs ». Dans le roman Iaiá Garcia (1878), le narrateur fait un retour en arrière, signalant que « Des qualités nécessaires aux échecs, Iaiá possédait les deux essentielles : coup d’œil rapide et patience bénédictine ; qualités précieuses dans la vie, laquelle est aussi un jeu d’échecs, avec ses problèmes et parties, les unes gagnées, d’autres perdues, d’autres encore nulles ». Cláudio de Souza Soares argue :

« La discrétion et l’obstination de Machado étaient des caractéristiques d’un grand joueur d’échecs. Plus son œuvre s’affirme, plus il devient un homme retiré, taciturne, tourné en lui-même. En 1880, époque de sa plus intense activité de joueur d’échecs, il publie, à l’origine sous forme de feuilleton, le roman qui pour beaucoup représente la ligne de partage des eaux dans sa carrière : Mémoires posthumes de Brás Cubas. »

Des années plus tard, dans le roman Esaü et Jacob (1904), Machado de Assis expose sa méthode de création littéraire, comparant la narration à un jeu d’échecs : « D’autre part, il y a avantage à ce que les personnages de mon histoire collaborent à celle-ci, aidant l’auteur en vertu d’une loi de solidarité, espèce d’échange de bons services, entre le joueur d’échecs et ses pièces ». Le jeu est encore mentionné dans plusieurs autres récits : Questão de vaidade, Astúcias de Marido, História de uma Lágrima, Rui de Leão, Qual dos Dois, Quem Boa Cama Faz, A Cartomante, et dans diverses chroniques. Dans son article, Cláudio de Souza Soares tient le raisonnement suivant :

« Pour l’esprit d’un romancier-joueur d’échecs, l’association du jeu avec la littérature sonne comme quelque chose de naturel. La lecture d’un livre n’est qu’une des possibilités que l’arrangement de ses coups, ou histoires, peut contenir. Voilà le principe de la combinatoire. C’est là le principe du jeu que Machado propose à ses lecteurs. [...] Chaque fois qu’un livre de Machado de Assis est exhumé d’une étagère et lu, c’est parce que la partie continue. Nous sommes tenus en échec. Le prochain coup de Machado de Assis est une énigme. Le ressac dans le regard inépuisable de Capitu n’en est qu’une parmi d’autres. Des pistes essentielles pour l’étude de l’œuvre du grand écrivain brésilien pourraient-elles être découvertes dans les labyrinthes de l’échiquier, dans le mouvement continu de ses pièces ? Comme lui-même nous le conseille dans Iaiá Garcia, il sera nécessaire de garder un coup d’œil rapide et une patience bénédictine, car ici (et ainsi est la vie elle-même) nous jouons aux échecs. »

L’intérêt porté par Machado de Assis pour les échecs s’est prolongé pendant de longues années, comme le révèle sa correspondance avec son ami Joaquim Nabuco, qui en 1883 lui avait envoyé de Londres des coupures de journaux contenant des transcriptions de parties, pour répondre à la demande de son ami. Dans sa chronique du 25 février 1894, il évoqua les personnages de Prospero et de Miranda de la dernière pièce de Shakespeare, la Tempête, pour écrire dans la foulée : « [...] je dirais à la belle Miranda qu’elle veuille jouer avec moi aux échecs, jeu délicieux, par Dieu ! image de l’anarchie, où tous — la dame comme le pion, le pion comme le fou, le fou comme le cavalier, le cavalier comme la dame — se mangent entre eux. Gracieuse anarchie, tout cela sans roues qui tournent, ni urnes qui parlent ! »

### Problèmes de santé
Pour les biographes orthodoxes, Machado de Assis était d’une santé très précaire. Ainsi est-il affirmé qu’il souffrait d’épilepsie et de bégaiement depuis le plus jeune âge, et qu’il développa tout au long de sa vie des problèmes nerveux, une cécité, une dépression, qui se seraient aggravés par suite du décès de sa femme. Les crises d’épilepsie auraient commencé dès l’enfance, auraient connu une phase de rémission pendant l’adolescence, puis auraient récidivé quand Machado avait la vingtaine, pour augmenter en fréquence dans les dernières années de sa vie. Sur l’image devenue emblématique ci-dessous, prise par Augusto Malta le 1er septembre 1907, on voit p.ex. l’écrivain faisant l’objet de soins sur le quai Pharoux, jouxtant l’actuelle Praça Quinze (place du Quinze-Novembre), à Rio de Janeiro, peut-être après une crise de mal caduc,.
L’on raconte que certain jour, alors qu’on remarquait la difficulté qu’il avait à s’exprimer à cause de morsures à sa langue, l’écrivain, soucieux de dissimuler son bégaiement, répliqua : « ces aphtes, ces aphtes... ». Quant à son épilepsie, l’on croit savoir qu’il n’en parlait pas, pas même à Caroline avant leur mariage, jusqu’à ce qu’il fût pris d’une crise généralisée tonique-clonique, dont des sensations ressenties dans l’enfance et décrites comme « des choses exquises » avaient été la préfiguration, mais qui ne s’étaient plus répétées depuis lors jusqu’à son mariage. Il est admis que l’auteur n’avait jamais eu jusque-là de crise typique d’épilepsie. Dès avant la mort de Carolina, il avait perdu partiellement la vue en 1880, et force lui fut alors de demander à son épouse de lui faire lecture des journaux et des livres.

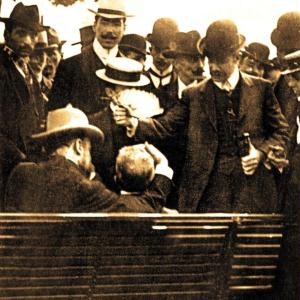
Machado recevant des soins place du Quinze-Novembre (Praça Quinze), à la suite de ce que l’on suppose avoir été une de ses crises d’épilepsie (photographie d’Augusto Malta, 1er septembre 1907),.

Certains biographes affirment qu’il ne faisait jamais aucune allusion à sa maladie, ni n’en voulait seulement écrire le nom, comme p.ex. dans sa correspondance avec son ami Mário de Alencar : « D’avoir beaucoup travaillé ces jours derniers m’a attiré quelques phénomènes nerveux... ». Pour certains, sa volonté de proscrire le mot  épilepsie le porta à le rayer des éditions ultérieures de Mémoires posthumes de Brás Cubas, après qu’il eut laissé en échapper une occurrence dans la première édition, à savoir dans sa description de la douleur du personnage de Virgília à la mort de son ancien amant (chapitre I) ; le passage incriminé « Je ne dis pas qu’elle s’arrachait les cheveux ; je ne dis pas qu’elle se laissait rouler à terre, épileptique... » fut alors remplacé par « Je ne dis pas qu’elle s’arrachait les cheveux ; je ne dis pas qu’elle se laissait rouler à terre, en convulsions... ».
Le diagnostic d’épilepsie a été établi par la quasi totalité de ses biographes : J. L. Lopes (1974) évoque la survenue très commune, du moins dans sa dernière phase de vie, de crises psychomotrices, probablement provoquées par un foyer épileptogène dans le cortex insulaire du lobe temporal, tandis que C. A. M. Guerreiro (1992), faisant usage de concepts épileptologiques actuels, indique qu’il souffrait d’altérations de conscience, d’automatismes et de confusions post-critiques. Tous deux s’accordent à dire que les crises avaient leur origine dans le lobe temporal droit. Quelques-uns ont suggéré qu’un complexe d'infériorité, renforcé par une tendance marquée à l’introversion, ont pu contribuer à sa susceptibilité épileptoïde. Selon A. Botelho, « l’épileptique est peu souvent irrité, en revanche il se montre fréquemment apathique, déprimé et triste, avec pleine conscience de son infériorité sociale ». L’épilepsie aura sans nul doute été un fardeau pour Machado. Il échut à Carlos de Laet d’assister à l’une de ses crises publiques, qu’il décrivit ainsi que suit :

« J’étais à converser avec quelqu’un dans la Rua Gonçalves Dias, quand Machado s’approcha de nous et m’adressa des paroles entre lesquelles je ne perçus aucun lien. Surpris, je l’examinai et lui trouvai la physionomie transformée. Informé qu’il était pris de malaises nerveux de temps en temps, je pris congé de l’autre monsieur, donnai le bras à l’ami malade, lui fit prendre un cordial dans la pharmacie la plus proche et ne le quittai que dans le tram de Laranjeiras, après que je l’eus vu tout à fait rétabli, et qu’il m’eut interdit de l’accompagner jusqu’à son domicile. »

— Carlos de Laet
Au rebours de ces thèses, quelques commentateurs comme Jean-Michel Massa et Valentim Facioli affirment que les maladies de Machado ne sont rien d’autre que des « mythes romantiques ». Pour ce groupe, les biographes sont enclins à exagérer ses souffrances, comme conséquence du « psychologisme qui a envahi la critique littéraire dans les années 1930 et 1940 ». Ils soulignent qu’à l’époque de Machado, beaucoup de noirs avaient réussi à monter les échelons dans les ministères et que Machado lui-même avait réussi à s’élever socialement, ce qui invalide la thèse du sentiment d’infériorité. Cependant, le récit de Carlos de Laet reproduit ci-haut ne laisse subsister aucun doute.
D’autres critiques établissent un lien entre les problèmes de santé de Machado et son œuvre. La nouvelle Verba Testamentária du recueil Papéis Avulsos décrit une crise d’épilepsie (« [...] il lui arrivait de chanceler ; d’autres fois, un fil d’écume presque imperceptible lui coulant sur le côté de la bouche. »), et dans Quincas Borba, un des personnages s’aperçoit qu’il marche à l’aveuglette, pris de vertige (Je me retrouvai ainsi sur la Praça da Constituição). Les Mémoires posthumes de Brás Cubas contiennent un passage où le narrateur connaît un problème nerveux qui le fait aller inconsciemment là où ses jambes le portent (« [...] de cette action, le mérite ne revient pas à moi, mais aux jambes qui l’ont accomplie »), et le poème Suave Mari Magno renferme explicitement le mot convulsion : « Arfava, écumait et riait,/ D’un rire fourbe et bouffon,/ Secouait ventre et jambes,/ Dans une convulsion. » Certains relèvent que Bentinho dans Dom Casmurro, devenu une personne fermée, taciturne, mal lunée, pourrait être affecté de dysthymie, tandis que son compagnon Escobar serait atteint de trouble obsessionnel compulsif et de tics moteurs, mais qu’il serait peut-être parvenu à maîtriser.
En 1991, certains ont voulu voir dans le court roman l'Aliéniste une préfiguration de l’antipsychiatrie et fait passer les écrits de Machado, avec ses références nombreuses à des problèmes de santé mentale, pour une extension de son « sentiment d’infériorité en raison de ses origines pauvres et de sa qualité de mulâtre, d’orphelin et d’épileptique ». Dans la dernière année de sa vie, après qu’il eut cessé toutes ses activités sociales et déposé ses fonctions de directeur-général au ministère pour cause de maladie, en particulier pour cause d’attaques d’épilepsie, Machado sollicita l’aide du docteur Miguel Couto, important médecin, qui avait déjà soigné sa femme Carolina. Couto recommanda le bromure, tranquillisant faible ; le médicament, en plus de se révéler inefficace, produisit des effets indésirables obligeant Machado à suivre le conseil d’un sien ami, à savoir de cesser le traitement et de se tourner vers l’homéopathie, qui toutefois n’apporta pas davantage d’amélioration notable à son état. Il mourut atteint d’un ulcère cancéreux dans la bouche, attribué par certains à ses multiples tics nerveux, et qui lui interdisait toute ingestion d’aliments solides.

## Réception critique

### Jugements de ses contemporains
Machado jouissait d’un grand prestige de son vivant, fait assez rare pour un écrivain brésilien à cette époque,. De bonne heure, il bénéficia de la reconnaissance d’Antônio de Almeida et de José Martiniano de Alencar, qui l’avaient lu dans ses premières chroniques et dans ses nouvelles publiées dans des revues et journaux de Rio de Janeiro. En 1881, au lendemain de la publication de Memórias Póstumas de Brás Cubas, Urbano Duarte écrivit que son œuvre était « fausse, déficiente, sans clarté, et sans couleur ». Le fort caractère novateur du livre poussa Capistrano de Abreu à se demander s’il pouvait être qualifié de roman, pendant qu’un autre commentateur en faisait l’éloge, ne lui trouvant pas d’« équivalent dans la littérature d’aucun des deux pays de langue portugaise ». Bien que, ainsi qu’il est notoire, les moyens de l’imprimerie et les filières de diffusion fussent encore assez aléatoires dans le Brésil de la fin du XIXe siècle et du début du XXe siècle, les livres de Machado de Assis atteignaient néanmoins déjà les régions reculées du pays, et dans la première moitié du XXe siècle, les intellectuels et écrivains du Mato Grosso lisaient déjà Machado et tendaient à considérer son style d’écriture comme norme de référence esthétique. L’élection unanime qui porta Machado de Assis, choisi entre plusieurs intellectuels et écrivains de son temps, à la présidence de l’Académie brésilienne des lettres concourut à son prestige et atteste la consécration de l’auteur de son vivant.

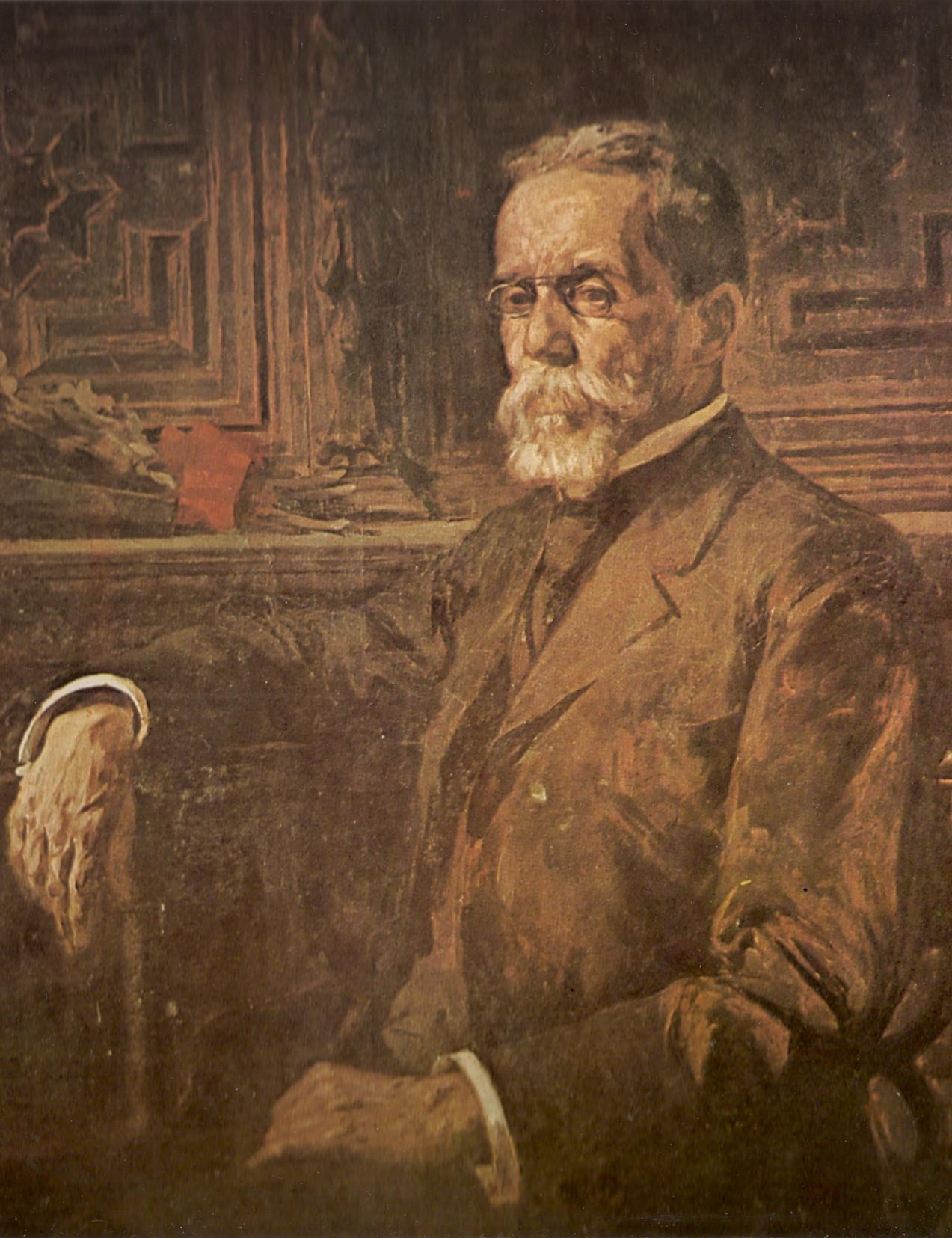
Détail du tableau Machado de Assis peint vers 1905 par Henrique Bernardelli. Le fait d’avoir été portraituré de son vivant atteste sa consécration.

En 1908, la publication de História da Literatura Brasileira de José Veríssimo vint confirmer ce privilège puisque l’essayiste rangeait Machado de Assis au pinacle de la littérature nationale brésilienne : « la plus haute expression de notre spécificité littéraire, la figure la plus éminente de notre littérature »,. Dans l’ouvrage de Veríssimo, le dernier chapitre est tout entier consacré à traiter de Machado de Assis.
Pourtant, en dépit de ce prestige, Machado de Assis ne manqua jamais d’adversaires, ni d’interprétations divergentes de son œuvre. On remarque que les critiques négatives à son endroit ne sont presque jamais strictement d’ordre littéraire ; l’auteur était souvent répudié pour motifs personnels, caractériels, idéologiques ou biographiques. L’un des adversaires contemporains les plus acerbes fut Sílvio Romero, exposant de la critique naturaliste au Brésil, qui, s’il décerna lui aussi à Machado le titre de plus grand écrivain brésilien, lui reprocha en 1897 son manque d’expressivité, son manque de « couleurs locales » dans son œuvre, et dénonça enfin son supposé éloignement des questions politico-sociales. Son inimitié date d’un article de Machado de 1879 intitulé A nova geração (littér. la Nouvelle Génération), où Machado dressa, après la mort de Castro Alves en 1871, le bilan de la nouvelle génération de poètes brésiliens. Son jugement, formulé dans des termes tout en relativisations, variait de l’encouragement circonspect à la condamnation prudente, en accord avec sa méfiance vis-à-vis de toute forme d’enthousiasme. Celui qui cependant s’en sortait le plus mal était Sílvio Romero, poète et critique reconnu de l’école positiviste de Taine, dont l’œuvre poétique ne trouva aucune grâce aux yeux de Machado. Romero rumina sa rancœur jusqu’à 1897, année de parution de sa vaste étude Machado de Assis ; estudo comparativo da literatura brasileira, qui sous un vernis de scientificité ne poursuivait aucun autre but que la destruction totale et définitive de l’écrivain. Si l’on en croit ladite étude, Machado « ne s’est développé que tard », n’était « pas un tempérament robuste », n’avait connu dans sa vie « aucun moment de lutte », et son œuvre se caractériserait par la « stagnation » ; son style serait dénué de « coloris, d’imagination, de mobilité, d’abondance et de variété de vocabulaire » ; « le paysage, les descriptions de la nature, la vie humaine » seraient absents de son œuvre. Romero enfin se fendit du passage suivant :

« Le style de Machado est, sans pour autant porter une empreinte personnelle, la photographie précise de son esprit, de sa psyché indécise. Correct et habile, il n’est ni vivace, ni rayonnant, ni grandiose, ni éloquent. Il est paisible et serein, uniforme et mesuré. L’on sent que l’auteur ne dispose ni copieusement ni spontanément de mots et de phrases. L’on voit qu’il tâtonne et qu’il trébuche, qu’il souffre de quelque affection des organes phonatoires. Il bégaye dans son style, dans la parole écrite. En vérité, Machado de Assis répète, rumine, tourne et retourne tellement ses idées et les mots dans lesquels il les revêt, qu’il nous donne l’impression d’un bègue continuel. Ce tic, que maint esprit moins doué confond avec l’humour, n’est que la conséquence d’un défaut d’articulation de l’écrivain. »

Il est à noter que Romero, personnage pugnace, sanguin, extraverti et combatif, toujours sur la brèche pour défendre sa doctrine, ne pouvait qu’être instinctivement révulsé par les litotes lestes et ironiques du sceptique et agnostique qu’était par excellence Machado de Assis. Du reste, celui-ci ne daigna pas réagir au brûlot de son confrère académicien Romero.

### Accueil par la critique moderne
Les modernistes de 1922, s’ils reconnaissaient l’importance de Machado de Assis, ne manquaient cependant pas en général de formuler certaines réserves à son égard, condamnant en particulier certains conventionnalismes esthétiques ou personnels, ainsi qu’il appert des jugements portés par deux des plus grands exposants littéraires du mouvement, Mário de Andrade et Oswald de Andrade. Le premier écrivit, à l’occasion du centenaire de la naissance de Machado de Assis en 1939, trois chroniques, ou il exprima l’opinion que Machado est l’auteur d’une « passionnante œuvre de la plus haute valeur artistique, plaisir esthétique d’une magnifique intensité qui me passionne et que je fréquente sans discontinuer », et qu’il « laissa, dans chacun des genres qu’il pratiqua, des chefs-d’œuvre de la plus haute perfection quant à la forme et au fond », mais qu’il lui répugnerait de vivre à ses côtés, parce que, selon Mário de Andrade (qui prenait soin de toujours distinguer entre auteur et œuvre), Machado était un prosateur « altier » (encastelado), ayant échoué à saisir la vie de Rio de Janeiro, comme ont été capables de le faire au contraire França Junior, João do Rio et Lima Barreto, ni même l’âme brésilienne, comme Gonçalves Dias, Castro Alves, Aleijadinho, José Ferraz de Almeida Júnior, Farias Brito et d’autres, et surtout à cause de ses questions mal résolues de « métissage ». On conçoit d’admirer Machado, écrivit encore Mário de Andrade, mais non de l’aimer : « De certains artistes, la vie et l’œuvre sont pénétrés de dons plus généreux, où notre être trouve consolation, pardon et vigueur. [...] Il me paraît impossible que l’on puisse aimer des artistes chez qui cette générosité, cette espérance, cette confiance dans la vie font défaut. [...] Connaissez-vous la différence entre la charité catholique et le libre examen de conscience du protestant ? [...] Un Machado de Assis ne peut être vénéré que sur le mode protestant. »,. Mário de Andrade poursuit dans le même article : « Malgré ses triomphes, le Maître n’a pas su se rendre représentatif de l’homo brasiliensis », lequel se caractérise par « la générosité, l’impétuosité, l’étourderie, le fait de se reposer sur le hasard, la grandiloquence, le plaisir ingénu à la vie, une cordialité pétulante. [...] Machado n’a pas su surmonter son propre malheur. Il s’en est vengé. C’est pourquoi il fut, ainsi qu’il ressort de son œuvre, cet être acariâtre, sarcastique, humoristique mais exclusivement sur le mode aristocratique, quelqu’un qui se riait de la vie et des gens. »
Plus virulente encore sans doute fut la diatribe du critique Agripino Grieco, selon qui Machado est « le destructeur des illusions des pauvres, qui nous convie à un banquet où l’on nous sert des bonbons empoisonnés. Toujours plein d’embûches et de chausse-trappes, toujours à tendre des traquenards pour le prochain. » Dès qu’il décelait des qualités chez quelqu’un, « il laissait voir immédiatement la duplicité de tout acte en apparence noble ou courageux. Et cela », ajoute-t-il, « dans des pages qui sont d’autant plus dangereuses qu’elles ont été écrites avec la dextérité des juifs soupesant l’or sur des balances très sensibles. » Ailleurs, Grieco reprocha à son tour à Machado de n’avoir « su que rarement communiquer la chaleur humaine, ou le caractère d’un paysage. Il ressentait la beauté des formes comme doit la ressentir un pasteur protestant. » Grieco conclut : « cet écrivain, dont le sarcasme, si déjà il brûle, brûle comme la glace et non comme le feu, n’est pas un des nôtres. Il collectionnait les sottises humaines, comme d’autres collectionnent des timbres ou des papillons. Il s’amusait royalement avec ses marionnettes, et dans sa chambre de travail, il a dû converser avec elles, dans ce chuchotement balbutiant qu’on lui connaissait. »
Oswald de Andrade, autre personnalité de premier plan du Modernisme brésilien, dont le style littéraire ressortissait, comme celui de Mário, à une tradition expérimentale, métalinguistique et citadine, plus ou moins au diapason de la partie plus expérimentale de l’œuvre machadienne, déclara Dom Casmurro un de ses livres préférés et considérait l’écrivain comme l’un des maîtres du roman brésilien, mais nota, dans ses mémoires de 1954, à propos de la présumée tentative de Machado de s’affanchir de l’héritage ethnique : « En bon noir, ce que voulait le grand Machado était se laver des stigmates liés à son ascendance esclave. Il s’employa à imposer de rigoureux usages à l’institution blanche qu’il dirigeait ». Astrojildo Pereira pour sa part loua le « nationalisme » chez Machado, et Octávio Brandão critiqua l’absence de socialisme scientifique dans son œuvre. De la même époque date également le commentaire d’Augusto Meyer, pour qui le recours à « l’homme souterrain » dans l’œuvre machadienne fut un moyen que l’écrivain avait trouvé pour relativiser toutes les certitudes.

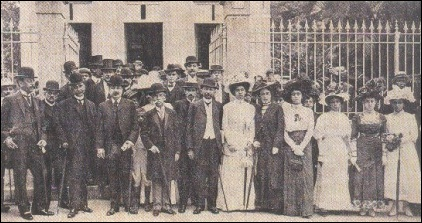
Ruy Barbosa de Oliveira, deuxième président de l’Académie, conduisit une visite dans la maison du premier président, Machado de Assis, au no 18 de la rue Cosme Velho, le 9 octobre 1910, deux années après la mort de celui que même ses collègues appelaient maître. La photo atteste l’intérêt porté à l’œuvre et à la vie de l’écrivain, qui ne cessa de croître par la suite.

La révolution moderniste du début et du milieu du XXe siècle tenta de récupérer l’œuvre de Machado au profit de ses objectifs avant-gardistes. Plus tard, la même œuvre sera la cible des féministes de la décennie 1970, dont notamment Helen Caldwell, qui interprétèrent le personnage féminin de Capitu dans Dom Casmurro comme une victime des paroles du narrateur (masculin), bouleversant ainsi la vision qui avait prévalu jusque-là de ce roman. Antonio Candido estime que l’érudition, l’élégance et le style coulé dans une langue châtiée ont contribué à la popularité de Machado de Assis. Sous l’influence des recherches sur la sexualité et la psyché humaines, et avec l’avènement des théories existentialistes, l’attention allait désormais se porter sur l’aspect psychologique de ses œuvres, plus particulièrement l’Aliéniste, dès lors souvent mises en parallèle avec celles de Freud et de Sartre,. À partir des années 1980, l’œuvre de Machado fut prise pour sujet d’étude par des courants et disciplines intellectuels tels que la psychanalyse, la philosophie, le relativisme et la théorie littéraire,, témoignant de ce qu’elle se prête à différentes interprétations et que l’intérêt qu’elle suscite va croissant partout dans le monde,.

### Retentissement international et traductions
Selon The New York Times, les traductions parues récemment (2008) dans diverses langues ont fait prendre conscience aux critiques et artistes du monde entier que Machado de Assis était « un génie injustement relégué à la négligence universelle ». Harold Bloom le range parmi les 100 plus grands génies de la littérature universelle et « le plus grand littérateur noir apparu jusqu’à présent ». Se distinguent en particulier, parmi les analystes non brésiliens ayant produit des études approfondies, spécifiques et systématiques de son œuvre : Helen Caldwell (États-Unis), John Gledson (Royaume-Uni), Anatole France (France), David Jackson (États-Unis), David Haberly (États-Unis), Victor Orban (Belgique), Samuel Putnam (États-Unis), Edith Fowke (Canada), Susan Sontag (États-Unis), João Gaspar Simões (Portugal), Hélder Macedo (Afrique du Sud/Portugal), Tzvetan Todorov (Bulgarie/France), Gérard Genette (France), Giusepe Alpi (Italie), Lourdes Andreassi (Portugal), Albert Bagby Jr. (États-Unis), Abel Barros Baptista (Portugal), Edoardo Bizzarri (Italie), Jean-Michel Massa (France), Adrien Delpech (France), Albert Dessau (Allemagne), Paul B. Dixon (États-Unis), Keith Ellis, Edith Fowke (Canada), Richard Graham (États-Unis), Pierre Hourcade (France), Linda Murphy Kelley (États-Unis), John C. Kinnear, Alfred Mac Adam (États-Unis), Hendrik Houwens Post (Pays-Bas), John Hyde Schmitt, Tony Tanner (Royaume-Uni), Jack E. Tomlins (États-Unis), Carmelo Virgillo (États-Unis), Dieter Woll (Allemagne), et d’autres ; au Brésil même, on relève les noms d’Afrânio Coutinho, Alcides Maia, Alfredo Bosi, Antonio Candido, Brito Broca, Domício Proença Filho, Eugênio Gomes, José Aderaldo Castello, José Guilherme Merquior, José Leme Lopes, José Veríssimo, Lúcia Miguel Pereira, Marcos Almir Madeira, Plínio Doyle, Raimundo Faoro, Roberto Schwarz, Sérgio Buarque de Holanda, Sidney Chalhoub, Sílvio Romero etc.
Les critiques modernes et contemporains dans le monde confèrent à Machado de Assis le titre d’un des plus grands, sinon du plus grand écrivain brésilien de tous les temps,,,, et son œuvre, considérée aujourd’hui comme d’importance fondamentale, constitue une matière obligatoire dans les écoles et les universités, et apparaît incontournable dans la vie littéraire et universitaire du Brésil.

## Lectures et influences

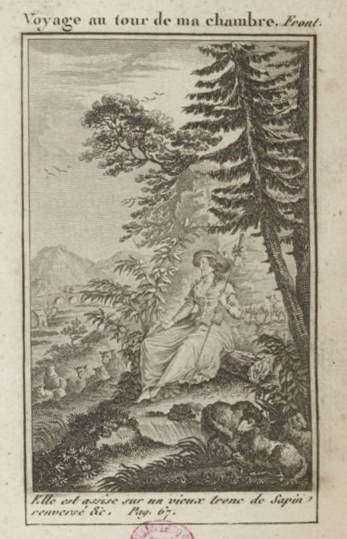
Frontispice de Voyage autour de ma chambre de Xavier de Maistre, livre qui influença Machado.

Machado de Assis était un grand liseur, et l’on est fondé à supposer que son œuvre fut influencée par ses différentes lectures. Son fonds de livres, trouvé après sa mort, se composait notamment d’environ 600 volumes reliés, de 400 brochés et de 400 brochures et fascicules, soit au total quelque 1 400 pièces. Il était notoirement un familier des textes classiques et de la Bible,. Avec O Analista, Machado prenait place dans la lignée de la satire ménippéenne classique, en renouant avec l’ironie et la parodie d’Horace et de Sénèque. L’Ecclésiaste, pour sa part, légua à Machado une vision du monde particulière et fut son livre de chevet à la fin de sa vie,.
Dom Casmurro est probablement l’œuvre de Machado portant l’empreinte théologique la plus marquée, principalement en raison du fait que le narrateur Bentinho avait fréquenté le séminaire. On y trouve des références à saint Jacques et à saint Pierre, et en outre, Machado fait allusion, au chapitre XVII, à un oracle païen lié au mythe d’Achille et à la pensée israélite. Machado possédait une bibliothèque fort bien pourvue en ouvrages de théologie : critique historique des religions ; vie de Jésus ; développement du christianisme ; littérature hébraïque ; histoire de l’Islam ; systèmes religieux et philosophiques de l’Inde etc Jean-Michel Massa dressa un inventaire des livres contenus dans la bibliothèque de l’auteur (lequel inventaire fut révisé en 2000 par la chercheuse Glória Vianna, qui constata qu’il manquait 42 des volumes de la liste originale)., et nota notamment les ouvrages suivants : 1. Les déicides: examen de la vie de Jésus et des développements de l´église chrétienne dans leurs rapports avec le judaïsme, de Joseph Cohen (1864) ; 2. La science des religions, d’Émile-Louis Burnouf (1872) ; 3. Philosophie du droit ecclésiastique : des rapports de la religion et de l’État, d’Adolphe Franck (1864) ; 4. Le pape et le concile (trad. de Der Papst und das Konzil), de Janus (1864) ; 5. L’Immaculée Conception. Études sur l’origine d’un dogme, de A. Stap (1869) ; 6. Histoire littéraire de l´Ancien Testament, de Theodor Nöldeke (1873) ; 7. Histoire du Mahométisme, de Charles Mills (1825) ; 8. Chants populaires du sud de l´Inde, sans indication d’auteur (1868) ; 9. Pensées de Pascal (précédées de sa vie, par Madame Périer), de Blaise Pascal ; 10. La Bible, comprenant l’Ancien et le Nouveau Testament, traduite en portugais por António Pereira de Figueiredo, d’après la Vulgate latine (1866).

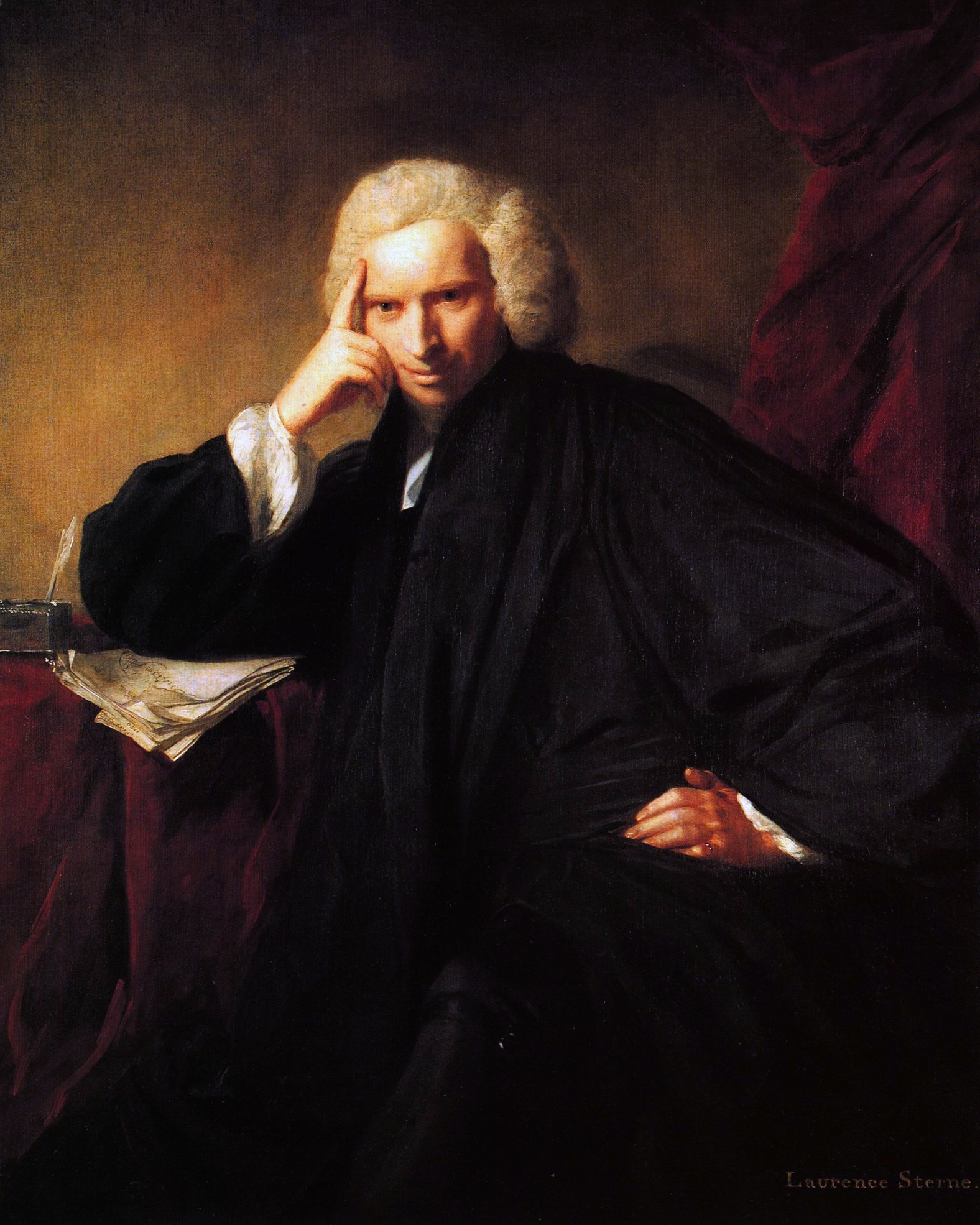
Laurence Sterne, par Joshua Reynolds, 1760.

Machado lisait aussi ses contemporains ; il admirait le réalisme « sain » et « coloré » de Manuel Antônio de Almeida et la « vocation analytique » de José Martiniano de Alencar. Il lut également Octave Feuillet, Gustave Flaubert, Balzac et Zola, mais ses principales influences lui venaient de la littérature anglaise, plus particulièrement Sterne et Jonathan Swift. Adepte du roman de l’époque victorienne, il était opposé au libertinage littéraire du siècle antérieur et penchait pour la litote tant au niveau du vocabulaire que du développement narratif. Son œuvre contient un ensemble de citations et de renvois à presque toutes les œuvres de Shakespeare, notablement Othello, Hamlet, Macbeth, Roméo et Juliette, le Viol de Lucrèce et Comme il vous plaira. Les écrivains Sterne, Xavier de Maistre et Almeida Garrett sont les auteurs qui exercèrent la plus grande influence sur son œuvre de maturité, en particulier sur les chapitres en pointillés 55 et 139, ou les chapitres-éclairs (notamment 102, 107, 132 et 136), et le gribouillis de la signature de Virgília dans le chapitre 142 des Mémoires posthumes de Brás Cubas. Cependant, pour ce qui est de la satire et de la forme narrative libre, ses plus grandes influences cependant ne venaient pas d’Angleterre, mais de France ; la « manière libre » dont le narrateur de Brás Cubas se revendique dans les première lignes du roman est un postulat explicite de De Maistre, principe qui, selon Candido, présidera chez Machado à une « narration capricieuse, digressive, qui va et vient, quitte la grand-route pour emprunter des chemins de traverse, cultive l’à-propos, s’écarte de la ligne droite, supprime les connexions ». L’exemple du Voyage autour de ma chambre (1794) amena Machado à opter pour des chapitres très courts, en comparaison de ceux qu’il rédigeait dans son premier stade littéraire.

Arthur Schopenhauer.

D’autres commentateurs citent encore les noms de philosophes, tels que Montaigne, Pascal et Schopenhauer. Avec ses Essais de 1580, le premier cité apporta à Machado le concept de « l’homme devant les choses » et le porta à ne pas s’associer à l’anathème jeté contre le matérialisme. Pascal lui était une lecture nécessaire, comme il l’écrivit lui-même dans une lettre à son confrère Joaquim Nabuco,. Sérgio Buarque de Holanda établit une comparaison entre les œuvres respectives de ces deux auteurs, dans les termes suivants : « Comparé à celui de Pascal, le monde de Machado de Assis est un monde sans Paradis. De là une incurable insensibilité envers toutes les explications basées sur le péché et sur la chute de l’ordre dans lequel les choses furent mises dans le monde. Son amoralisme prend ses racines dans cette insensibilité fondamentale ». Et enfin Schopenhauer, chez qui, selon les commentateurs, Machado aurait puisé sa vision pessimiste, se concrétisant dans ses écrits par des mythes et des métaphores illustratifs de l’« inexorabilité du destin ». Raimundo Faoro soutient, à propos des idées du philosophe allemand dans l’œuvre de Machado, que l’écrivain brésilien a réalisé une « traduction machadienne de la volonté au sens de Schopenhauer » et qu’il parvint à concevoir son premier roman après « avoir découvert le fondement métaphysique du monde, le démonisme de la volonté qui dirige, sans but ni destin, toutes les choses et les fantoches de chair et de sang ». Avec Machado de Assis, le Monde comme volonté et comme représentation (1819) aurait atteint selon certains sa plus haute expression littéraire, sous la forme notamment des désirs frustrés du personnage de Brás Cubas.

## Influence de Machado sur la littérature brésilienne et internationale

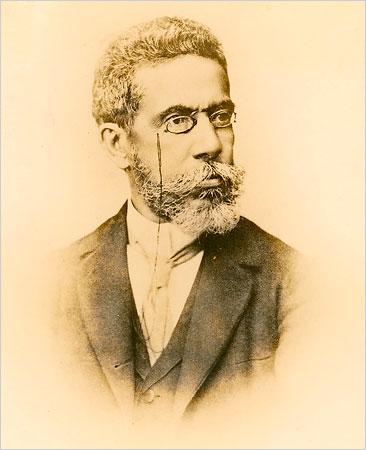
Machado de Assis à l’âge de 57 ans, déjà reconnu nationalement.

Machado de Assis a influencé et influence encore nombre d’écrivains, de sociologues, d’historiens, d’artistes et d’intellectuels en général, au Brésil et ailleurs dans le monde. Des auteurs comme Olavo Bilac et Coelho Neto, Joaquim Francisco de Assis Brasil, Cyro dos Anjos, Lima Barreto (en particulier son Triste Fim de Policarpo Quaresma), Moacyr Scliar, Múcio Leão, Leo Vaz, Drummond de Andrade, Nélida Piñón se sont réclamés de lui, et son œuvre demeure comme l’une des plus appréciées et des plus influentes de la littérature brésilienne. Rubem Fonseca rédigea les nouvelles Chegou o Outono, Noturno de Bordo et Mistura en s’inspirant du langage de Machado de Assis — « la phrase courte, dépouillée d’ornements, dans l’émotion refoulée, dans la réticence qui suggère ». Les thèmes théologiques abordés dans les nouvelles de Machado, notamment dans Missa do Galo, ont influencé l’écrivain et penseur chrétien Gustavo Corção. Lygia Fagundes Telles s’est également dite influencée par Machado, plus spécialement par son « ambiguïté, le texte sec, l’analyse sociale et l’ironie fine ». En 1967, Fagundes Telles réalisa en collaboration avec Paulo Emílio Sales Gomes une adaptation cinématographique du roman Dom Casmurro, intitulée Capitu, dans une mise en scène de Paulo César Saraceni. En 2006, Yasmin Jamil Nadaf mena une recherche sur l’influence machadienne, recherche dont les résultats furent publiés dans l’ouvrage Machado de Assis em Mato Grosso: textos críticos da primeira metade do século XX, regroupant notamment neuf textes (dont deux écrits par José de Mesquita) originaires du Mato Grosso et qui du vivant encore de Machado trahissaient son ascendant esthétique.

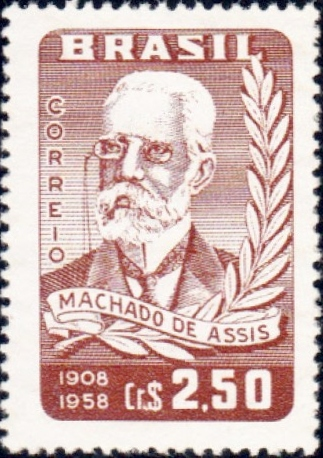
Timbre-poste édité en 1958 en hommage à Machado de Assis.

Son œuvre a retenti également sur les littératures étrangères. Des auteurs comme John Barth et Donald Barthelme ont déclaré avoir subi son influence. L’Opéra flottant, œuvre du premier, a été influencée par la technique du « libre jeu avec les idées », qui est la marque de Tristram Shandy et des Mémoires posthumes de Brás Cubas. Ce même roman de Barth a été comparé par David Morrell à Dom Casmurro, eu égard au fait que le personnage principal de ces deux livres est avocat, vient à songer au suicide et à comparer la vie à un opéra, et vit écartelé par une relation amoureuse triangulaire. Isaac Goldberg traduisit en anglais le poème Viver et reçut lui aussi l’empreinte de Machado dans son œuvre, sa vision du monde apparaissant en effet analogue à celle de Machado de Assis. Susan Sontag subit l’influence machadienne directe dès son premier roman. En 2011, Woody Allen, interrogé par le journal The Guardian, cita Mémoires posthumes de Brás Cubas comme l’un des cinq livres qui l’avaient le plus marqué dans sa vie de cinéaste et d’humoriste.
Quelques commentateurs contemporains, en particulier Roberto Schwarz, le rangent parmi les pré-modernistes, au motif qu’il anticipa sur nombre de styles d’écriture qui allaient culminer dans la Semaine d'art moderne. Dans Grande Sertão: Veredas, João Guimarães Rosa reprend le « voyage de mémoire » développé dans Dom Casmurro et dans Mémoires posthumes de Brás Cubas, en plus de mettre en scène dans ses textes des maladies mentales qui rappellent celles de l’œuvre de Machado. Les auteurs modernistes du XXe siècle se découvrirent des affinités avec son œuvre, ce qui explique l’intérêt qu’ont porté à Machado de Assis des auteurs tels que Antonio Candido et Haroldo de Campos. Jô Soares est l’un des écrivains d’aujourd’hui se disant influencés par Machado, en particulier dans son Assassinatos na Academia Brasileira de Letras de 2005. Milton Hatoum reconnaît lui aussi en Machado l’un de ses grands maîtres ; son roman le plus connu, Dois Irmãos, de 2000, a été vu comme un « dialogue ouvert » avec Ésaü et Jacob. Plus récemment, quelques récits, comme A Cartomante et l’Aliéniste, ont été adaptés au format bande dessinée et le roman Helena en manga,.

## Postérité
Le plus important des prix littéraires brésiliens, le prix Machado de Assis, décerné à des écrivains pour l’ensemble de leur œuvre, a été créé en 1941 et nommé en l’honneur de Machado. Il fut, avec Mémoires posthumes de Brás Cubas, l’introducteur du réalisme au Brésil, permit à la littérature fantastique de prendre pied dans le pays, et créa la première œuvre de littérature brésilienne qui ait traversé les frontières nationales, son auteur se hissant ainsi au statut de grand auteur universel. Si Álvares de Azevedo et Bernardo Guimarães avaient certes déjà écrit des nouvelles au milieu du XIXe siècle, c’est avec Machado que le genre a pu développer de nouvelles possibilités. L’une d’elles est d’avoir inauguré, dans des livres comme Contos Fluminenses (1870), Histórias da Meia-Noite (1873) et Papéis Avulsos (1882), « une nouvelle perspective stylistique et une nouvelle vision de la réalité, plus complexe et plus nuancée ». Ces recueils comportent des nouvelles telles que l'Aliéniste, Teoria do Medalhão, O Espelho, etc., dans lesquelles l’auteur aborde les thèmes du pouvoir, des institutions et aussi de la démence et de l’homosexualité, c’est-à-dire des thèmes littéraires très précoces pour son époque. Avec Dom Casmurro (1899) notamment, il introduisit dans le genre romanesque l’intertextualité et le métalangage, techniques innovantes et sans précédent dans la littérature brésilienne et d’une grande influence sur les écrivains ultérieurs dans le monde entier.

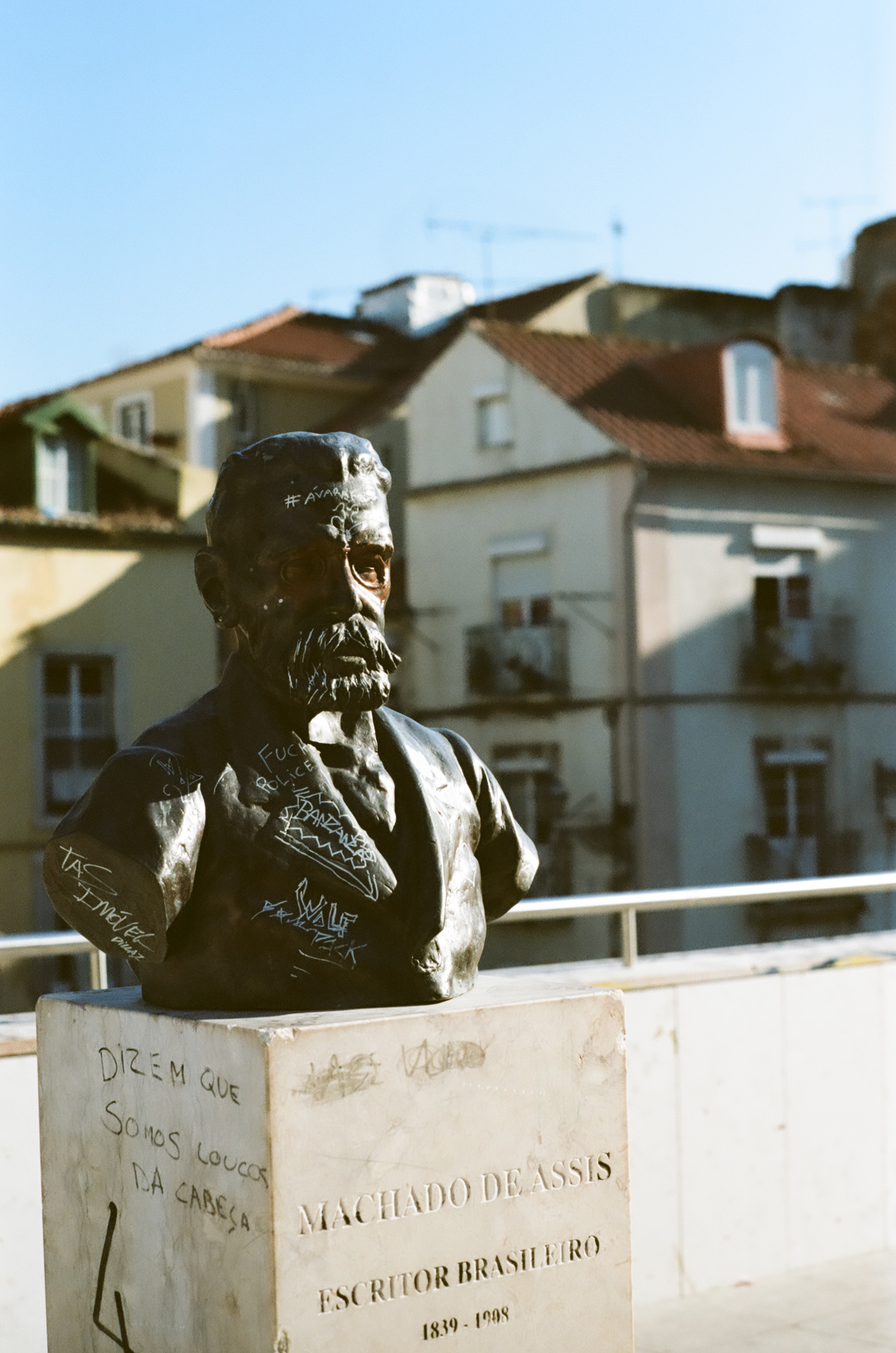
Buste de Machado de Assis sur la place Largo de Jesus à Lisbonne.

Atteste également sa popularité le fait que la mozidade (école de samba) indépendante de Padre Miguel a voulu rendre hommage à sa vie et à son œuvre lors du carnaval de Rio de 2009. Selon un essayiste, son œuvre peut agir comme un « héritage critique qui préserve le Brésil de l’excès d’ufanismo (= orgueil cocardier) nationaliste ». Dès 1868, José Martiniano de Alencar qualifia Machado de « premier critique brésilien ». En plus d’avoir été l’un des concepteurs de l’Académie brésilienne des lettres, Machado de Assis fut l’animateur, par ses chroniques et ses idées politiques, de la Revista Brasileira, appuya les poètes du Parnasianismo et noua d’étroites relations avec les plus grands intellectuels de son temps, de José Veríssimo à Nabuco, et de Taunay à Graça Aranha. Certains commentateurs postulent que Machado aurait de quelque manière légué une « richesse mentale » et de la « beauté morale » aux écrivains du Brésil, certains auteurs allant jusqu’à affirmer que « Machado de Assis est fondamental pour quiconque veut écrire ».

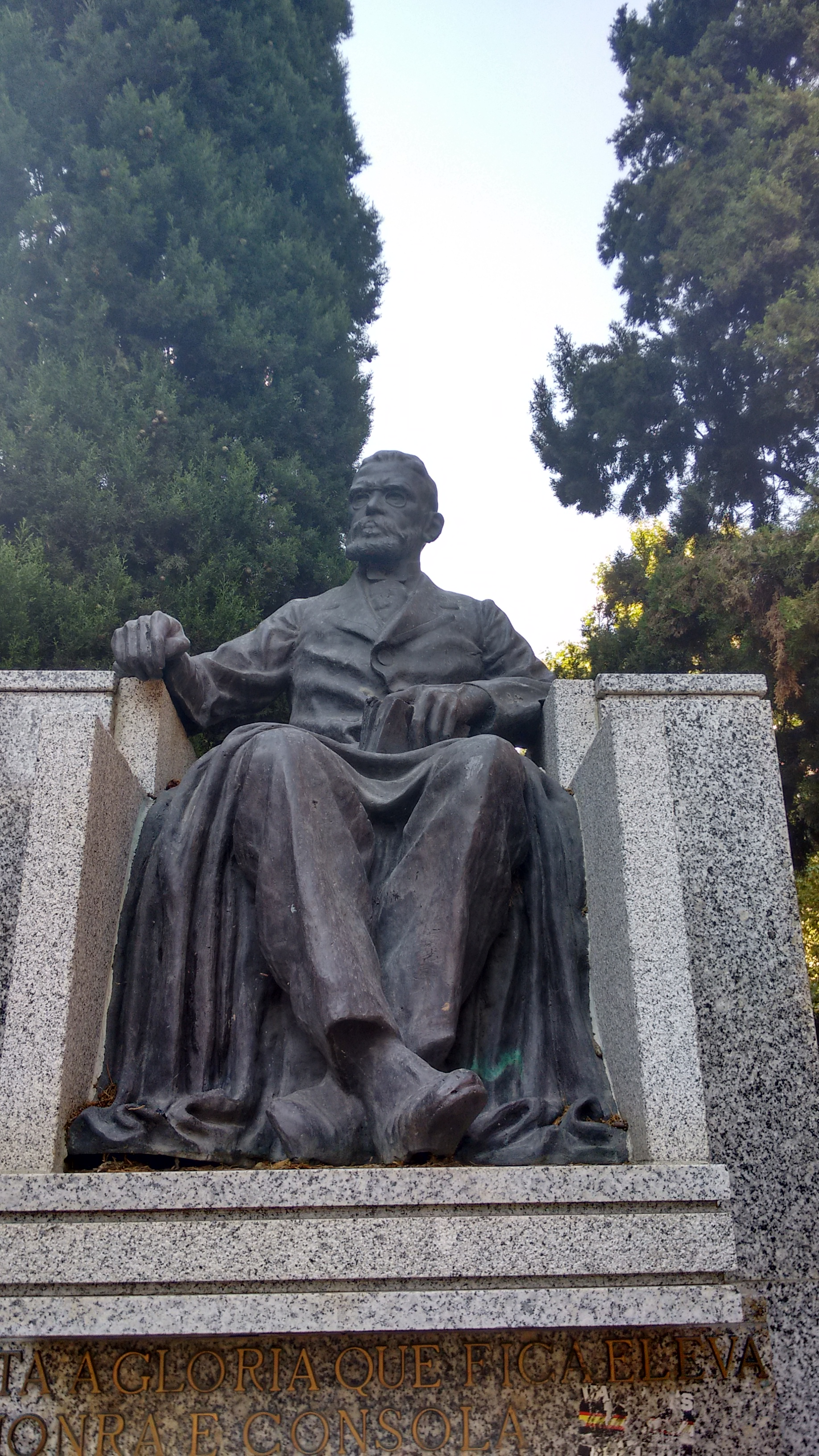
Statue de Machado de Assis à Madrid, en Espagne, inaugurée en 1998, reproduction en bronze du monument sculpté en son hommage par Humberto Cozzo en 1929 pour le siège de l’Académie brésilienne des lettres dans le centre de Rio de Janeiro.

D’aucuns le considèrent comme un grand précurseur : pour certains critiques comme Roberto Schwarz, Machado de Assis, non content d’avoir introduit le réalisme dans la littérature nationale brésilienne, aurait dit « des choses que Freud allait dire 25 ans plus tard ». Dans Esaü et Jacob, par exemple, il aurait anticipé le concept freudien du complexe d'Œdipe. Dans Dom Casmurro, il aurait avancé certains éléments, en particulier en rapport avec la relation entre veille et sommeil, qui présagent l'Interprétation du rêve, publié la même année que le roman de Machado. Des critiques en dehors du Brésil ont pointé qu’il fait figure, avec Mémoires posthumes de Brás Cubas (1881) et O Espelho (1882), comme prédécesseur du réalisme magique d’écrivains tels que Jorge Luis Borges et Julio Cortázar, mais aussi du modernisme, par ses digressions et incises dans l’intrigue de ses romans et par le parti-pris des chapitres courts. Enfin, comme le nota le critique littéraire et sociologue Antonio Candido, nous pouvons trouver dans la fiction de Machado, bien qu’il ait vécu et écrit au XIXe siècle davantage qu’au XXe, « dissimulés derrière de curieux vestiges archaïsants, quelques-uns des thèmes appelés à être caractéristiques de la fiction du XXe siècle ».
D’autre part, l’œuvre machadienne est d’importance fondamentale pour l’analyse des transformations politiques du Brésil et de la société de Rio de Janeiro des XIXe et XXe siècles, notamment sur le plan de la mode, des transports, de l’architecture et des effervescences financières. Son œuvre — non seulement ses romans, mais aussi ses chroniques — constituent une source importante pour la connaissance du Deuxième Règne au Brésil et des débuts de la République. Il y a lieu de souligner la participation de Machado de Assis, sous le pseudonyme de Lélio, à la série collective de chroniques Balas de Estalo (littér. Cartouches à blanc), publiée dans le journal Gazeta de Notícias entre 1883 et 1886, ainsi que, plus tard encore, dans la rubrique Bons dias!, puis enfin dans A Semana. Les centaines de chroniques représentent des documents de témoignage importants sur les différents événements de son temps, reflètent le contexte de l’époque — époque marquée par des transformations sociales, urbaines et politiques, par l’immigration, l’abolitionnisme, les débuts du capitalisme et de la République — et ont apporté leur contribution à la mise en œuvre d’un projet politique fondé sur le déclin des principales institutions du pays, à savoir la monarchie, l’Église et l’esclavage.
À propos de la portée universelle de son œuvre, Benedito Antunes et Sérgio Vicente Motta notent :

« [...] s’il y a un universalisme que Machado légua à notre littérature et une projection de celle-ci vers la sphère internationale, c’est en ceci que Machado a construit un art à la fois brésilien et universel. L’invention machadienne présuppose donc déjà des ‘chemins croisés’. »

## Inventaire des œuvres

### Éditions en volumes

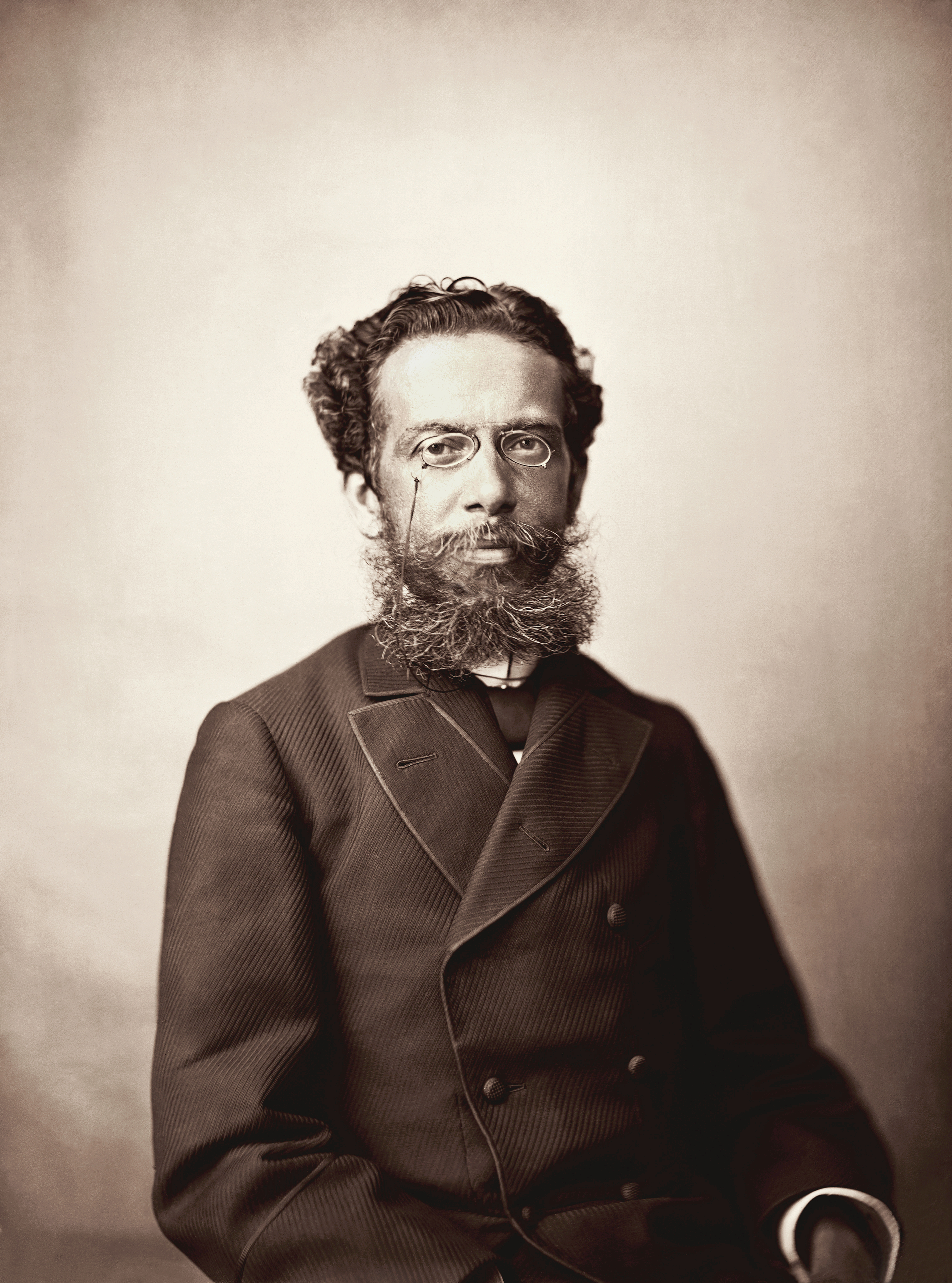
Machado de Assis photographié par Marc Ferrez, 1890.

L’œuvre de Machado comprend en tout 10 romans, 10 pièces de théâtre, 200 nouvelles, 5 recueils de poèmes et de sonnets, et plus de 600 chroniques. Ses premières productions furent éditées par Paula Brito, puis, plus tard, par Baptiste-Louis Garnier. Garnier était arrivé à Rio de Janeiro venant de Paris en 1844 et s’y établit comme l’un des acteurs les plus notables sur le marché de l’édition brésilien.

En effet, en mai 1869, Machado signa un contrat avec l’éditeur français Garnier pour la publication de ses œuvres ; chaque volume paraissait avec un tirage de mille exemplaires. L’on sait que l’auteur toucha 200 réaux pour son premier livre de nouvelles, Contos fluminenses (1870), et pour Falenas (1870), deuxième recueil de poèmes et première impression en France. Après son mariage avec Carolina, Machado signa un nouveau contrat avec Garnier, tendant à ce que celui-ci éditât trois de ses prochains livres : Ressurreição (1872), Histórias da meia-noite (1873), et un troisième qui ne sera jamais publié. Les romans Quincas Borba (1891) et Mémoires posthumes de Brás Cubas (1881), parurent d’abord en feuilleton, le premier en chapitres dans la revue A Estação entre 1886 et 1891 avant d’être publié définitivement par la Librairie Garnier en 1892, et le second de mars à décembre 1880 dans la revue Revista Brasileira, avant d’être édité en 1881 par la Tipografia Nacional.
La collaboration entre Garnier et Machado a eu pour effet d’élargir le marché éditorial de l’époque. Pendant que l’un consolidait son projet commercial, l’autre atteignait le public et la critique. Au moment de la mort de Garnier, Machado écrivit qu’ils avaient eu 20 ans de relations professionnelles. Après le décès de l’écrivain, la maison d’édition W. M. Jackson de Rio de Janeiro publia en 1937 les premières Obras completas (Œuvres complètes) en 31 volumes. Dans la décennie 1950, Raimundo Magalhães Júnior composa et fit paraître pour le compte de l’éditeur Civilização Brasileira plusieurs volumes contenant toutes les nouvelles de Machado. Depuis lors, plusieurs rééditions de l’ensemble de son œuvre ont vu le jour.
Parmi les nouvelles répertoriées ci-dessous, l’Aliéniste mérite une considération particulière ; il y a chez les critiques un débat entre ceux qui qualifient le texte de nouvelle et ceux qui veulent le ranger dans la catégorie du court roman, voire dans le roman tout court. Ce n’est que récemment que le texte a commencé à être publié à part, alors qu’auparavant il était inclus dans le recueil Papéis Avulsos (1882). Une théorie admise porte que Machado a créé une nouvelle, mais avec des caractéristiques propres au roman, soit un court roman.

### Œuvre

#### Romans
- Ressurreição (1872)
- A mão e a luva (1874)
- Helena (1876)
- Iaiá Garcia (1878)
- Mémoires posthumes de Brás Cubas (1881)
- Casa Velha (1885)
- Quincas Borba (1891)
- Dom Casmurro (1899)
- Esaü et Jacob (1904)
- Memorial de Aires (1908)

#### Recueil de poésies
- Crisálidas (1864)
- Falenas (1870)
- Americanas (1875)
- Ocidentais (1880)
- Poesias Completas (1901)

#### Recueils de nouvelles
- Contos Fluminenses (1870)
- Histórias da Meia-Noite (1873)
- Papéis Avulsos (1882)
- Histórias sem Data (1884)
- Várias Histórias (1896)
- Páginas Recolhidas (1899)
- Relíquias da Casa Velha (1906)

#### Pièces de théâtre
- Hoje Avental, Amanhã Luva (1860)
- Desencantos (1861)
- O Caminho da Porta (1863)
- O Protocolo (1863)
- Quase Ministro (1864)
- As Forcas Caudinas (1865/1956)
- Os Deuses de Casaca (1866)
- Tu, só tu, puro amor (1880)
- Não Consultes Médico (1896)
- Lição de Botânica (1906)

#### Traductions
- Queda que as mulheres têm para os tolos (1861)
Titre original : De l'amour des femmes pour les sots, de Victor Henaux[358]

#### Nouvelles choisies
- A Cartomante
- Miss Dollar
- O Alienista (†)
- Teoria do Medalhão
- A Chinela Turca
- Na Arca
- D. Benedita
- O Segredo do Bonzo
- O Anel de Polícrates
- O Empréstimo
- A Sereníssima República
- O Espelho
- Um Capricho
- Brincar com Fogo
- Uma Visita de Alcibíades
- Verba Testamentária
- Noite de Almirante
- Um Homem Célebre
- Conto de Escola
- Uns Braços
- A Cartomante
- O Enfermeiro
- Trio em Lá Menor
- O Caso da Vara
- Missa do Galo
- Almas Agradecidas
- A Igreja do Diabo

#### Œuvres posthumes
- Critica (1910)
- Outras Relíquias, contos (1921)

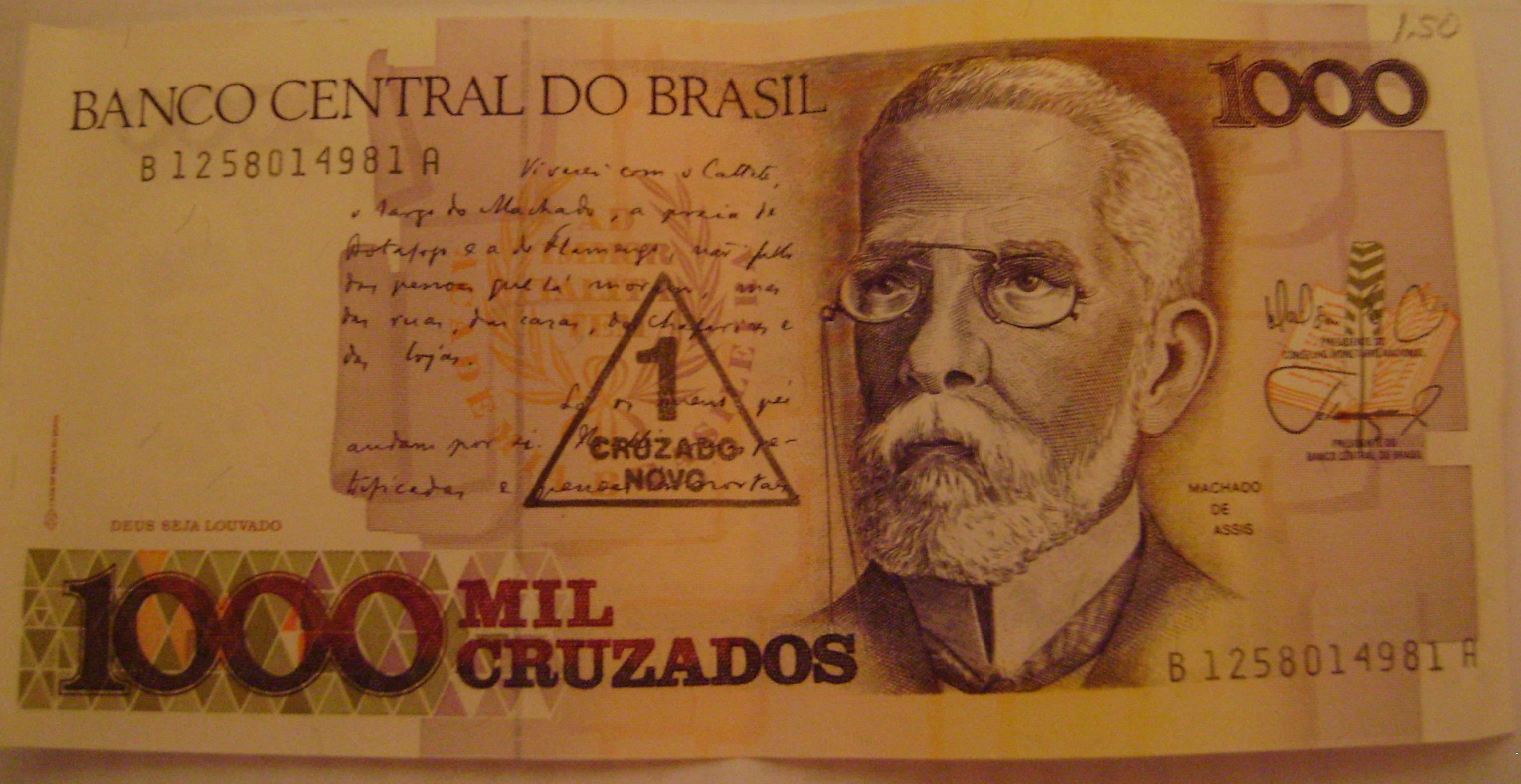
Hommage de la Banque centrale du Brésil : effigie de Machado de Assis sur les coupures de mille cruzados.

- A Semana, Crônica - 3 Vol. (1914, 1937)
- Páginas Escolhidas, Contos (1921)
- Novas Relíquias, Contos (1932)
- Crônicas (1937)
- Contos Fluminenses - 2e Vol. (1937)
- Crítica Literária (1937)
- Crítica Teatral (1937)
- Histórias Românticas (1937)
- Páginas Esquecidas (1939)
- Casa Velha (1944)
- Diálogos e Reflexões de um Relojoeiro (1956)
- Crônicas de Lélio (1958)

#### Éditions critiques
- Crítica Literária (édité par Mário de Alencar), Rio de Janeiro, W. M. Jackson, 1959.
- Obra completa, Rio de Janeiro, José Aguilar, 1959
- Obra Completa (édité par Afrânio Coutinho), Rio de Janeiro, José Aguilar, 1971.
- Memórias póstumas de Brás Cubas, Globo Livros, 2008, 279 p. (ISBN 978-85-250-4465-5 et 85-250-4465-2).
- Bons dias! (introduction et annotations de John Gledson), Sao Paulo, Hucitec, 1990.
- Balas de Estalo (collection de 126 chroniques, éditée par Heloísa Helena Paiva de Luca), Sao Paulo, Annablume, 1998, 344 p..
- Obras completas (trois volumes), Rio de Janeiro, Nova Aguilar, 1979.
- Quincas Borba (édité par Ivan Teixeira), Sao Paulo, Click Editora, 1997.

### Œuvres en traduction française

#### Romans
- Mémoires posthumes de Brás Cubas, traduit par R. Chadebec de Lavalade (préface d’André Maurois), Paris, éditions Métailié, coll. « Bibliothèque brésilienne », 1989  (ISBN 2-86424-060-2) ; réédition, Paris, éditions Métailié, coll. « (Suites : suite machadiana » no 33, 2015  (ISBN 979-10-226-0350-8)
- Le Philosophe ou le chien : Quincas Borba, traduit par Jean-Paul Bruyas, Paris, Métailié, 1991 ; réédition, Paris, Métailié, coll. « Suites : suite brésilienne » no 4, 1997  (ISBN 2-86424-249-4)
- Dom Casmurro, traduit par Francis De Miomandre, revue par Ronald de Carvalho, Paris, Institut international de coopération intellectuelle, coll. « ibéro-américaine » no 6, 1936 ; réédition, Paris, Albin Michel, 1956 ; réédition, Paris, Albin Michel, coll. « Bibliothèque Albin Michel » no 27, 1989 ; réédition, Paris, LGF, coll. « Le Livre de poche. Biblio » no 3268, 1997  (ISBN 2-253-93268-X) / Dom Casmurro et les yeux de ressac, traduit par Anne-Marie Quint, Paris, Métailié, coll. « (Suites : suite brésilienne » no 51, 2002  (ISBN 2-86424-412-8) ; réédition, Paris, Métailié, coll. « Suites : suite machadiana » no 51, 2015  (ISBN 979-10-226-0349-2)
- L’Aliéniste (titre original O Alienista), traduit par Maryvonne Lapouge-Pettorelli, Paris, Métailié, coll. « Bibliothèque brésilienne », 1984 ; réédition, Paris, Gallimard, coll. « Folio bilingue » no 25, 1992  (ISBN 2-07-038489-6) ; réédition, Paris, Métailié, coll. « Suites : suite brésilienne » no 101, 2005  (ISBN 2-86424-534-5) ; réédition, Paris, Métailié, coll. « Suites : suite machadiana » no 101, 2015  (ISBN 979-10-226-0392-8)
- Esaü et Jacob, traduit par Françoise Duprat, Paris, Métailié, coll. « Bibliothèque brésilienne », 1985 ; réédition, Paris, Métailié, coll. « Suites : suite brésilienne » no 104, 2005  (ISBN 2-86424-540-X)
- Ce que les hommes appellent amour (titre original O que homens chamam amor), traduit par Jean-Paul Bruyas, Paris, Métailié, coll. « Bibliothèque brésilienne », 1995 ; réédition, Paris, Métailié, coll. « Suites : suite brésilienne » no 130, 2007  (ISBN 978-2-86424-609-1) ; réédition, Paris, Métailié, coll. « Suites : suite machadiana » no 130, 2015  (ISBN 979-10-226-0353-9)
- Une nuit (titre original Uma Noite), traduit par Emmanuel Tanguy et Morgane Houdemont, Toulouse, Gwen Catalá, 2018  (ISBN 978-2-37641-075-1)
- Iaiá Garcia (titre original Iaiá Garcia), traduit par Isabelle Leymarie, Clichy, Éditions du Jasmin, 2020  (ISBN 978-2-35284-234-7)

#### Recueils de nouvelles
- La Montre en or et autres contes [« O relógio de ouro »] (trad. du portugais par Maryvonne Lapouge-Pettorelli), Paris, Métailié/UNESCO, coll. « Bibliothèque brésilienne », 1987, 161 p. (ISBN 2-86424-047-5)
- La Cartomancienne [« Varias historias »] (trad. du portugais par Adrien Delpech), Toulouse, Ombres, coll. « Petite bibliothèque Ombres », 1997, 183 p. (ISBN 2-84142-063-9)
- La pantoufle turque & L'Eglise du diable, (trad. Philippe Billé), Bordeaux; Pierre Mainard, 1999.
- Histoires diverses Varias historias (trad. du portugais par Saulo Neiva), Paris, Classiques Garnier, coll. « Littératures du Monde », 2015, 340 p. (ISBN 978-2-8124-4599-6).
- Un capitaine de volontaires [« Um Capitão de voluntários »] (trad. du portugais par Dorothée de Bruchard), La Rochelle, Les Arêtes / La Découverte, 2015, 32 p. (ISBN 978-2-84265-837-3)
- Un homme célèbre [« Um Homem Célebre »] (trad. du portugais par Adrien Delpech), Paris, Éditions Sillage, 2024 (ISBN 978-2-38141-058-6)

### En langue française
- Machado de Assis, son œuvre littéraire. Études littéraires, articles et discours sur l’œuvre de Machado de Assis, suivis de trois contes traduits par Victor Orban. Préface d’Anatole France, Paris, Éditions Garnier frères, 1917, 160 p.
- Hendrik Houwens Post, L’auteur brésilien Machado de Assis et le mystère de Sisyphe, Naples, Instituto universitario orientale, Annali, 1961, 16 p.
- Jean-Michel Massa, La jeunesse de Machado de Assis : essai de biographie intellectuelle, Poitiers, Université de Poitiers, 1969, 732 (les deux volumes) (originellement thèse de doctorat).
- Machado de Assis en Europe latine. Textes en français, espagnol, italien et portugais, réunis par Florent Kohler et Silvio Castro, Tours, Université François Rabelais, coll. « Littérature et nation no 29 », 2004, 206 p.
- Florent Kohler, Schopenhauer, Machado de Assis, Italo Svevo, ou l’homme sans Dieu, Paris, Éditions L’Harmattan, coll. « Critiques littéraires », 2004, 406 p.
- Camilo Castelo Branco et Machado de Assis. D’une rive à l’autre (actes du congrès international du 18 novembre 2014, Langues et cultures européennes, à Lyon, université Lumière, sous la direction de João Carlos Vitorino Pereira), Paris, Éditions des archives contemporaines, 2015, 268 p. (ISBN 978-2-8130-0178-8, lire en ligne).

### En langue anglaise
- Kenneth David Jackson, Machado de Assis : A Literary Life, New Haven & Londres, Yale University Press, 2015, 360 p. (ISBN 978-0-300-18082-4, lire en ligne).
- João Cezar de Castro Rocha, « The Author as Plagiarist – The Case of Machado de Assis », Portuguese Literary & Cultural Studies, nos 13/14,‎ automne 2004/printemps 2005.
- Carlos A. M. Guerreiro, « Machado de Assis´s epilepsy », Arquivos de Neuro-Psiquiatria, Academia Brasileira de Neurologia, vol. 50, no 3,‎ 1992, p. 378-382 (lire en ligne).
- Helen Caldwell, Machado de Assis : The Brazilian Master and his Novels, Berkeley, Los Angeles & Londres, University of California Press, 1970.
- David Morrell, John Barth. An Introduction, University Park & Londres, Pennsylvania State University Press, 1976.
- Oscar Fernandez, « Machado de Assis: The Brazilian Master and His Novels by Helen Caldwell », Modern Language Journal, vol. 55, no 4,‎ avril 1971, p. 255–256 (lire en ligne).

### Dans d’autres langues
- (nl) August Willemsen (traduction, annotations et postface), Posthume herinneringen van Brás Cubas (Machado de Assis), Amsterdam/Anvers, L.J.Veen, 2009, « Postface » (éd. originelle chez De Arbeiderspers, Amsterdam 1991)